# Paris Saint-Germain Football Club
Cet article fait partie d'un « bon thème » labellisé en 2012.
Cet article concerne la section football du Paris Saint-Germain. Pour les autres sections, voir Paris Saint-Germain (omnisports, 2012).
Ne pas confondre avec le Paris Football Club
« PSG » redirige ici. Pour les autres significations, voir PSG (homonymie).
Maillots
Actualités
Dernière mise à jour : 19 août 2025.
Le Paris Saint-Germain Football Club, couramment appelé Paris Saint-Germain ou PSG, est un club français de football, section football du Paris Saint-Germain omnisports. Le club dispose d'un centre d'entraînement à Poissy (qui a remplacé à partir de 2023 le Camp des Loges en forêt de Saint-Germain-en-Laye) et joue au Parc des Princes à Paris.
Le Paris Saint-Germain voit le jour en 1970 lors de la fusion entre la section football du Stade saint-germanois, club fondé en 1904, et le Paris Football Club, club virtuel sans stade ni équipe créé dix-huit mois auparavant dans le but de redonner une équipe professionnelle à la capitale, après la chute du Racing Club de France et du Stade français. Champion de deuxième division dès sa première année d'existence, le club est pourtant scindé en deux en 1972 : le Paris FC gardant l'effectif et le statut professionnel, ainsi que l'occupation du Parc des Princes, tandis que le Paris Saint-Germain repart avec l'équipe amateur en Division 3 et prend alors domicile au Stade Georges-Lefèvre. Deux ans plus tard, le Paris FC est relégué en deuxième division tandis que le PSG retrouve la première division et le Parc des Princes.
A la suite de son retour dans l'élite en 1974, et jamais relégué depuis, le club est d'abord présidé par Daniel Hechter puis Francis Borelli, avec lequel le Paris Saint-Germain gagne ses deux premières Coupes de France en 1982 et 1983 puis son premier championnat de France en 1986. En 1991, le diffuseur du championnat à la télévision, Canal+, investit dans le PSG et en prend le contrôle pendant 15 ans. Les premières années voient le club parisien connaître un grand succès avant une période plus instable. En tout, ce sont 12 titres qui sont remportés sous l'ère Canal+. Paris remporte notamment en 1996 la Coupe d'Europe des vainqueurs de coupe, devenant ainsi le second club français à gagner une coupe d'Europe. 
En 2006, le PSG est vendu au fonds d'investissement américain Colony Capital, vivant plusieurs saisons compliquées malgré deux coupes nationales remportées. Puis, le club est racheté en 2011 par Qatar Sports Investments (QSI), la filiale sportive du fonds souverain qatarien Qatar Investment Authority (QIA). L'homme d'affaires et ex-tennisman qatarien Nasser Al-Khelaïfi devenant le président-directeur général du club, QSI investit des moyens financiers très importants permettant d'acheter des joueurs parmi les plus chers au monde. Le Paris Saint-Germain devient alors un club d'une dimension mondiale et gagne 38 trophées en l'espace de 14 ans.
Club le plus titré de l'hexagone avec 56 trophées au palmarès en compétitions officielles, le PSG est recordman de toutes les principales compétitions nationales et a été, entre autres, sacré treize fois champion de France. En 2015, le club réalise le premier « quadruplé » en remportant la Ligue 1, la Coupe de France, la Coupe de la Ligue et le Trophée des champions, performance rééditée en 2016, 2018 et 2020. En 2025, le Paris Saint-Germain décroche à la fois l'ensemble des titres nationaux ainsi que sa première Ligue des Champions en s'imposant 5 buts à 0 face à l'Inter Milan, plus large victoire jamais enregistrée en finale de C1. Plus tard dans la même année, le PSG devient le premier club français à gagner une Supercoupe d'Europe.

## Histoire

### Le Stade saint-germanois (1904-1970)

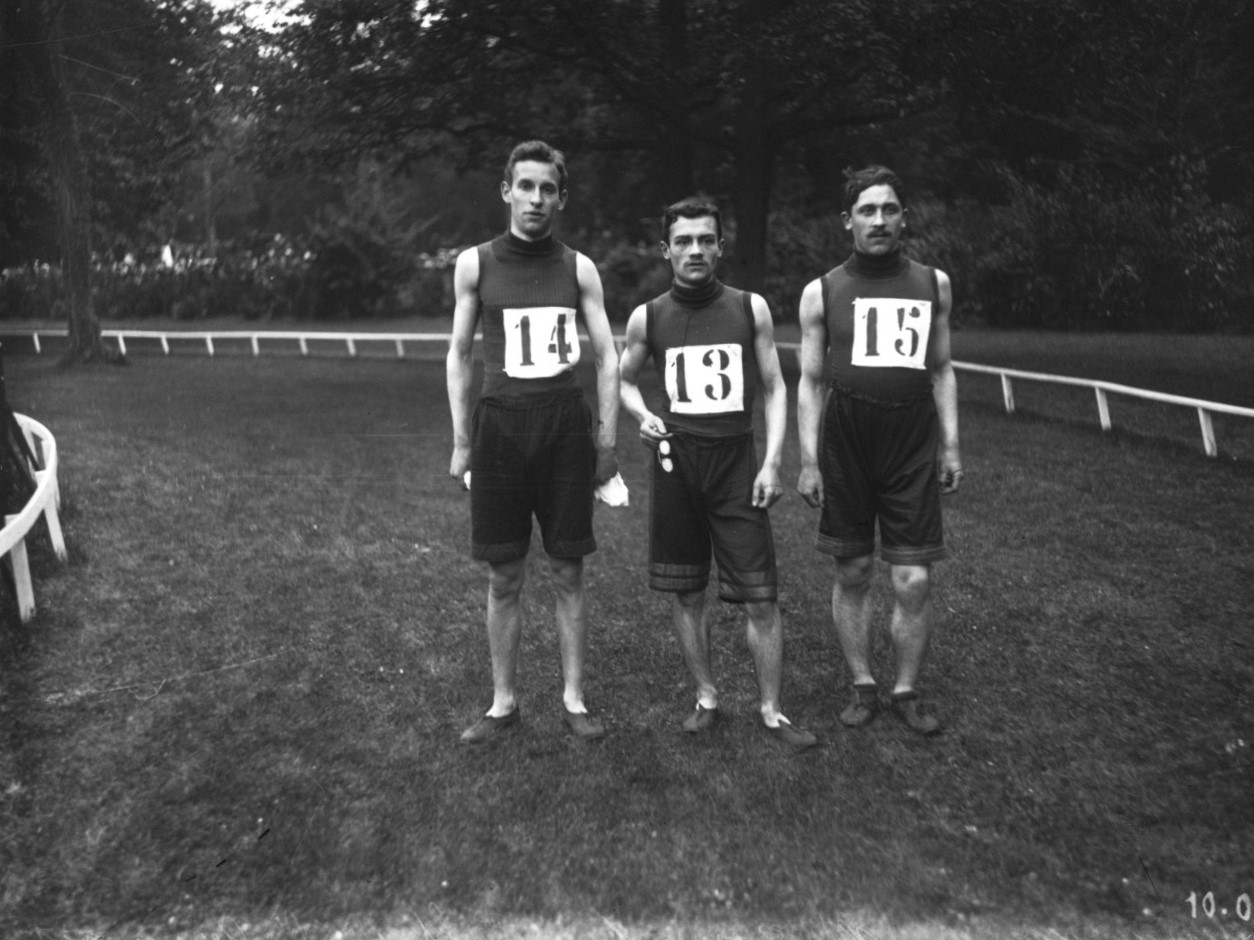
Membres du Stade saint-germanois le 20 mai 1906 au bois de Boulogne lors d'une épreuve de course à pied.

Le Stade saint-germanois voit le jour le 21 juin 1904, à l'occasion de l'inauguration des installations sportives du Camp des Loges en forêt de Saint-Germain-en-Laye.
Le premier président est Félix Boyer. Club omnisports doté d'une section football, il s'affilie à l'Union des sociétés françaises de sports athlétiques (USFSA).
À la suite de la disparition de l'USFSA, le Stade rejoint la Fédération française de football-association (FFFA) en 1921 et doit s'inscrire tout en bas de l'échelle du football parisien. Commence alors une lente ascension vers les sommets de la Ligue de Paris. En 1932, alors que le football professionnel est autorisé en France, le Stade évolue en « Promotion de 1re division », le quatrième niveau régional. Il dispute cette année-là la Coupe de France pour la première fois, dont il atteint les 32es de finale en 1949 et 1951.
Champion de Paris en 1957, le Stade se maintient parmi l'élite des clubs amateurs du CFA treize saisons durant, sous la conduite de son entraîneur Roger Quenolle et de son président Henri Patrelle. En point d'orgue, les « Blancs » de Saint-Germain atteignent les quarts de finale de la Coupe de France en 1969, où ils affrontent l'Olympique de Marseille. Le match aller a lieu au Parc des Princes devant 14 760 spectateurs, le retour au stade Vélodrome. La confrontation voit la logique qualification des professionnels marseillais. Troisième de son groupe de CFA en 1969, le Stade réitère la même performance l'année suivante. L'ouverture aux équipes amateurs de la Division 2 nationale, dite « open », mise en place cet été-là, dont Patrelle, membre du Conseil fédéral de la FFF, est l'un des instigateurs, offre la promotion aux joueurs sangermanois.

### 1970-1973: de la fusion au divorce
Alors que le Stade saint-germanois du président Henri Patrelle s'apprête à obtenir sa promotion en deuxième division en 1970, un projet de relance du football de haut niveau à Paris tourne en rond depuis plus de dix-huit mois. Le Paris Football Club, créé en 1969 à la suite d'une étude du Conseil fédéral de la Fédération française de football, est resté un club virtuel toute la saison précédente. À quelques semaines de la reprise en 1970, le Paris FC n'a ni joueurs, ni entraîneur, ni encadrement, ni stade, ni inscription en championnat. Pressé par le temps, l'idée de fusionner avec le Stade saint-germanois s'impose. Le 21 mai 1970, l'assemblée des associés du PFC vote pour la fusion avec Saint-Germain. Le 30 mai, la FFF publie la liste des clubs participant au prochain championnat de deuxième division : le Paris Saint-Germain FC figure sous ce nom sur cette liste au titre de la promotion du Stade saint-germanois.
Pierre-Étienne Guyot est nommé premier président de la nouvelle entité créée. Mais dans les faits, la direction du nouvel ensemble est confiée aux deux vice-présidents : Guy Crescent, venu du Paris FC, et Henri Patrelle, le président historique du Stade saint-germanois. Patrelle garde la main sur l'aspect sportif tandis que Crescent s'occupe de questions d'intendance. Le premier international français à rejoindre le club est Jean-Claude Bras. Jean Djorkaeff, capitaine de l'équipe de France, rejoint le club dès le 22 juin. Le premier match disputé sous le nom « Paris Saint-Germain FC » est une rencontre amicale de pré-saison face à US Quevilly. Les Normands s'imposent 1-2 le 1er août au stade Jean-Bouin. Le 23 août, le Paris SG dispute son premier match officiel pour le compte de la première journée du championnat de France de deuxième division : les Parisiens ramènent un match nul de Poitiers (1-1).
Paris termine pour sa première saison à la 1re place du groupe Centre du championnat. Il est ainsi sacré champion de France de deuxième division le 12 juin 1971 après avoir affronté Monaco et Lille, vainqueurs des deux autres groupes. Le club est donc promu en 1re division dès 1971. Malgré ce succès sportif, la Mairie de Paris, propriétaire du Parc des Princes et important bailleur de fonds du nouveau PSG, refuse de soutenir un club basé hors du territoire de la ville de Paris, le Paris Saint-Germain étant considéré comme un « club banlieusard ». Menacé dans son existence, le PSG est scindé en deux en mai 1972 : la section professionnelle reste en Division 1 sous les couleurs du Paris FC, tandis que le reste du club, et notamment l'équipe amateur évoluant en Division 3, conserve l'identité « Paris Saint-Germain ».

### 1973-1978: l'ère Hechter, retour et maintien dans l'élite

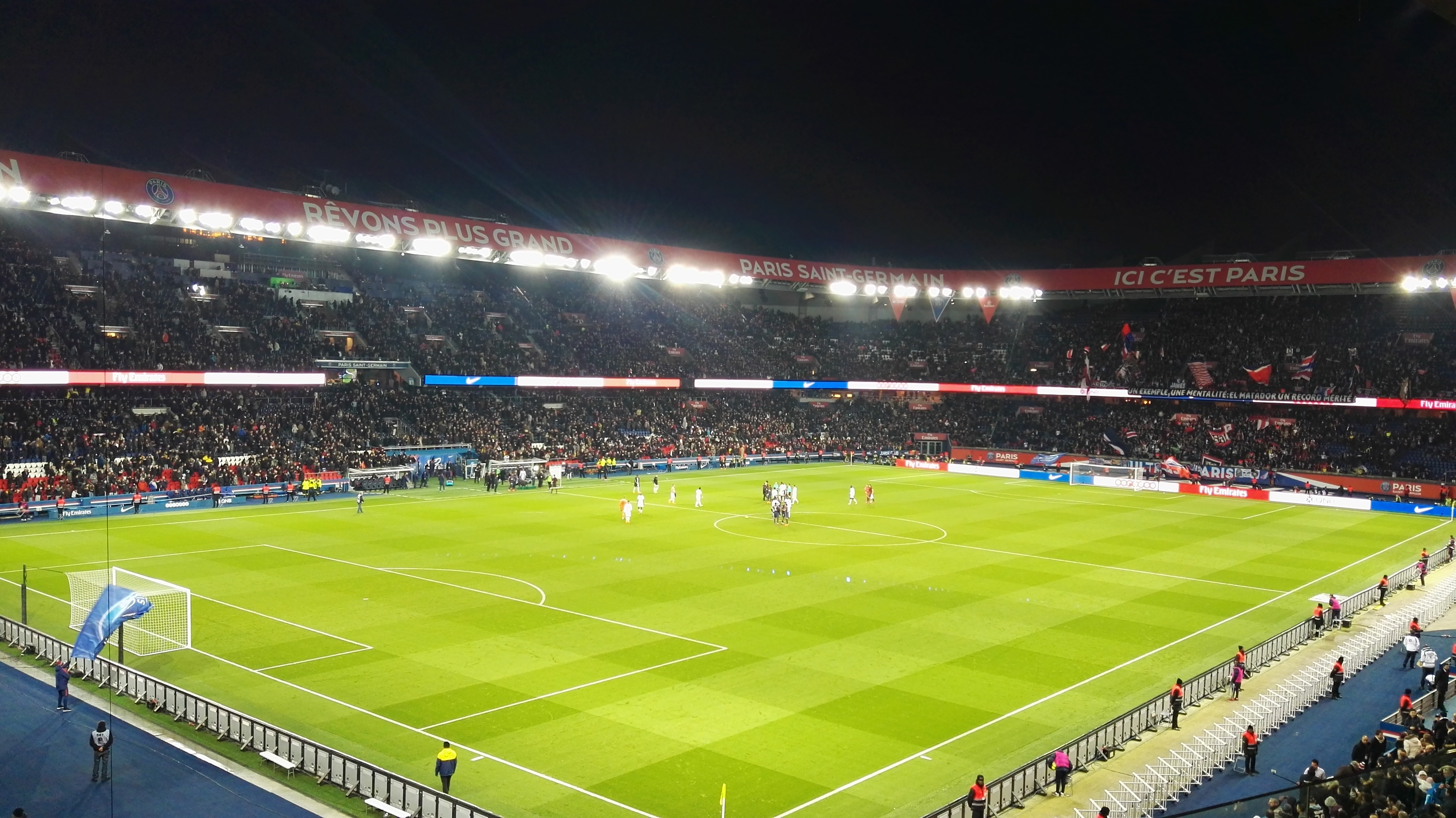
Le Parc des Princes.

Profitant du refus de montée de l'US Quevilly pour des raisons financières, le PSG est promu en D2 dès 1973. Pour pouvoir rester en seconde division, le PSG doit trouver rapidement des investisseurs extérieurs afin de financer d'importants travaux pour mettre en norme son stade au Camp des Loges. Daniel Hechter et ses amis, Francis Borelli, l'acteur Jean-Paul Belmondo, Guy Bossant, Charles Talar et Jacques Bloch, font leur entrée en scène. Ces nouveaux dirigeants issus du show-business seront surnommés quelques mois plus tard par la presse « Le gang des chemises roses ». Peu après, Daniel Hechter lui-même dessine le maillot « historique » du club.
Le partenariat entre Henri Patrelle et Daniel Hechter dure seulement un an. Il avait débuté le 15 juin 1973 avec la signature d'un protocole entre le PSG et Daniel Hechter. Afin d'éviter une nouvelle affaire semblable à celle du PFC, le nom (Paris Saint-Germain Football Club) et les couleurs du club (bleu, blanc et rouge) deviennent protégées par contrat. Ce protocole est signé sur papier à en-tête du club où figure déjà le logo en forme de « tour Eiffel » stylisée, en usage dès la saison 1972-1973. Le siège social du club est transféré à Saint-Germain-en-Laye. Patrelle conserve son titre et sa qualité de président du PSG, mais Daniel Hechter, président du comité de gestion, joue un rôle majeur au club. Un conflit s'instaure alors entre les deux hommes pour le contrôle plein et entier du PSG. De même, sur le banc, Robert Vicot, officiellement entraîneur, doit souvent s'effacer devant Just Fontaine, officiellement directeur technique.
Cette double direction n'empêche pas le club d'être promu en D1 en juin 1974 à l'issue d'un match de barrage face à Valenciennes. Ironie du sort, le Paris FC chute en D2 dans le même temps. C'est au lendemain de cette promotion que Daniel Hechter devient officiellement président du club, poste qui était jusque-là toujours occupé par Patrelle. En faisant son retour parmi l'élite, le PSG retrouve son statut professionnel abandonné deux ans plus tôt. Le club s'installe dès lors au Parc des Princes.
Les saisons suivantes, le club parisien parvient à se maintenir en première division et à s'y ancrer. Parmi les joueurs les plus remarqués de l'époque, on trouve Jean-Pierre Dogliani, Carlos Bianchi, Mustapha Dahleb, François M'Pelé et parmi les entraîneurs, Vélibor Vasovic et Jean-Michel Larqué.  L'inauguration du centre de formation au camp des Loges a lieu le 4 novembre 1975, Pierre Alonzo en prend la direction. Le Tournoi de Paris retrouve également vie en 1975 et sera disputé jusqu'en 1993.
La présidence de Daniel Hechter est marquée par ses déboires finaux. Malgré le fait qu'il a toujours clamé son innocence et dénoncé un complot contre lui, Hechter est écarté de la présidence en janvier 1978, et est interdit à vie de gestion de clubs de football, à la suite du scandale de la double billetterie du Parc des Princes. Une partie du produit de la vente de billets était versée aux joueurs afin de leur offrir un complément de revenus plutôt que de le faire rentrer dans les caisses du club.

### 1978-1991: l'ère Borelli, premiers trophées majeurs et découverte de l'Europe
Francis Borelli, vice-président du club et dirigeant depuis 1973 auprès de Daniel Hechter, prend la présidence le 9 janvier 1978 pour treize saisons et demi. Sous sa conduite, le Paris Saint-Germain remporte ses premiers trophées majeurs : deux coupes de France. La première en 1982 après une finale épique disputée face à Saint-Étienne, alors emmené par Michel Platini, qui joue là son dernier match pour un club français. Le PSG l'emporte 6 à 5 aux tirs au but après un match nul 2 buts partout, Nabatingue Toko et Dominique Rocheteau inscrivant les buts parisiens, Platini deux buts pour les Verts. En 1983, Paris conserve son titre en l'emportant face au nouveau champion de France, Nantes (victoire 3 à 2).
Le club de la capitale vit sa première épopée européenne en Coupe des coupes 1982-1983 qui se finit en quart de finale contre l'équipe belge de Waterschei. Le PSG, vainqueur 2-0 à l'aller à domicile, part favori pour la qualification. C'est lors de cette confrontation contre le vainqueur de la Coupe de Belgique que le record d'affluence au Parc des Princes reste le plus élevé avec 49 575 spectateurs. Mais lors du match retour, les Belges gagnent 3 à 0 après prolongation et se qualifient.
La saison suivante, le PSG se qualifie une nouvelle fois pour la Coupe des coupes et se fait encore éliminer de justesse, cette fois-ci en huitième de finale par la Juventus de Platini (2-2 à domicile et 0-0 à l'extérieur).
Lors de la saison 1984-1985, le PSG vit une saison moyenne avec une modeste 13e place en championnat, une finale de Coupe de France perdue contre l'AS Monaco et une élimination au deuxième tour de la Coupe UEFA contre les Hongrois de Videoton. Gérard Houllier remplace alors l'entraîneur Georges Peyroche dès la saison suivante et le PSG accède au titre de champion de France lors de la saison 1985-1986 pour la première fois de son histoire. La formation de la capitale, emmenée par son milieu de terrain défensif Luis Fernandez (devenu capitaine à la place de Dominique Bathenay), reste invaincue pendant 27 journées et s'impose finalement avec trois points d'avance sur son dauphin, le FC Nantes. 
Les deux saisons suivantes, marquées par le départ de cadres historiques (Luis Fernandez en 1986 puis Dominique Rocheteau en 1987), sont plus délicates (7e puis 15e place en championnat) avec une élimination en Coupe des clubs champions dès le premier tour de la compétition contre le FC Vítkovice, modeste club tchécoslovaque. Le PSG participait à cette compétition pour la première fois de son histoire.
En 1988, Tomislav Ivić devient entraîneur du PSG. Il y obtient d'abord de bons résultats, le club parisien terminant à la deuxième place du championnat, à trois points de l'Olympique de Marseille. La saison suivante est plus décevante : les Parisiens sont éliminés rapidement en Coupe UEFA par la Juventus, et avec 14 défaites terminent à la cinquième place de D1.
Résistant à l'assaut du Matra qui, cinq années durant, tenta, en vain, de ravir au PSG sa position de numéro 1 dans la capitale, le président Borelli et son système de gestion à l'ancienne se trouvent à bout de souffle à l'attaque des années 1990.

### 1991-2006: l'ère Canal+, âge d'or européen puis déclin

#### Présidence de Denisot, le PSG joue les premiers rôles en Europe (1991-1998)

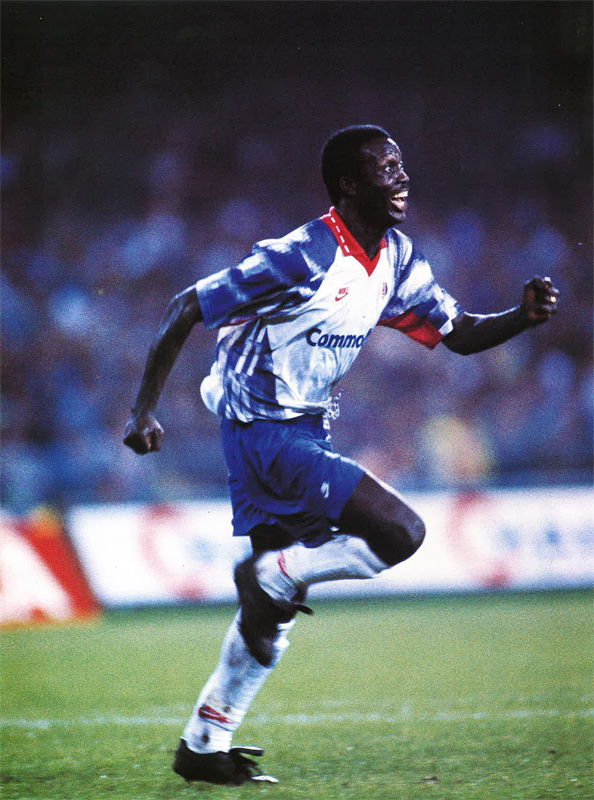
George Weah en 1992, célébrant son doublé face à Naples en Coupe UEFA.

Inquiet des difficultés financières du club, le Maire de Paris, Jacques Chirac, souhaite qu'un repreneur soit trouvé, idéalement par un média français. Il charge Bernard Brochand de sonder les différents patrons de presse. Un accord est trouvé avec Canal+ qui investit en 1991 dans le PSG à hauteur de 39,8 % des actions de la Société Anonyme à Objet Sportif (SAOS) nouvellement créée. Michel Denisot devient vice-président délégué du club, Pierre Lescure président de la SAOS, et Bernard Brochand président de l'Association Paris Saint-Germain. Le diffuseur du championnat souhaite relancer son intérêt en opposant un adversaire à l'Olympique de Marseille. Malgré le départ de son célèbre meneur de jeu yougoslave Safet Sušić, le recrutement d'Artur Jorge comme entraîneur et de plusieurs joueurs majeurs (Paul Le Guen, Valdo, Ricardo, David Ginola ou Laurent Fournier) permet à Paris de finir sur le podium (3e).
La saison suivante, Alain Roche, Vincent Guérin, Bernard Lama (qui remplace l'emblématique Joël Bats) et George Weah renforcent davantage l'effectif. Après une première partie de saison en tête, Paris s'incline et termine deuxième. Le club parisien s'offre également une Coupe de France face à Nantes (3-0), et un beau parcours en Coupe UEFA en éliminant successivement Naples, Anderlecht puis le Real Madrid à la suite d'un match de légende en quart de finale (4-1). Le PSG sera ensuite éliminé par la Juventus Turin en demi-finale.
En 1993-1994, Michel Denisot est promu président-délégué tandis que le Brésilien Raí renforce encore l'effectif, même si son adaptation est difficile. Paris s'installe en tête en octobre et ne la lâchera plus. Le PSG est de nouveau champion de France 8 ans après et atteindra les demi-finales de la Coupe des coupes, éliminé par Arsenal après avoir sorti, pour la deuxième fois consécutive, le Real Madrid au tour précédent.

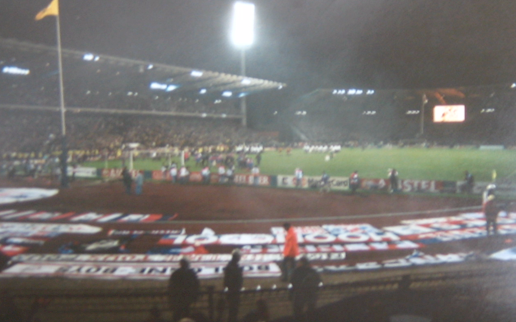
Le PSG contre le Rapid Vienne lors de la finale de C2 1996.

La saison suivante voit Luis Fernandez remplacer Artur Jorge. Paris ne peut faire mieux que la troisième place en championnat, mais il s'offre une nouvelle Coupe de France, ainsi que la première Coupe de la Ligue. Le club accède également pour la première fois de son histoire à une demi-finale de Ligue des champions (face à l'AC Milan), en ayant éliminé le FC Barcelone de Johan Cruyff en quart de finale et réalisé un bilan parfait en phase de groupes (6 victoires sur 6).
L'été 1995 est celui du changement : plusieurs joueurs majeurs quittent la capitale (Weah, Ginola, Valdo, Ricardo), alors que Patrice Loko, Bruno Ngotty ou Youri Djorkaeff arrivent. La saison démarre sur les chapeaux de roue, Paris est très largement en tête du championnat. Mais le début de l'année 1996 est difficile et le club parisien voit Auxerre fondre sur lui. Denisot fait appel à Yannick Noah pour remobiliser l'effectif. Paris s'inclinera en championnat (il finira deuxième) mais remporte la Coupe des coupes le 8 mai 1996 face au Rapid Vienne (1-0, but de Ngotty), en ayant éliminé précédemment Parme (en quart de finale) puis La Corogne (en demi). Le PSG devient alors le second club français à gagner une Coupe d'Europe.

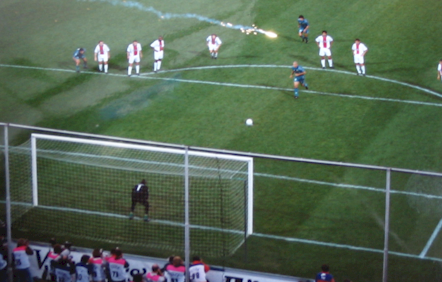
La finale de C2 1997 face au FC Barcelone.

Durant l'été 1996, Luis Fernandez cède sa place à Ricardo Gomes, tandis que les premiers effets de l'arrêt Bosman se font sentir sur le recrutement (notamment avec le départ de Djorkaeff) malgré la venue du Brésilien Leonardo. Après une nouvelle première partie de saison en tête, le PSG voit Monaco s'échapper et termine deuxième. De plus, malgré une qualification face au Liverpool FC en demi-finale, Paris s'incline en finale de la Coupe des coupes face à Barcelone (1-0). Enfin, Bernard Lama est contrôlé positif au cannabis et doit quitter le club. À la fin de la saison, Canal+ passe de 39,8 à 56,8 % au capital du club et devient donc majoritaire.
Pendant l'été 1997, Paris recrute Christophe Revault, Éric Rabésandratana, Marco Simone et Florian Maurice. À la suite d'une erreur administrative (Laurent Fournier fut aligné alors qu'il était suspendu), le club frise l'élimination aux préliminaires de la Ligue des champions contre le Steaua Bucarest, mais se rattrape au retour (5-0) après une défaite sur tapis vert (3-0). La saison débute bien, mais l'équipe connaît une période difficile à l'automne. Le Paris Saint-Germain est éliminé en phase de groupe de la C1 à la différence de buts et voit le podium s'éloigner en championnat. Le sourire reviendra avec les succès en finale des Coupes de la Ligue et de France, mais Paris termine huitième en championnat.

#### Période d'instabilité (1998-2006)
Michel Denisot passe la main et c'est Charles Biétry, l'autre candidat au poste en 1991, qui le remplace. Biétry décide de faire table rase du passé et une grande partie de l'effectif (dont Rai, Fournier, Le Guen, Guérin et Roche) quitte le club. Ils sont remplacés par Jay-Jay Okocha, Christian Wörns ou encore Bernard Lama, de retour au club. Ricardo, lui aussi, quitte le club, et Alain Giresse est finalement choisi pour le remplacer. Mais très vite, la mayonnaise ne prend pas, l'équipe est en milieu de tableau en championnat et subit une élimination prématurée en Coupe d'Europe face au Maccabi Haïfa. Face à ces résultats, Giresse est démis de ses fonctions à l'automne 1998 et il est remplacé par Artur Jorge. Malgré tout, les résultats ne s'améliorent pas. Biétry en tire les conséquences et démissionne, il est remplacé par Laurent Perpère. La saison est gâchée, Perpère prépare la suite et remplace Jorge par Philippe Bergeroo au printemps 1999. Le PSG termine neuvième.
Après cette saison épouvantable, l'été 1999 sert à faire le ménage dans l'effectif. Plusieurs joueurs arrivés un an auparavant quittent le club, qui recrute Ali Benarbia, Laurent Robert, ou Christian. Le PSG réalise un exercice 1999-2000 convaincant, il reste sur le podium la majeure partie de la saison et termine deuxième. Seule ombre au tableau, la défaite en finale de la Coupe de la Ligue, face au FC Gueugnon.
La saison suivante, Paris est extrêmement ambitieux et dépense plusieurs centaines de millions de francs pour recruter Nicolas Anelka, Bernard Mendy, Sylvain Distin, Peter Luccin et Stéphane Dalmat dans le cadre du projet "PSG Banlieue" de son actionnaire Canal+. Le PSG signe également Lionel Letizi et Frédéric Déhu. Si l'équipe est convaincante à domicile, elle souffre à l'extérieur, ce qui l'empêche de dominer. À partir de novembre, les résultats plongent, et Paris passe de la tête au milieu de tableau en quelques semaines. Après une lourde défaite début décembre à Sedan (5-1), Bergeroo est renvoyé et est remplacé par Luis Fernandez de retour au PSG afin de sortir le club de cette mauvaise passe. Ce dernier fait notamment venir à Paris des joueurs du championnat espagnol (comme Mauricio Pochettino ou encore Mikel Arteta). Mais les résultats ne s'améliorent pas. Paris perd en Coupe d'Europe face à La Corogne (4-3) après avoir mené 0-3, ce qui élimine le PSG au stade de la deuxième phase de groupes. Le match face à Galatasaray est marqué par de graves incidents dans les tribunes. Paris termine 9e du championnat de France, mais voit la pépite brésilienne Ronaldinho débarquer.
Alors que Canal+ devient propriétaire de 90,8 % du PSG à l'été 2001, le club dépense encore beaucoup d'argent pour faire venir José Aloisio, Gabriel Heinze, Cristóbal, Reinaldo ou bien encore Hugo Leal. Dominique Casagrande est échangé avec Jérôme Alonzo. Dans le même temps, de nombreux joueurs importants les saisons précédentes, ainsi que la plupart des joueurs du "PSG Banlieue", quittent le club. Malgré cette débauche de moyens et un succès en Coupe Intertoto en août, les résultats ne sont pas extraordinaires. En Coupe UEFA, Paris est éliminé dès les seizièmes de finale aux tirs au but face aux Rangers, et en championnat, le PSG ne parvient pas à monter sur le podium. Anelka, très décevant cette saison et dont les relations avec l'entraîneur sont tendues, est prêté en Angleterre au mercato hivernal et sera bradé l'été suivant. Fabrice Fiorèse arrive, de même que Jérôme Leroy qui signe son retour. Finalement, Paris termine 4e et ne se qualifie donc pas pour la Ligue des champions.

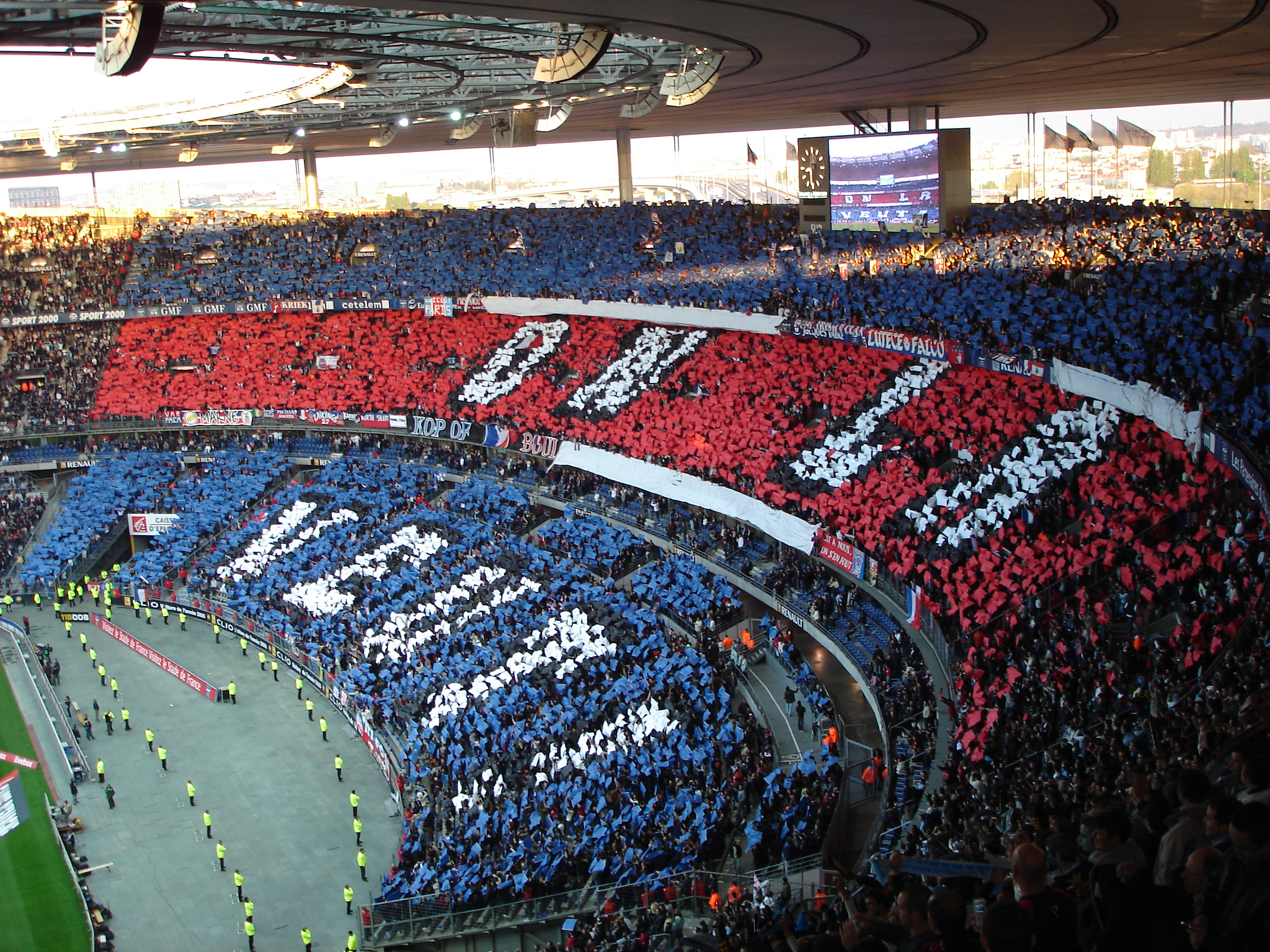
Le tifo des supporters du PSG au Stade de France lors de la finale de la Coupe de France 2006 contre l'OM.

La saison 2002-2003 est marquée par une austérité lors du mercato. Des joueurs comme Jay-Jay Okocha ou Mikel Arteta ne sont pas remplacés. Paris parvient à prendre la tête fin octobre, mais ce sera son seul éclat de la saison. En Coupe UEFA, le PSG est à nouveau éliminé au stade des seizièmes de finale, cette fois-ci face au modeste club portugais du Boavista. En championnat, le club parisien plonge en milieu de tableau, Ronaldinho est laissé sur le banc, Luis Fernandez sauve sa tête en prenant les supporters à témoin. Finalement, Paris finira 11e et s'incline en finale de la Coupe de France face à Auxerre.
Face au bilan sportif et financier désastreux (65 millions d'euros de déficit pour la saison 2002-2003), Canal+ débarque Perpère et Fernandez, et nomme les deux hommes phares du succès lillois, Francis Graille président, Vahid Halilhodžić entraineur. Le capitaine Mauricio Pochettino est libéré de son contrat et Ronaldinho est cédé à Barcelone, tandis que Pauleta devient le buteur du PSG. Le début de saison est difficile, mais Halilhodžić parvient à trouver la bonne formule. Paris s'installe sur le podium (saison finalement bouclée à la 2e place) et remporte son premier titre en 6 ans, avec la Coupe de France. Mais la fin de saison est gâchée par le départ du capitaine Frédéric Déhu à Marseille.

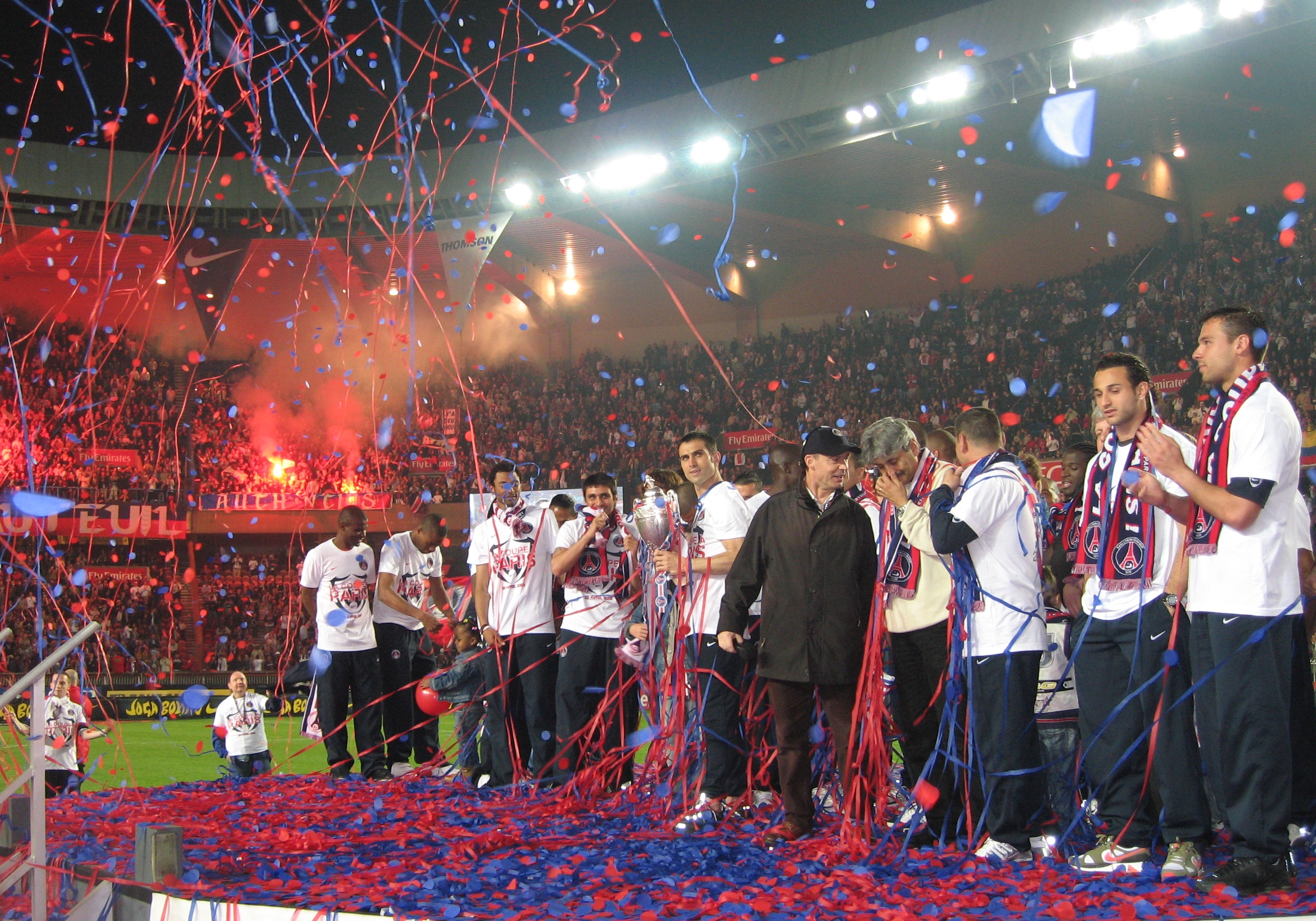
Célébration de la victoire en Coupe de France en 2006.

Après Déhu, ce sont Heinze et Sorin qui s'en vont. Paris se débarrasse également de plusieurs joueurs devenus indésirables et dépense tout son budget recrutement sur des joueurs tels que Jérôme Rothen, Fabrice Pancrate, Sylvain Armand et Mario Yepes. Fiorèse suit finalement son ami Déhu à l'OM dans les dernières heures du mercato. Mais l'équipe n'est pas complète et le début de saison 2004-2005 est désastreux. Paris s'embourbe dans le ventre mou du championnat et termine dernier de son groupe de Ligue des champions. Halilhodzic croit trouver en Sergueï Semak le joueur manquant à l'effectif, mais rien ne s'arrange et Graille décide de se séparer de son collaborateur. Il nomme Laurent Fournier pour finir la saison. Sous son commandement, les résultats s'améliorent légèrement et le club termine 9e. À la fin de la saison, Canal+ écarte Graille au profit de Pierre Blayau, puis rachète les dernières parts d'Alain Cayzac et devient propriétaire à 100 %.
En 2005-2006, l'effectif est renforcé par des arrivées majeures comme Cristian Rodríguez, Bonaventure Kalou, Vikash Dhorasoo ou David Rozehnal tandis que Lorik Cana, bien que formé au club, part chez l’ennemi juré (l'Olympique de Marseille). L'équipe a fière allure sur le papier et son début de saison est intéressant. Mais le président est insatisfait et lors de la trêve hivernale, il renvoie Fournier au profit de Guy Lacombe alors que le PSG n'est qu'à un seul point de la deuxième place malgré sa position de 6e. C'est à ce moment que les résultats du club décrochent à nouveau, le PSG finira 9e. Néanmoins, Paris remporte une nouvelle Coupe de France face à Marseille (2-1).

### 2006-2011: l'ère Colony Capital, un échec
En juin 2006, Canal+ revend le club à un fonds d'investissement américain (Colony Capital), une société d'investissements française (Butler Capital Partners) et à une banque américaine (Morgan Stanley). Les trois entités détiennent chacune un tiers du capital social du club. Alain Cayzac est nommé président du club le 20 juin 2006. Malgré le changement de propriétaire et de direction, Guy Lacombe demeure l'entraîneur du club et l'effectif ne connait pas de bouleversement majeur. Malgré cette stabilité, le début de saison est difficile, Paris ne parvient même pas à passer dans la première moitié du tableau. Le pire est atteint en novembre avec une lourde défaite en Coupe UEFA au Parc face à l'Hapoël Tel-Aviv (2-4), puis la mort par balle d'un ultra parisien par un policier après le match. Début janvier 2007, Guy Lacombe est limogé et Paul Le Guen le remplace. Malgré une descente dans la zone de relégation en mars, les résultats s'améliorent sensiblement, Paris parvient jusqu'aux huitièmes de finale de Coupe UEFA et termine sa saison à la 15e place en championnat.
La saison suivante doit marquer le retour de Paris en haut du classement. Certains ajustements espèrent être faits avec les arrivées de Jérémy Clément, Marcos Ceará et Zoumana Camara, tandis que du côté des départs on retrouve notamment David Rozehnal, Bonaventure Kalou et Édouard Cissé. Mais à nouveau, le PSG reste dans la seconde moitié du classement puis bascule dans la zone de relégation. Le 10 janvier 2008, Butler Capital Partners est poussé vers la sortie par Colony Capital qui leur rachète en avril une grande partie des parts du club. Une éclaircie apparaît avec le succès en Coupe de la Ligue face à Lens (2-1) mais rien ne s'arrange en championnat. Face à une situation désespérée, Alain Cayzac préfère démissionner le 21 avril, remplacé jusqu'à la fin de la saison par Simon Tahar. Il faudra attendre la dernière journée et une victoire inespérée à Sochaux (2-1) pour que le Paris Saint-Germain se maintienne en Ligue 1. En Coupe de France, le club se hisse tout de même en finale, mais s'inclinera face à Lyon (1-0).
Pour remplacer Alain Cayzac, c'est Charles Villeneuve qui est nommé président. Durant l'intersaison 2008, la formation parisienne est profondément modifiée : Mario Yepes, Jérôme Alonzo et Pauleta arrivent en fin de contrat, Bernard Mendy et Amara Diané sont vendus. Les anciens internationaux français Claude Makélélé et Ludovic Giuly, en fin de carrières, sont recrutés pour encadrer le groupe. Mateja Kežman, Guillaume Hoarau, et Stéphane Sessègnon sont également intégrés dans l'équipe. La première partie de saison est réussie, Paris lutte pour le podium. Cependant, une mini-crise survient : le 22 janvier 2009, Charles Villeneuve est forcé de démissionner. Sébastien Bazin prend alors la présidence provisoire. En Coupe UEFA, Paris se hisse jusqu'aux quarts de finale de la compétition. La direction du club annonce par la suite que Paul Le Guen ne sera pas reconduit pour la saison prochaine. Dès lors, l'équipe enchaine les mauvais résultats jusqu'à la dernière journée. Le PSG finit sixième, laissant échapper une qualification pour la Ligue des champions, et finalement pour la Ligue Europa.
Les dirigeants choisissent l'ancien parisien Antoine Kombouaré pour remplacer Le Guen. En parallèle, Colony Capital rachète les parts de Morgan Stanley le 30 juin 2009. L'équipe subit peu de changement lors du mercato, avec seulement les arrivées de Mevlüt Erdinç, Grégory Coupet et Christophe Jallet, et le départ de Mickaël Landreau. En septembre, Robin Leproux remplace Sébastien Bazin à la tête du club. La faiblesse du banc parisien conjugué aux blessures à répétition des titulaires ne permettent pas au club d'espérer mieux que le milieu de tableau. En février 2010, lors du match PSG-OM, un supporter parisien membre du Kop of Boulogne est assassiné par des membres du Virage Auteuil lors d'une rixe entre les deux tribunes aux abords du Parc des Princes. La réaction des pouvoirs publics est quasiment immédiate et entraîne la dissolution par décrets des principaux groupes de supporters. Paris terminera cette saison à la 13e place. Toutefois, le club remporte une nouvelle Coupe de France.
Malgré la décevante 13e place de la saison passée, le staff et la direction demeurent en place pour la saison 2010-2011. Le club se renforce avec les arrivées de Mathieu Bodmer, Siaka Tiéné et Luis Nenê, alors que Jérôme Rothen quitte définitivement le club. Du côté des supporters, cette saison voit le lancement d'un plan de sécurité, le "plan Tous PSG" (aussi surnommé "plan Leproux"), qui a permis de faire disparaître toute trace de violence aux abords du stade mais qui a fait fuir les fans les plus fervents du club. Paris se stabilise dans le haut du classement à partir de novembre. Le PSG chute en huitième de finale de Ligue Europa, face au Benfica Lisbonne, mais reste en course pour une qualification en C1. Toutefois, Paris termine seulement 4e du championnat et ne se qualifie pas pour la Ligue des champions. En Coupe de France, les Parisiens atteignent de nouveau la finale, mais s'inclinent face à Lille (1-0). À nouveau, le club perd beaucoup d'argent et accuse 20 millions d'euros de déficit pour l'exercice 2010-2011.

### 2011-2025:1rephase de l'ère Qatar Sport Investments (QSI), changement de dimension

#### Affirmation sur la scène nationale mais plafond de verre européen (2011-2019)
Le 30 juin 2011, le fonds souverain Qatar Investment Authority rachète 70 % des parts du club via sa filiale Qatar Sports Investments (QSI). Les dirigeants de QSI, par l'intermédiaire de Nasser Al-Khelaïfi, nouveau président du club, fixent des objectifs ambitieux, qui incluent un sacre en Ligue des champions, et apportent des moyens financiers considérables,. Les propriétaires qataris suppriment le poste de Robin Leproux et nomment Leonardo, ancien joueur parisien, comme directeur sportif. Celui-ci fait venir plusieurs joueurs du championnat italien tels que Jérémy Ménez et Salvatore Sirigu. Des joueurs de Ligue 1 rejoignent aussi Paris comme Blaise Matuidi. Javier Pastore signe pour 42 millions d'euros, ce qui constitue un record en France. Sur le plan sportif, le club de la capitale est champion d'automne. Trois nouvelles recrues renommées rejoignent le PSG pendant le mercato hivernal : Maxwell, Thiago Motta et Alex alors que l'Italien Carlo Ancelotti devient le nouvel entraîneur du club en remplacement d'Antoine Kombouaré. En parallèle, QSI rachète les 30 % restants à Colony Capital et Butler Capital Partners le 6 mars 2012 et devient donc propriétaire du PSG à 100 %. Finalement, le Paris Saint-Germain termine deuxième du championnat derrière le surprenant Montpellier.

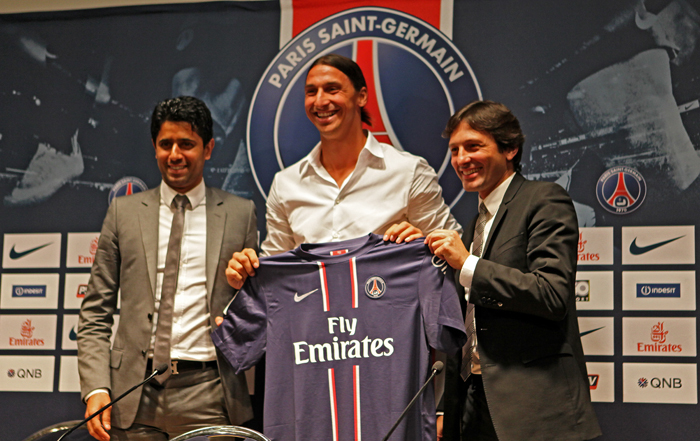
Zlatan Ibrahimović aux côtés de Nasser Al-Khelaïfi, président parisien, et de Leonardo, directeur sportif, en 2012.

Durant l'intersaison 2012, l'effectif se renforce encore avec les arrivées de Marco Verratti, Ezequiel Lavezzi, Zlatan Ibrahimović et Thiago Silva. Le PSG signe également en janvier 2013 le jeune Lucas Moura et la légende David Beckham pour six mois,. L'équipe parvient à se qualifier pour les quarts de finale de la Ligue des champions mais le FC Barcelone élimine le club parisien aux buts à l'extérieur à l'issue de deux matchs nuls. En France, le PSG remporte le championnat pour la troisième fois de son histoire. À la fin de la saison, l'entraîneur Carlo Ancelotti choisit de partir au Real Madrid et Leonardo annonce sa démission à la suite d'une suspension de 14 mois notifiée par la Fédération Française de Football, conséquence de l'« affaire du coup d'épaule ».
Pour remplacer Carlo Ancelotti, le Paris Saint-Germain signe l'ancien sélectionneur français Laurent Blanc. Plus tard, le club recrute l'attaquant uruguayen Edinson Cavani contre une indemnité de 64,5 millions d'euros, nouveau record en France. Le très prometteur défenseur brésilien Marquinhos signe également au PSG. Enfin, le club voit le départ de plusieurs joueurs arrivés lors du premier mercato de l'ère qatari ainsi que des derniers rescapés de la période Colony Capital. Paris domine de nouveau le championnat et son groupe de Ligue des champions en première partie de saison 2013-2014. Les Parisiens sont ensuite battus sur le fil au stade des quarts de finale de la Ligue des champions par Chelsea FC, puis remportent la Coupe de la Ligue. En mai 2014, le PSG obtient son quatrième titre de champion de France, le deuxième consécutif.

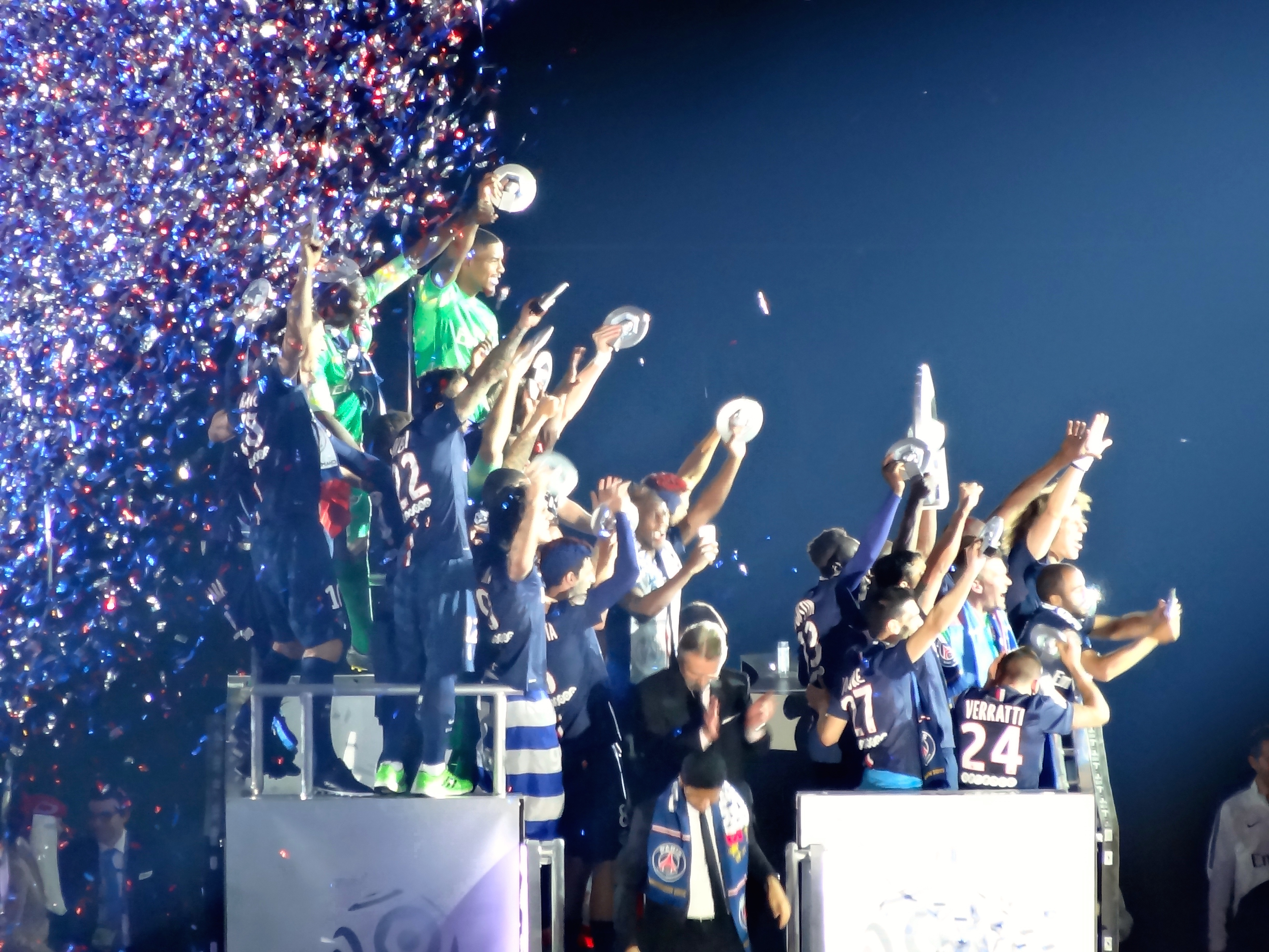
Le Paris Saint-Germain, célébrant son titre de champion de France en 2015 pour la troisième fois consécutive.

Pendant l'intersaison 2014 et la période des transferts, le PSG sera l'une des cibles du fair-play financier organisé par l'UEFA. En conséquence, le club voit son budget de transferts et sa masse salariale encadrés. Cependant, le PSG fait un nouveau « gros coup » sur le marché des transferts avec le défenseur brésilien David Luiz. Sur le plan sportif, le club hérite d'un favori en huitièmes de finale de ligue des champions : le Chelsea FC qu'il élimine, contre toute attente, en prolongation à Stamford Bridge après un match haut en rebondissements. La formation parisienne est cependant éliminée par le FC Barcelone affronté une nouvelle fois en quart de finale. En France, Paris remporte son cinquième titre de champion dans la dernière ligne droite et rafle également les deux coupes nationales, la Coupe de la Ligue et la Coupe de France, ce qui, avec le Trophée des champions 2014 remporté en début de saison, lui permet de réaliser un quadruplé inédit dans l'histoire du football français.
Au cours de l'été 2015, la recrue star du mercato est l'attaquant argentin Angel Di Maria. La saison 2015-2016 voit la formation parisienne remporter son sixième titre de champion dès le mois de mars en battant au passage le record de points avec 96 unités et celui de la meilleure différence de buts (+83). Le PSG remporte pour la seconde fois consécutive les deux coupes nationales. En revanche, le bilan est décevant en Ligue des champions de l'UEFA puisque le club est éliminé en quart de finale pour la quatrième fois consécutive. Cette-fois ci, Paris chute contre Manchester City.
À la suite de cette déconvenue, le club annonce la résiliation du contrat de Laurent Blanc et la nomination de l'Espagnol Unai Emery pour lui succéder. Le mercato faisant suite à ce changement est jugé étonnant par la presse car des cadres, comme Zlatan Ibrahimović et David Luiz, n'ont pas été remplacés. Le 1er octobre 2016, le "Plan Leproux", mis en place 6 ans plus tôt, est allégé. Cela permet le retour de supporters ultras au Parc des Princes. La première moitié de saison est jugée décevante et Paris se retrouve éloigné de la 1re place en Ligue 1, mais l'équipe se relance après la trêve hivernale. Cependant, le PSG subit un nouvel échec en Ligue des champions en subissant la Remontada (« remontée ») barcelonaise en huitièmes de finale. En France, Paris n'est pas champion pour la première fois depuis la saison 2011-2012, et cède son titre à l'AS Monaco. Néanmoins, le club rafle une nouvelle fois les deux coupes nationales et obtient ainsi le record de victoires en Coupe de France.

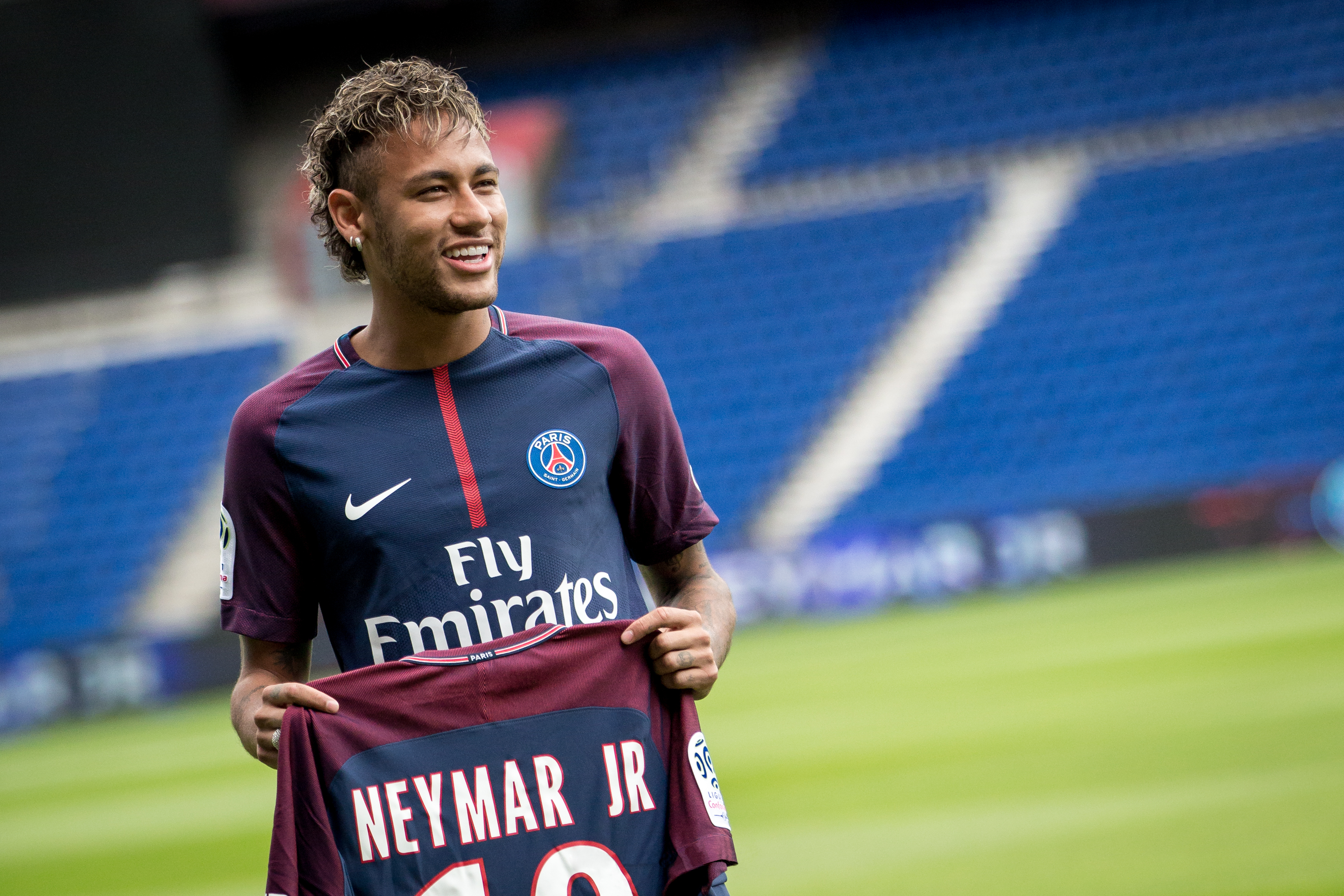
La star brésilienne Neymar arrive à Paris en août 2017 pour 222 millions d'euros.

Pour la saison 2017-2018, le duo Antero Henrique / Maxwell (qui vient tout juste de raccrocher les crampons) remplace Olivier Létang et Patrick Kluivert à la direction sportive. Dans la foulée, le PSG signe Dani Alves et réalise ensuite le « transfert du siècle » avec l'attaquant Neymar qui signe pour 222 millions d'euros, montant record dans l'histoire du football. Le PSG termine son mercato en recrutant le très jeune prodige Kylian Mbappé pour 180M€. Du côté des départs, on retrouve notamment Blaise Matuidi, Serge Aurier et Lucas Moura. Paris réalise un excellent parcours en phase de groupes de la Ligue des champions mais se fait à nouveau éliminer au stade des huitièmes de finale de la compétition, cette fois-ci face au Real Madrid. Le club de la capitale remporte la huitième Coupe de la Ligue de son histoire puis son septième championnat. Le Paris SG réalise ensuite un troisième quadruplé national avec la Coupe de France.
À la suite de ce nouvel échec en Ligue des champions, le contrat de l'entraîneur Unai Emery n'est pas prolongé pour la saison 2018-2019. Le club décide de nommer l'Allemand Thomas Tuchel à sa place. À l'intersaison, la légende italienne Gianluigi Buffon rejoint le club. Plusieurs départs ont lieu, dont Thiago Motta et Javier Pastore. En Ligue 1, le début de parcours est parfait : 14 journées et autant de victoires ! Cependant, en phase de groupe de Ligue des Champions, le PSG est au bord de l'élimination au soir de la 4e journée mais termine finalement 1er du « groupe de la mort ». En huitièmes de finale, après une victoire au match aller à Old Trafford contre Manchester United (0-2), l'équipe s'incline 1-3 au Parc des Princes lors du match retour. Le PSG achève une saison en demi-teinte sur un huitième titre de champion de France. Paris perdra ensuite en finale de la Coupe de France contre le Stade rennais aux tirs au but.

#### Passage d'un cap sur la scène européenne puis fiasco de la «MNM» (2019-2023)
La saison 2019-2020 marque le retour de Leonardo en tant que directeur sportif. Celui-ci renforce l'équipe quantitativement puis fait venir en fin de mercato l'attaquant Mauro Icardi ainsi que le gardien Keylor Navas du Real Madrid. Alors que le club se qualifie pour les quarts de finale de la Ligue des champions en renversant le Borussia Dortmund dans un Parc des Princes à huis clos, la saison est suspendue à cause de la Pandémie de Covid-19. Le Championnat de France 2019/2020 est alors définitivement arrêté à la 28e journée et le PSG est officiellement déclaré champion de France pour la neuvième fois de son histoire. Cette interruption est marquée par le départ de plusieurs joueurs arrivés en fin de contrat le 30 juin 2020, dont Edinson Cavani, à ce moment-là meilleur buteur de l'histoire du club. Le capitaine Thiago Silva prolonge quant à lui son contrat de 2 mois. La saison reprend officiellement en juillet 2020 avec la finale de la Coupe de France et la finale de la dernière Coupe de la Ligue de l'histoire, ce qui permet à Paris de réaliser un quatrième quadruplé national après ceux de 2015, 2016 et 2018. Le mois d'août voit le retour de la Ligue des champions sous la forme inédite d'un Final 8 à Lisbonne où chaque tour se joue sur un match sec. C'est à cette occasion que le Paris Saint-Germain se qualifie pour la première finale de Ligue des Champions de son histoire en éliminant l'Atalanta Bergame en quart puis le RB Leipzig en demi-finale. Le club de la capitale affronte le Bayern Munich en finale mais s'incline sur la plus petite des marges (0-1).
La saison suivante voit le PSG connaître bien plus de difficultés. Le club ne se renforce qu'avec des prêts et voit arriver par ce procédé Danilo Pereira. En Ligue des champions, Paris frôle la sortie de route dès la phase de poules mais se qualifie finalement. En championnat, cela devient toutefois plus compliqué, le club de la capitale se retrouve 3e du classement à la trêve. Ce début de saison très poussif entraîne le limogeage de l'entraîneur Thomas Tuchel. Mauricio Pochettino lui succède le 2 janvier 2021. L'épopée européenne 2020/2021 s'arrête en demi-finale contre Manchester City après avoir éliminé le FC Barcelone puis le Bayern Munich. En Ligue 1, le Paris SG finit deuxième à un petit point seulement de Lille. La saison finit cependant sur une bonne note avec une nouvelle Coupe de France qui vient s'ajouter au palmarès.

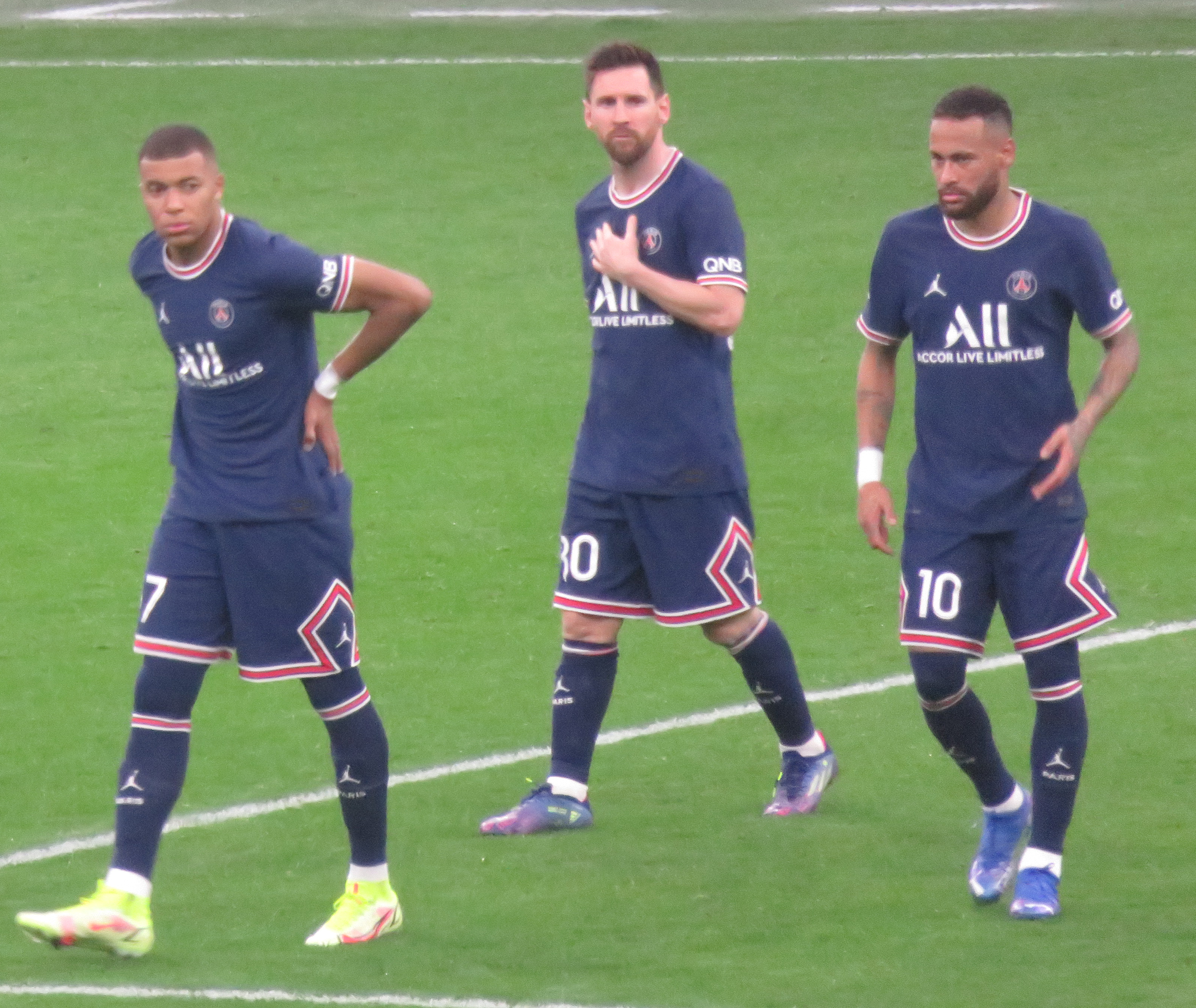
Mbappé, Messi et Neymar en octobre 2021.

À l'occasion du dixième anniversaire de son rachat par Qatar Sports Investments, Paris marque les esprits en réalisant un mercato historique : Georginio Wijnaldum, Achraf Hakimi, Nuno Mendes, Sergio Ramos, Gianluigi Donnarumma et surtout le sextuple Ballon d'or Lionel Messi. Malgré ce recrutement, la saison 2021-2022 débute par une défaite au Trophée des champions 2021. Articulé autour de son trio d'attaque surnommé la « MNM » (Messi / Neymar / Mbappé), le PSG se rattrape en Ligue 1 en prenant rapidement la tête du classement. Mais l'équipe déçoit en Ligue des champions où elle est éliminée après un nouveau scénario catastrophe en huitièmes de finale face au Real Madrid. Les joueurs parisiens se focalisent donc sur la Ligue 1, qu'ils remportent le 23 avril 2022. Le directeur sportif Leonardo et l'entraîneur Mauricio Pochettino sont limogés à l'issue de la saison.
Le départ de Leonardo permet l'arrivée de Luís Campos en tant que conseiller football au début du mois de juin 2022. Celui-ci fait venir Christophe Galtier comme nouveau coach. Campos souhaite bouger les lignes et on assiste au départ, en vente définitive ou en prêt, de nombreux joueurs devenus indésirables. Ángel Di María, meilleur passeur de l'histoire du club, quitte également la capitale française. Pour se régénérer, le club mise sur des joueurs comme Vitinha ou Fabián Ruiz. Les débuts de l'équipe de Galtier sont intéressants mais le début d'année 2023 est délicat, Paris connaît ses premières défaites de la saison et voit son avance en championnat fondre. Le pire est atteint en Coupe d'Europe où le PSG voit une nouvelle fois l'aventure s'arrêter en huitièmes de finale. Le club remporte tout de même la saison 2022-2023 de Ligue 1 en occupant la 1re place de la première journée à la dernière sans discontinuité. Il s'agit du 11e titre de champion son histoire, record absolu en France.

#### Arrivée de Luis Enrique et premier sacre en Ligue des champions (2023-2025)
À l'été 2023, le Paris Saint-Germain tourne la page des « galactiques » et pousse vers la sortie Lionel Messi, Neymar, Sergio Ramos et Marco Verratti (ce dernier après 11 ans au club). Luis Campos et Luis Enrique, le nouvel entraîneur, veulent désormais s'appuyer sur un effectif à fort potentiel et bâtir un collectif soudé, loin des paillettes et du « bling bling » des saisons précédentes. Le club mise alors sur la jeunesse (avec les arrivées de Manuel Ugarte, Bradley Barcola, Lee Kang-in et Gonçalo Ramos) et fait venir des cadres de l'équipe de France (Ousmane Dembélé, Lucas Hernandez, Randal Kolo Muani). Luis Enrique développe dès son arrivée au club un jeu basé sur la possession et le contre-pressing, demandant une implication défensive et offensive à tous ses joueurs. En parallèle, le 7 décembre 2023, QSI annonce la vente de 12,5 % de ses parts au fonds d’investissement américain Arctos Sports Partners,. Paris atteint les demi-finales de la Ligue des champions mais se fait éliminer par le Borussia Dortmund. La saison 2023-2024 se conclut par un triplé national (Trophée des champions / Ligue 1 / Coupe de France). Kylian Mbappé quitte le club de la capitale en fin de saison après sept années passées en son sein et part librement pour le Real Madrid qui convoitait le joueur depuis des années,,.
Malgré le départ de Mbappé, Luís Campos et Luis Enrique ne veulent pas bouleverser l'effectif et ne font venir lors du mercato 2024 qu'un seul renfort par ligne (Matveï Safonov, Willian Pacho, João Neves et Désiré Doué). Si l'équipe est dominatrice dans le jeu, elle souffre d'un cruel manque de réalisme offensif tout au long de la première moitié de saison 2024-2025. Si cela n'a pas d'impact sur la scène nationale, Paris enchaîne les contre-performances européennes et se retrouve 25e du classement général à l'issue de la 6e journée de la Ligue des champions. Le PSG sort de la zone éliminatoire grâce à sa victoire face à Manchester City. Ce match, ainsi que l'arrivée au mercato hivernal de l'attaquant géorgien Khvicha Kvaratskhelia, sont considérés comme un tournant de la saison parisienne.  Les rouge et bleu écrasent ensuite le Stade brestois en barrages (10-0 au score cumulé) puis enchainent avec le reste du Big 4 de la Premier League 2023-2024 : Liverpool (que les Parisiens éliminent à Anfield) en huitièmes, Aston Villa en quarts et Arsenal en demi-finales. Après avoir été sacré champion de France pour la 13e fois de son histoire et remporté une seizième Coupe de France, le club de la capitale française fonce vers la finale européenne à Munich face à l'Inter Milan. Comme un symbole, cette ville avait vu la victoire de l'Olympique de Marseille face à l'autre club milanais 32 ans plus tôt. A Munich, le 31 mai 2025, Paris domine outrageusement son adversaire interiste et remporte la finale sur le score inédit de 5-0 (doublé de Désiré Doué, élu homme du match, et buts de Achraf Hakimi, Khvicha Kvaratskhelia et Senny Mayulu). Le Paris Saint-Germain décroche sa première Ligue des champions, la deuxième de l'histoire du football français : quatorze ans après l'arrivée de l'actionnaire qatari, l'objectif final du projet est enfin atteint. 

### Depuis 2025:2ephase de l'ère QSI, volonté de devenir un club mondial historique
Après son premier sacre dans la plus prestigieuse des compétitions européennes, le président Nasser al-Khelaïfi annonce sa volonté de conquérir la Coupe du monde des clubs et remporter à nouveau la Ligue des champions, affichant de nouvelles ambitions à long terme. Les médias évoquent alors la possibilité de s'appuyer sur la jeunesse de l'effectif afin de gagner d'autres trophées de cette envergure et ainsi s'inviter à la table des plus grands clubs mondiaux historiques tels que le Real Madrid ou Manchester United. Quelques jours plus tard, les Parisiens s'envolent aux États-Unis afin de disputer la première édition du nouveau format de la Coupe du monde des clubs. En Amérique, le PSG élimine successivement l'Inter Miami de Lionel Messi, le Bayern Munich puis le Real Madrid et atteint la finale contre le Chelsea FC. Mais les joueurs de la capitale sont méconnaissables lors de celle-ci et perdent face aux Blues 3-0, passant à côté d'un quintuplé inédit sur la saison 2024-2025.
Le mercato estival 2025 reste calme : Illya Zabarnyi arrive et Lucas Chevalier remplace Gianluigi Donnarumma. La saison 2025-2026 débute avec une victoire aux tirs au but en Supercoupe de l'UEFA face à Tottenham, une première pour un club français.

## Résultats sportifs

### Palmarès

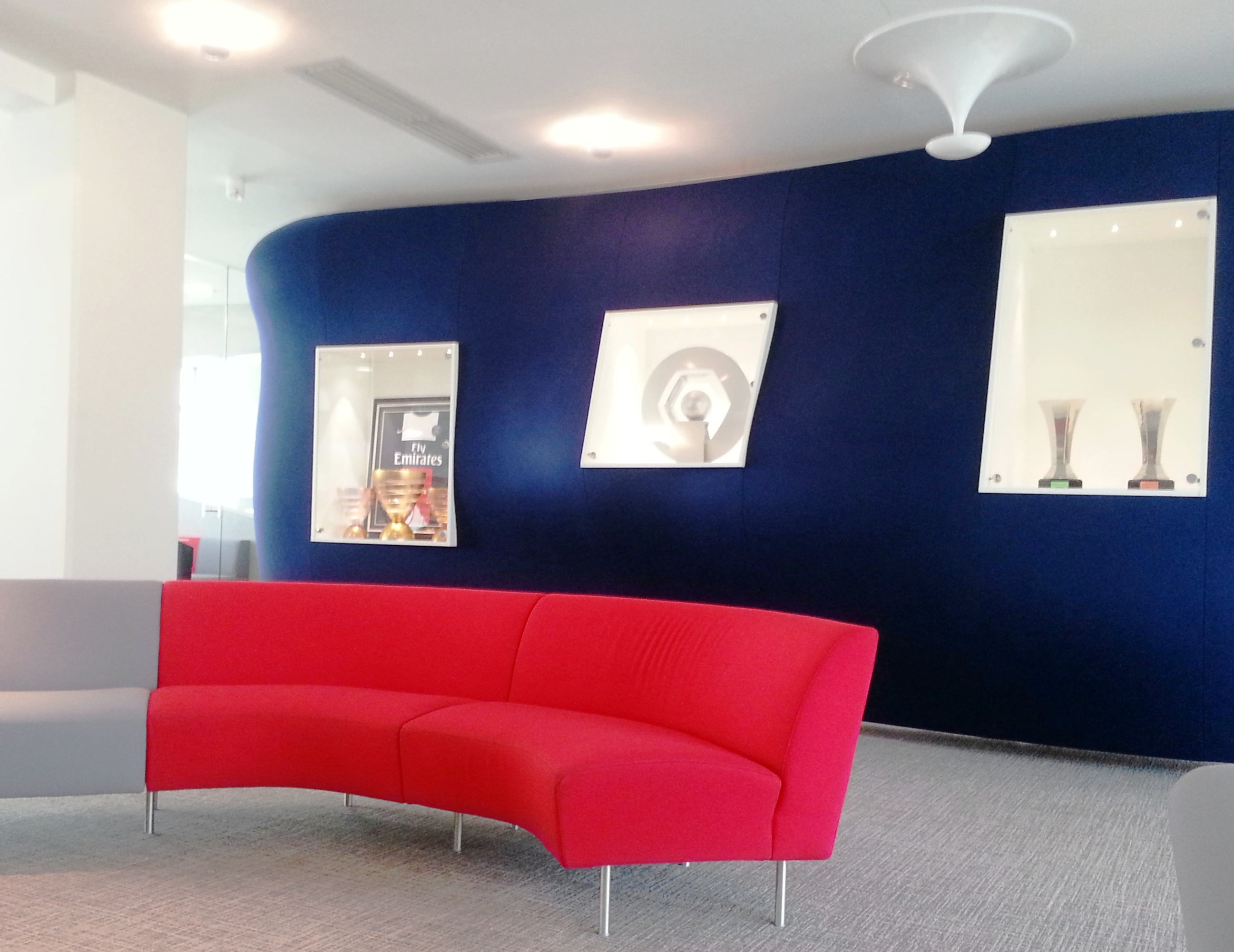
Exposition de trophées du Paris Saint-Germain dans les locaux du club.

Ce tableau liste les différentes compétitions nationales, internationales et amicales remportées par le Paris Saint-Germain au cours de son histoire.
| Compétitions nationales | Compétitions internationales |
| --- | --- |
| Compétitions actuelles - Championnat de France (13) (record) - Champion : 1986, 1994, 2013, 2014, 2015, 2016, 2018, 2019, 2020, 2022, 2023, 2024 et 2025 - Vice-champion : 1989, 1993, 1996, 1997, 2000, 2004, 2012, 2017 et 2021 - Coupe de France (16) (record) - Vainqueur : 1982, 1983, 1993, 1995, 1998, 2004, 2006, 2010, 2015, 2016, 2017, 2018, 2020, 2021, 2024 et 2025 - Finaliste : 1985, 2003, 2008, 2011 et 2019 - Trophée des champions (13) (record) - Vainqueur : 1995, 1998, 2013, 2014, 2015, 2016, 2017, 2018, 2019, 2020, 2022, 2023 et 2024 - Finaliste : 1986, 2004, 2006, 2010 et 2021 - Championnat de France de deuxième division (1) - Champion : 1971 Anciennes compétitions - Coupe de la Ligue (9) (record) - Vainqueur : 1995, 1998, 2008, 2014, 2015, 2016, 2017, 2018 et 2020 - Finaliste : 2000 | Compétitions actuelles - Ligue des champions (C1) (1) - Vainqueur : 2025 - Finaliste : 2020 - Supercoupe de l'UEFA (1) - Vainqueur : 2025 - Finaliste : 1996 - Coupe du monde des clubs de la FIFA - Finaliste : 2025 Anciennes compétitions - Coupe des vainqueurs de coupe (C2) (1) - Vainqueur : 1996 - Finaliste : 1997 - Coupe Intertoto (1) - Vainqueur : 2001 |
| Compétitions amicales | |
| - Riyadh Season Cup : 2023 | |

### Classements internationaux
Le PSG est le seul club français à avoir occupé la première place du Classement UEFA, en 1998, classement établi sur les 5 dernières années. À l'issue de la saison 2014-2015, après trois quarts de finale consécutifs en Ligue des champions, le PSG pointe au 11e rang du classement, en tête des clubs français. Il a par ailleurs été le meilleur club européen de l'année d'après l'indice UEFA en 1996, devançant le Bayern Munich et l'Ajax Amsterdam au classement.
En 1994, le PSG est classé club numéro 1 mondial de l'année par l'International Federation of Football History & Statistics. Le PSG est le seul club français à avoir été classé à ce rang. Il fut précisément premier du classement pendant cinq mois, de novembre 1994 à mars 1995. Outre cette première place, le PSG se classa 9e en 1993, 6e en 1995, 10e en 1996 et 8e en 1997, soit cinq années consécutives dans le top 10 mondial. Ses performances européennes lui valent d'apparaître au troisième rang français (et 49e rang européen) du classement des clubs de football du XXe siècle selon l'IFFHS. Sur la période 1991-2009, le club pointe au 25e rang mondial au même classement.

### Records
En 2021-2022, le Paris Saint-Germain remporte son 46e trophée officiel national et international et égale au passage le record de l'AS Saint-Étienne avec 10 titres de champion de France. Depuis 2018, le PSG détient le record avec 14 titres en coupe de France. Ce à quoi s'ajoute le record du plus grand nombre de coupes de la Ligue gagnées (9 fois) et de trophées des champions (11 titres). Le PSG est le seul club français à avoir remporté la coupe d'Europe des vainqueurs de coupe (en 1996).
En 2015, le PSG devient la seule équipe à réussir le quadruplé Trophée des champions/championnat/coupe de France/coupe de la Ligue. Il réitère cette performance en 2016, 2018 et 2020. Dans son histoire, le club avait déjà remporté deux doublés coupe de France/coupe de la Ligue (en 1995 et en 1998), ce qui n'a jamais été réalisé. En 2014, le club remportait son premier doublé championnat/coupe de la Ligue.
Individuellement, Zlatan Ibrahimović devient le meilleur buteur en compétition officielle sur une saison en 2015-2016 (50 buts). Pauleta est quant à lui le meilleur buteur de la coupe de la Ligue avec un même club (10 buts). Lors de ladite saison 2015-2016, Angel Di Maria devient le meilleur passeur du championnat sur une saison avec 18 passes. Aux trophées UNFP du football, l'équipe ayant remporté le titre de meilleur joueur le plus souvent est celle du Paris Saint-Germain (11 fois). Individuellement, Zlatan Ibrahimović et Kylian Mbappé l'ont gagné trois fois, ce qui est un record. De même que le PSG a obtenu le titre de meilleur entraîneur de la saison le plus grand nombre de fois (4 fois). Laurent Blanc est d'ailleurs l'entraîneur à l'avoir emporté le plus souvent avec un même club (2 fois au PSG). Enfin deux parisiens, Thiago Silva et Marco Verratti, ont été nommés dans l'équipe type de la saison à 7 reprises, ce qui est un record. Côté transfert, pour terminer sur les records individuels, le Paris Saint-Germain acquiert pour 222 millions d'euros Neymar à l'été 2017, soit le plus gros achat de l'histoire.
Collectivement, lors de cette fameuse saison 2015-2016, le PSG acquiert son titre dès la 30e journée, soit à 8 journées de la fin. Ce qui en fait le champion le plus précoce de l'histoire du championnat à 20 clubs. Il devancera le second au classement de 31 points, ce qui sera là aussi une nouveauté. À la trêve déjà, il comptait 51 points. Ce qui lui permettait de battre le record détenu alors par l'Olympique lyonnais, et devancer le second à la trêve de 19 points, ce qui devenait inédit là aussi. Le club améliorerera son propre record du nombre de points engrangés dans un championnat à 20 clubs pour l'établir à 96 points, en remportant 30 victoires, dont 15 à l'extérieur et en perdant un match à l'extérieur. Le club devient l'équipe ayant remporté le plus grand nombre de points à l'extérieur (48 points). Ces différents records rejoignent désormais le plus petit nombre de défaites à domicile. Ce que l'équipe parisienne a réussi à trois reprises dans son histoire (1985-1986, 1993-1994 et 2014-2015). Dans le domaine défensif, cette saison 2015-2016 verra aussi le club battre le record de l'Olympique de Marseille de 1991-1992 avec 19 buts encaissés, en encaissant 7 buts à l'extérieur. Ce qui lui permettra d'atteindre une différence de buts de +83 grâce aux buts marqués cette année-là, dont un +36 à l'extérieur. Un match sur cette saison retiendra notre attention, il s'agit de la victoire 9-0 face à l'ESTAC Troyes au stade de l'Aube, le 13 mars 2016, établissant ainsi la plus large victoire à l'extérieur de l'histoire de la Ligue 1. À l'heure du bilan, le PSG terminera pour la 5e fois consécutive meilleure attaque du championnat. De 2012-2013 à 2013-2014, le club avait égalé le nombre de saisons consécutives à avoir terminé meilleure attaque et meilleure défense lors d'une même saison (2 saisons),.
S'agissant du championnat, le PSG a enchaîné 36 matchs consécutifs sans défaite de 2014-2015 à 2015-2016, et égalé le record de l'AS Saint-Étienne de 18 matchs consécutifs sans défaite à l'extérieur (31e journée 2014-2015 à 25e journée 2015-2016),. Des records qui s'ajoutent au plus grand nombre de matchs sans encaisser de buts (clean-sheets) établi sous les ordres de Carlo Ancelotti, avec Salvatore Sirigu dans les buts en 2012-2013 (23 matchs). Quant au niveau européen, le PSG n'a pas perdu à domicile durant 33 matchs consécutivement de 2006-2007 à 2014-2015.
Pour ce qui concerne la coupe d'Europe, il a participé à 5 demi-finales consécutives de coupe d'Europe de 1993 à 1997. Enfin, lors de la phase de poule de la Ligue des champions 1994-1995, le PSG remporta tous ses matchs de poule, ce qu'aucun autre club hexagonal n'a réalisé à ce jour. À noter par ailleurs qu'individuellement, Zlatan Ibrahimović co-détient le record de passes décisives effectuées en un seul match. Il avait réalisé 4 passes décisives lors du match face au Dinamo Zagreb le 6 novembre 2012 en phase de groupe.
En coupe de France, en 1993 et en 2017, le PSG est devenu le seul vainqueur de la compétition n'ayant encaissé aucun but durant tout son parcours. Il s'agit également de l'équipe qui a disputé le plus grand nombre de finales consécutives dans l'histoire de cette coupe, soit 7 finales de suite entre 2015 et 2021.
En coupe de la Ligue cette fois, en 2015, le PSG est parvenu à l'emporter en n'ayant joué aucun match à domicile durant tout son parcours. Il dispose par ailleurs du plus grand nombre de victoires consécutives en finale (5 victoires de 2014 à 2018). La finale contre le SC Bastia en 2015 est la finale avec le plus grand écart de buts inscrits pour un vainqueur (4 buts d'écart). D'ailleurs, ces deux équipes sont celles s'étant rencontrées le plus fréquemment lors d'une finale (2 fois, en 1995 et 2015). Individuellement ici, Edinson Cavani est le joueur ayant inscrit le plus grand nombre de buts en plusieurs finales (4 buts en 2014 et 2015), et à avoir inscrit le plus grand nombre de buts en une seule finale (2 buts en 2014 et 2015). Zlatan Ibrahimović a, lui aussi, réussi cette performance en 2015.
En Ligue des champions, bien que le PSG soit la première équipe de l'histoire de la compétition à connaître une élimination en phase à élimination directe après s'être imposé à l'aller sur le score de 4-0 (à l'issue de la « remontada » barcelonaise lors de la saison 2016-2017), le club de la capitale est aussi l'équipe la plus prolifique des phases de poules en établissant le record du nombre de buts marqués en matchs de groupe lors de la saison 2017-2018 (25), à la suite d'une victoire sur le score de 7-1 contre le Celtic Glasgow le 22 novembre 2017 suivie d'une réalisation inscrite lors du dernier match de poule à l'extérieur contre le Bayern Munich (défaite 1-3). En finale de la Ligue des champions 2024-2025, le PSG bat le record de la plus large victoire en finale de la compétition, avec une victoire 5-0 sur l'Inter Milan.
Le 7 octobre 2018, le club bat un record détenu depuis 1936 par l'Olympique lillois qui avait réussi à remporter ses huit premiers matchs, en remportant ses quatorze premiers matchs de championnat.
Le 19 janvier 2019, le PSG bat l'En Avant Guingamp au Parc des Princes lors de la 21e journée de Ligue 1 sur le score fleuve de 9-0, avec un triplé de Cavani et Mbappé, un doublé pour Neymar Jr. et un but de Meunier. Cette victoire devient ainsi le record de la plus large victoire à domicile de toute l'histoire du Paris Saint-Germain.
Il devient lors de la saison 2018-2019 le premier club français à disputer 45 saisons d'affilée au sein de l'élite (51 en 2024-2025), détrônant le Football Club de Nantes qui en avait disputé 44 de 1963 à 2007.

## Identité du club

### Date de fondation
Comme pour d'autres clubs français, les sources ne s'accordent pas toutes sur la date de fondation du Paris Saint-Germain FC. L’appellation « Paris Saint-Germain Football Club » est créée en 1970 lors de la fusion de deux clubs :
- le Stade saint-germanois, club basé à Saint-Germain-en-Laye fondé en 1904, qui est promu après la saison 1969-1970 en championnat « National », alors le deuxième niveau du football en France ;
- le Paris Football Club, club virtuel, sans équipe ni stade, créé en 1969 dans le but de redonner une équipe professionnelle à la capitale après la chute du Racing Club de France et du Stade français. Le Paris FC est affilié à la Fédération française de football depuis le 13 décembre 1969 sous le numéro 24169[141].

1970 est devenue l'année retenue par le club comme date de fondation. Celle-ci a figuré sur le logo du club de 1996 à 2013, et est reprise par des institutions comme la LFP ou l'UEFA. Néanmoins, si cette fusion a bien officiellement eu lieu en juillet 1970, le fait que le Paris Saint-Germain FC soit un nouveau club est discutable, une fusion n'aboutissant pas nécessairement à la fondation d'un nouveau club. En effet, comme le précise le Dictionnaire officiel du Paris Saint-Germain de Michel Kollar, le Paris FC n'est alors qu'une « association de personnalités regroupées pour la création d'un grand club de football à Paris ». Bien que l'association soit affiliée à la FFF, elle n'a ni joueur ni terrain. Le Paris Saint-Germain Football Club peut donc difficilement être considéré comme un nouveau club, émanant davantage d'un changement de nom du Stade saint-germanois, qui reçoit l'aide d'un nouvel investisseur. En 1998, Thierry Berthou, supporteur du club et historien de formation, publie un livre intitulé Histoire du Paris Saint-Germain Football-Club (1904-1998) qui explique notamment pourquoi la date de fondation de 1904 devrait être conservée. Selon lui, « l'arrivée de nouveaux investisseurs ou le changement de nom d'un club ne sont pas des éléments suffisants pour parler de création ». Son travail ne trouve pas écho auprès du club, et il reçoit même des menaces de procès en cas d'« erreur » dans le livre de la part de Daniel Hechter et Francis Borelli, présidents du club de 1974 à 1991,.
Depuis les années 2000, la date exacte du 12 août 1970 est avancée par le club. Cette date précise n'a pourtant aucune valeur historique. En effet, celle-ci correspond uniquement à la date d'acceptation du changement de nom de l'association Paris Football Club en Paris Saint-Germain Football Club par la préfecture de police de Paris, ce qui n'a pourtant aucun rapport avec une date de fondation. Auparavant, la date du 27 août était même retenue par le club[réf. à confirmer], celle-ci correspondant à la date de publication au Journal officiel de ce changement de nom, mais fut entre-temps destituée, car celui-ci avait en fait déjà joué en championnat le 22 août. Néanmoins, la date du 12 août n'a pas plus de sens, car le club, qui avait déjà joué en amical sous le nom de Paris Saint-Germain FC les 1er et 8 août, était déjà annoncé sous ce nom en mai 1970 comme qualifié pour disputer le championnat National 1970-1971, et surtout que le nom Paris Saint-Germain Football Club était déjà effectif et officiel depuis le Conseil fédéral de la FFF du 3 juillet.
Une troisième date de fondation, celle de 1973, a même été proposée jusqu'en 1991 et l'arrivée de Canal+ au sein de la direction du club. Elle correspond à la prise en main du club par le créateur de mode Daniel Hechter, qui revendique le titre de « vrai fondateur » dans son autobiographie,. Cette date a, par exemple, été reprise dans L'Équipe du 3 mai 2005[réf. nécessaire], tandis qu'un documentaire censé fêter le 40e anniversaire officiel du club diffusé le 9 mai 2010 par Canal+, qui conserve le « contrôle éditorial », n'évoque pas le débat de la date de fondation et fait débuter son documentaire en 1973.
| Stade saint-germanois 1904 – 1970 n°? puis n°247    | Stade saint-germanois 1904 – 1970 n°? puis n°247    | Stade saint-germanois 1904 – 1970 n°? puis n°247    | Stade saint-germanois 1904 – 1970 n°? puis n°247    | Stade saint-germanois 1904 – 1970 n°? puis n°247    | Stade saint-germanois 1904 – 1970 n°? puis n°247    |  |  |  |  |                                                                 |                                                                 |                                                                 |                                                                 |                                                                 |                                                                 |  |  | Cercle athlétique montreuillois 1922 – 1972 n°3120 puis n°568 | Cercle athlétique montreuillois 1922 – 1972 n°3120 puis n°568 | Cercle athlétique montreuillois 1922 – 1972 n°3120 puis n°568 | Cercle athlétique montreuillois 1922 – 1972 n°3120 puis n°568 | Cercle athlétique montreuillois 1922 – 1972 n°3120 puis n°568 | Cercle athlétique montreuillois 1922 – 1972 n°3120 puis n°568 |  |  |  |  |  |  |  |  |  |  |  |  |
| Stade saint-germanois 1904 – 1970 n°? puis n°247    | Stade saint-germanois 1904 – 1970 n°? puis n°247    | Stade saint-germanois 1904 – 1970 n°? puis n°247    | Stade saint-germanois 1904 – 1970 n°? puis n°247    | Stade saint-germanois 1904 – 1970 n°? puis n°247    | Stade saint-germanois 1904 – 1970 n°? puis n°247    |  |  |  |  |                                                                 |                                                                 |                                                                 |                                                                 |                                                                 |                                                                 |  |  | Cercle athlétique montreuillois 1922 – 1972 n°3120 puis n°568 | Cercle athlétique montreuillois 1922 – 1972 n°3120 puis n°568 | Cercle athlétique montreuillois 1922 – 1972 n°3120 puis n°568 | Cercle athlétique montreuillois 1922 – 1972 n°3120 puis n°568 | Cercle athlétique montreuillois 1922 – 1972 n°3120 puis n°568 | Cercle athlétique montreuillois 1922 – 1972 n°3120 puis n°568 |  |  |  |  |  |  |  |  |  |  |  |  |
| Paris Saint-Germain Football Club depuis 1970 n°247 | Paris Saint-Germain Football Club depuis 1970 n°247 | Paris Saint-Germain Football Club depuis 1970 n°247 | Paris Saint-Germain Football Club depuis 1970 n°247 | Paris Saint-Germain Football Club depuis 1970 n°247 | Paris Saint-Germain Football Club depuis 1970 n°247 |  |  |  |  | Structure professionnelle du Paris Saint-Germain FC 1970 – 1972 | Structure professionnelle du Paris Saint-Germain FC 1970 – 1972 | Structure professionnelle du Paris Saint-Germain FC 1970 – 1972 | Structure professionnelle du Paris Saint-Germain FC 1970 – 1972 | Structure professionnelle du Paris Saint-Germain FC 1970 – 1972 | Structure professionnelle du Paris Saint-Germain FC 1970 – 1972 |  |  | Paris Football Club depuis 1972 n°568                         | Paris Football Club depuis 1972 n°568                         | Paris Football Club depuis 1972 n°568                         | Paris Football Club depuis 1972 n°568                         | Paris Football Club depuis 1972 n°568                         | Paris Football Club depuis 1972 n°568                         |  |  |  |  |  |  |  |  |  |  |  |  |
| Paris Saint-Germain Football Club depuis 1970 n°247 | Paris Saint-Germain Football Club depuis 1970 n°247 | Paris Saint-Germain Football Club depuis 1970 n°247 | Paris Saint-Germain Football Club depuis 1970 n°247 | Paris Saint-Germain Football Club depuis 1970 n°247 | Paris Saint-Germain Football Club depuis 1970 n°247 |  |  |  |  | Structure professionnelle du Paris Saint-Germain FC 1970 – 1972 | Structure professionnelle du Paris Saint-Germain FC 1970 – 1972 | Structure professionnelle du Paris Saint-Germain FC 1970 – 1972 | Structure professionnelle du Paris Saint-Germain FC 1970 – 1972 | Structure professionnelle du Paris Saint-Germain FC 1970 – 1972 | Structure professionnelle du Paris Saint-Germain FC 1970 – 1972 |  |  | Paris Football Club depuis 1972 n°568                         | Paris Football Club depuis 1972 n°568                         | Paris Football Club depuis 1972 n°568                         | Paris Football Club depuis 1972 n°568                         | Paris Football Club depuis 1972 n°568                         | Paris Football Club depuis 1972 n°568                         |  |  |  |  |  |  |  |  |  |  |  |  |

### Maillot
| Période     | Équipementier  | Sponsor maillot principal                                      |
| ----------- | -------------- | -------------------------------------------------------------- |
| 1970-1972   | Le coq sportif | Aucun                                                          |
| 1972-1973   | Le coq sportif | Montréal                                                       |
| 1973-1974   | Le coq sportif | Canada Dry                                                     |
| 1974-1975   | Le coq sportif | RTL                                                            |
| 1975-1976   | Kappa          | RTL                                                            |
| 1976-1977   | Le coq sportif | RTL                                                            |
| 1977-1978   | Pony           | RTL                                                            |
| 1978-1986   | Le coq sportif | RTL                                                            |
| 1986-1988   | Adidas         | Canal+ / RTL                                                   |
| 1988-1989   | Adidas         | RTL / La Cinq                                                  |
| 1989-1990   | Nike           | RTL / TDK                                                      |
| 1990-1991   | Nike           | Alain Afflelou / RTL                                           |
| 1991-1992   | Nike           | Commodore / Müller                                             |
| 1992-1993   | Nike           | Commodore / Tourtel                                            |
| 1993-1994   | Nike           | D1 : Commodore, Amiga (1993) / Seat (1994) / Tourtel C2 : Seat |
| 1994-1995   | Nike           | D1 : Seat / Tourtel C1 : Líptoníc                              |
| 1995-2002   | Nike           | Opel                                                           |
| 2002-2006   | Nike           | Thomson                                                        |
| 2006-2018   | Nike           | Fly Emirates                                                   |
| 2018-2019   | Nike / Jordan  | Fly Emirates                                                   |
| 2019-2022   | Nike / Jordan  | ALL (Accor Live Limitless)                                     |
| depuis 2022 | Nike / Jordan  | Qatar Airways                                                  |

Le Stade saint-germanois évolua principalement en blanc jusqu'en 1970. Après la fusion avec le PFC, le club adopte les couleurs rouges et bleues de Paris associés au blanc royal sangermanois. Le premier maillot du PSG en 1970 est rouge avec short blanc et bas bleus. Les couleurs blanches et bleues sont rappelées au col et aux poignets.
Le couturier Daniel Hechter entre au club en mai 1973 et dessine un maillot qui devient un symbole fort du club. Il se compose d'une large barre verticale rouge au centre, inspirée par le maillot de l'Ajax Amsterdam, encadrée par des liserés blancs en proportion rappelant les couleurs de Saint-Germain-en-Laye, short et chaussettes rouges. Ce maillot bleu-blanc-rouge-blanc-bleu dit « historique » est arboré dès la saison 1973-1974 en Division 2. Les tons du rouge et du bleu ont évolué, et la dimension de la bande centrale rouge également. Ce maillot est toujours utilisé en 2025-2026, mais il a connu nombre de tentatives de modifications, toutes rejetées par les supporters. Une version inversée à dominante rouge avec barre verticale centrale bleue fut en usage comme co-premier maillot de 1974 à 1976 aux côtés du traditionnel Hechter.
Francis Borelli, successeur de Daniel Hechter, fut le premier à tenter de remplacer le maillot d'Hechter par un ensemble blanc orné de deux fines bandes rouges et bleues dès 1981, le maillot d'Hechter étant dans le même temps relégué au rang de deuxième maillot. Évolution graphique en 1990, avec une Tour Eiffel stylisée remplaçant les deux barres rouge et bleue. Ce maillot reste en usage deux saisons et assure la transition entre l'ère Borelli et l'ère Canal. En janvier 1992, le club adopte un maillot blanc avec des touches de bleu sur les épaules.
Le blanc est abandonné en 1993 avec un maillot bleu et une barre verticale rouge centrale qui se démultiplie sur les côtés. Surnommé « la couverture » par les supporters, ce maillot est vite remplacé dès 1994 par une réplique bleu roi du maillot d'Hechter. Le col connaît des variations, mais les couleurs restent identiques jusqu'en 2000. À cette date, les liserés blancs disparaissent, provoquant la colère des supporters. Le club modifie encore le maillot en 2001 en réduisant drastiquement la largeur de la barre rouge qui est décalée sur la droite, et le bleu devient marine. En 2002, retour au code Hechter avec les liserés blancs qui font leurs réapparitions autour de la bande rouge, mais celle-ci est toujours réduite et placée à droite. En 2005, la bande rouge est recentrée.
Pour la saison 2009-2010, le PSG aborde un maillot entièrement bleu avec quelques fins liserés rouges, mais ce maillot est très largement rejeté par les supporters. Lors des 40 ans du club en 2010, le club décide de rendre hommage au tout premier maillot de son histoire et reprend le code couleur de ses débuts (maillot rouge, short blanc, bas bleus). Après son rachat par QSI en 2011, le club change chaque saison de style de maillot, se rapprochant plus ou moins du traditionnel Hechter, avant de revenir à son aspect historique à partir de 2023.
Le deuxième maillot fut principalement blanc avant 1981 puis après 1993. Entre ces deux dates, le maillot « historique » fut largement utilisé comme tel (de 1981 à 1987 et de 1990 à 1992). Le Hechter servit à nouveau de deuxième maillot en 2010-2011.
Le coq sportif reste l'équipementier du PSG de 1970 à 1975, puis Kopa prend le relais pour la saison 1975-76, avant un retour du Coq sportif en 1976-1977 pour le maillot domicile. Pony équipe le PSG en 1977-1978, mais Le Coq Sportif récupère le contrat du PSG de 1978 à 1986. Adidas, alors propriétaire du Coq Sportif, devient l'équipementier du club pendant trois saisons, et cela, jusqu'en 1989, date de la signature avec Nike.
Fin 2013, le Paris SG et Nike prolongent leur contrat de 25 millions d'euros chaque saison, contre 6,5 en 2012-2013,.
En 2018, le PSG signe un partenariat exclusif avec la marque Jordan, filiale de Nike. Le nombre de maillots par saison passe alors à 4 et Nike et Jordan se partagent leur conception de façon équitable.
En 2019, Nike et le Paris Saint-Germain prolongent leur contrat jusqu'en 2032 avec une nette revalorisation, celle-ci s’élevant désormais à 75 millions d'euros par saison.

Historique des maillots du PSG
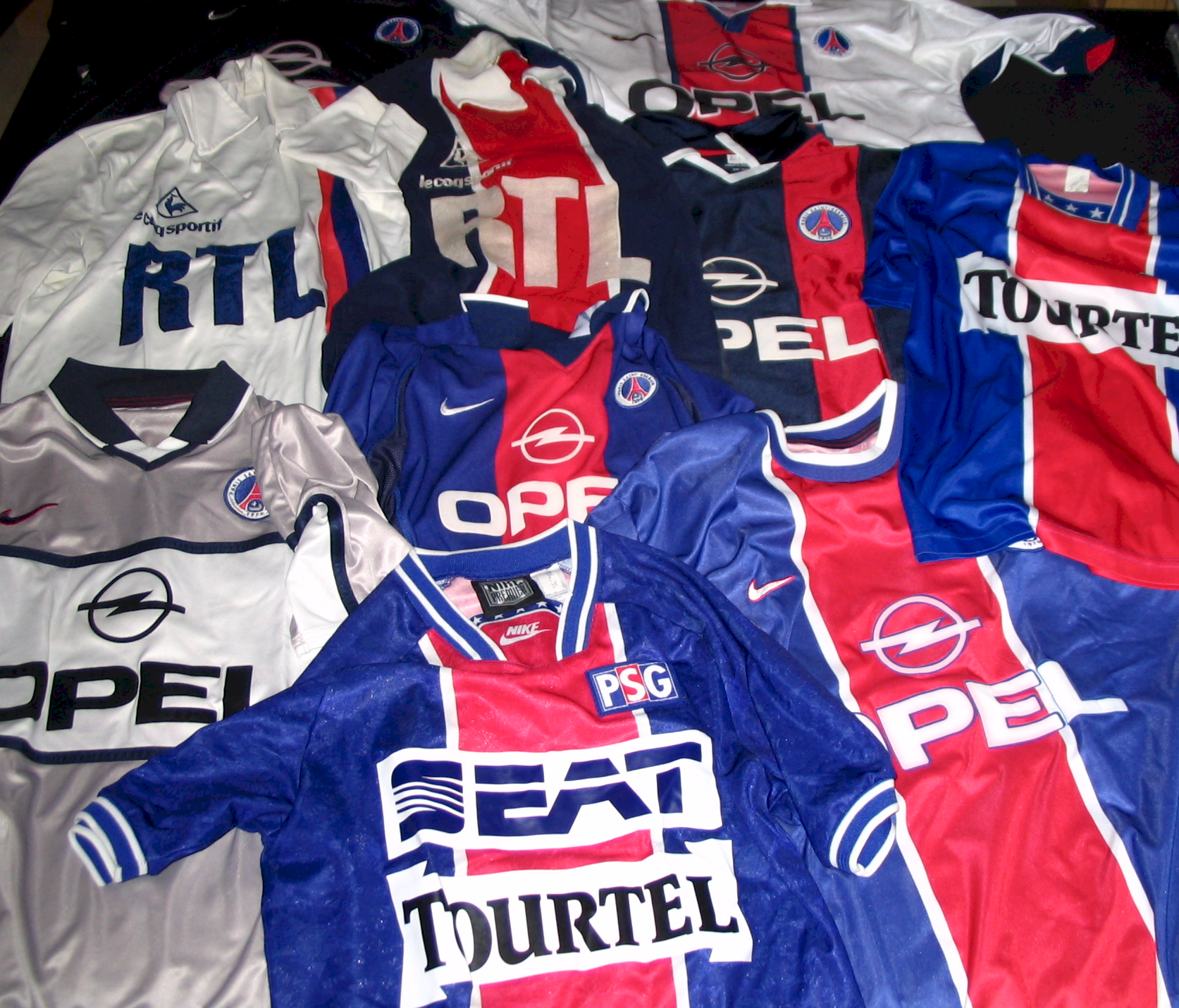
Maillots du PSG durant les années 1980 et 1990.
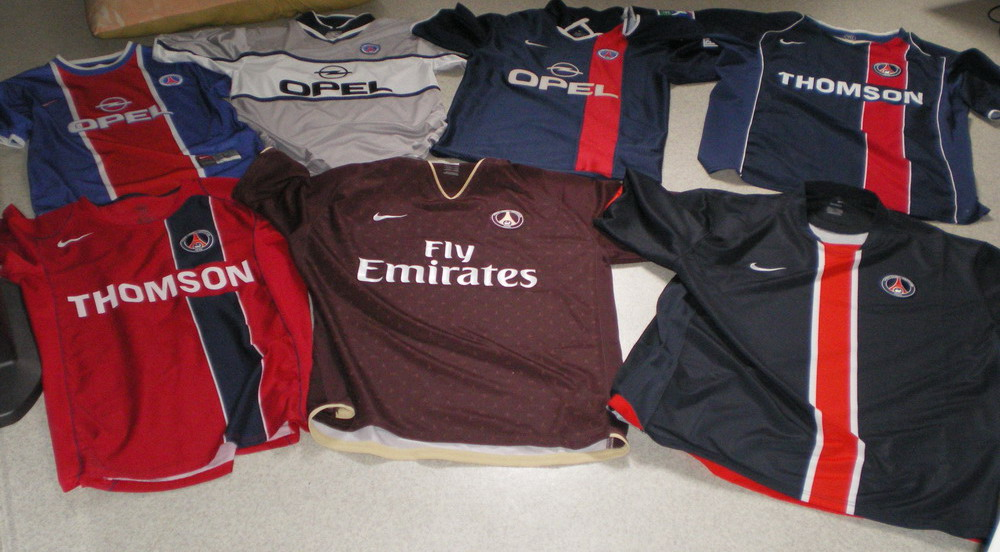
Maillots du PSG durant les années 2000.
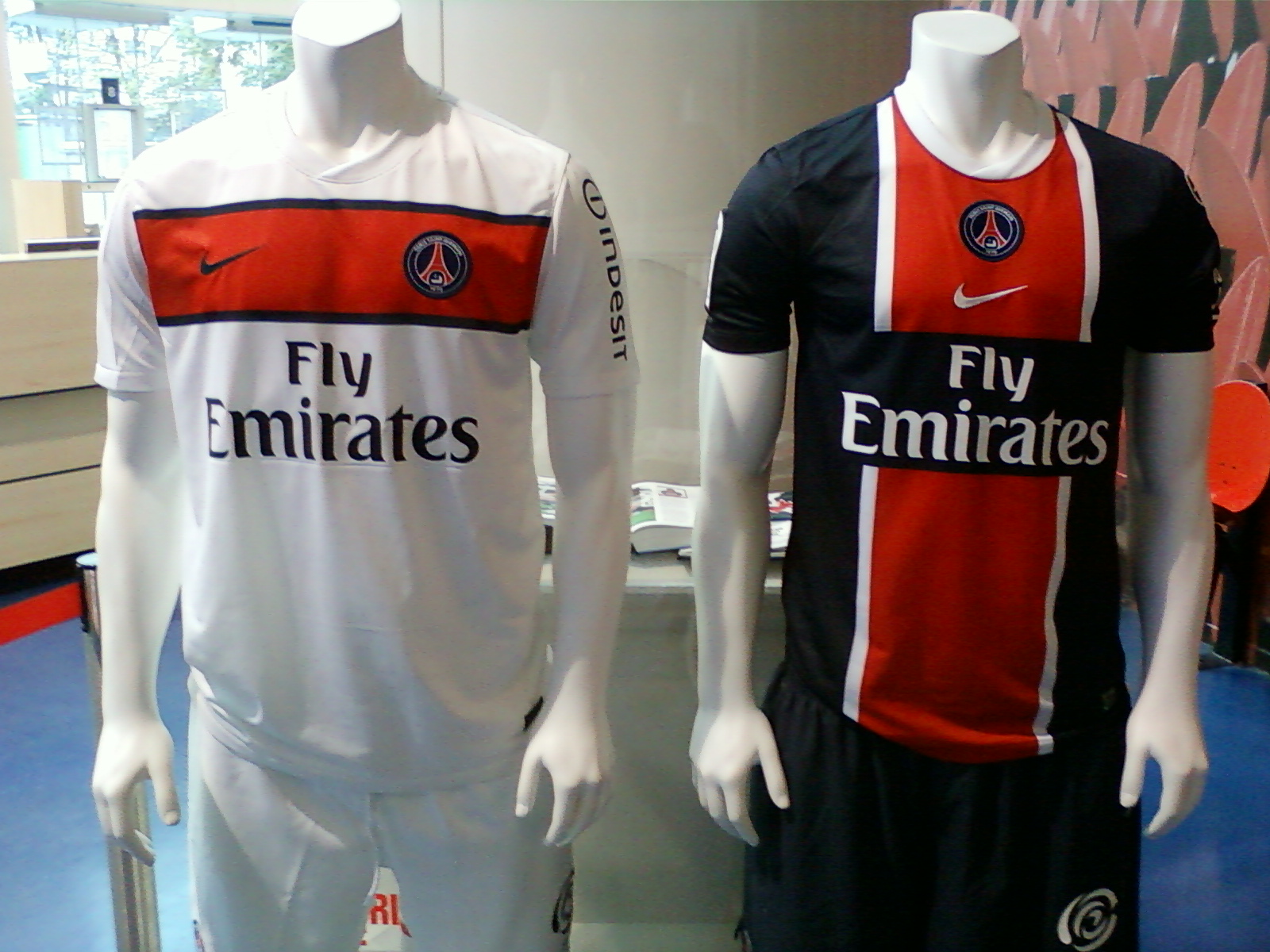
Maillots extérieur (blanc) et domicile (bleu) de 2011-2012.

### Logo
Initialement, le premier logo du Paris Saint-Germain était dédié au Paris FC. Celui-ci est constitué d'un ballon de football bleu frappé d'une nef rouge voile au vent faisant référence à celle présente sur le blason de Paris et symbole de la ville. Le nom du club est écrit en dessous en rouge. Après la fusion avec le Stade saint-germanois, le dessin initial a été conservé, mais le nom s’est transformé de « Paris Football Club » à « Paris St-Germain Football Club ».
Le logo « emblématique » du Paris Saint-Germain, parfois qualifié de logo « tour Eiffel », est composé d'une représentation de la tour Eiffel en rouge au-dessus d'un berceau blanc (ou or selon les variantes), représentant le berceau royal de l'écu de Saint-Germain-en-Laye où naquit Louis XIV, sur fond d'un rond bleu. Il fait son apparition dès la saison 1972-1973, soit un an avant l'arrivée de Daniel Hechter. Son adaptation, avec l'ajout du Parc des Princes, apparaît dès le milieu des années 1970 dans le merchandising du club, mais n'est adopté comme emblème officiel qu'en 1982.
En 1986, en soutien à la candidature de Paris à l'organisation des Jeux olympiques d'été de 1992, le PSG a arboré sur ses maillots le logo de la candidature de la ville, et ce, jusqu’à l’annonce des résultats. Pour la suite de la saison 1986-1987, le club adopte un nouvel écusson : une tour Eiffel feutrée en bleu et rouge, similaire à celle utilisée pour la candidature parisienne aux jeux olympiques, entouré d'un cercle bleu. Mais le PSG revient très rapidement au logo classique.
En 1990, le Parc des Princes disparait de l'écusson, puis en 1992, soit un an après le rachat par Canal+, l'emblème principal du club change complètement, redessiné par Étienne Robial, le directeur artistique de la chaîne cryptée. Le logo de Robial est constitué de 3 lettres blanches : P S G, entourées par des rectangles sur fond bleu-rouge-bleu (reprenant le code couleur du logo « tour Eiffel » et des maillots Hechter). En dessous, se trouve le nom du club, « Paris Saint-Germain », écrit en blanc sur un rectangle noir, ressemblant fortement au futur logo de Canal+ (qui sera dessiné en 1995, soit 3 ans plus tard). Ce nouvel écusson faisant l'objet de grogne de la part des supporters, le club choisit de conserver l'emblème « tour Eiffel » sur les maillots, et ce, jusqu'en 1994, date à laquelle il est décidé de décaler le logo historique sur la manche pour laisser la place à l'officiel au niveau du cœur. Les supporters sont furieux de ce changement et le club décide alors d'abandonner officiellement le logo tricolore d'Étienne Robial en 1996 même si celui-ci restera parfois utilisé par la direction du club les années suivantes.
Le logo « tour Eiffel », régulièrement retouché ou personnalisé, a depuis fait son retour sur les maillots et la communication du club. Il est de nouveau utilisé comme logo officiel depuis 1996. Il est dans un premier temps entouré d'un cercle blanc avec inscrit en bleu « Paris Saint-Germain » sur la partie haute et la date de création du club (1970) sur la partie basse. En 2002, le club retouche légèrement cet écusson : le bleu devient plus foncé que précédemment, le cercle blanc devient lui aussi bleu et est délimité par deux liserés blanc, tandis que la typographie change et devient blanche. En 2010-2011, à l'occasion du 40e anniversaire du club, deux cercles dorés (un épais et un plus fin), avec inscrits « 40 ans » sur la partie haute et « 2010 » sur la partie basse, sont ajoutés pour célébrer cet événement. Cet ajout sera visible toute la saison sur les maillots de matchs.
En 2013, deux ans après le rachat du club par Qatar Sports Investments, les nouveaux dirigeants choisissent de modifier le logo en gardant la trame « tour Eiffel ». Le code couleur emblématique du club a également été conservé : une tour Eiffel rouge sur un rond bleu (cependant le bleu devient plus clair qu'auparavant). Le nom Paris apparait avec une typographie plus grande que le nom Saint-Germain (qui est décalé en bas) afin de donner une plus grande importance à la capitale dans un souci de merchandising international. La fleur de lys, représentant Saint-Germain-en-Laye, est toujours présente et devient dorée. En revanche, le landau, symbole peu connu, et la date de création du club disparaissent tandis que le deuxième cercle s'élargit au détriment du cercle central contenant la tour Eiffel.

Historique des logos du PSG
1970-1972
1972-1982
1982-1986 et 1987-1990
1986
1986-1987
1990-1992
1992-1996
1996-2002
2002-2010 et 2011-2013
2010-2011
2013-2024
Depuis 2024

## Personnalités du club

### Propriétaires
| Période                        | Nom |
| ------------------------------ | --- |
| 12 août 1970 - 12 juin 1991    | Création officielle du Paris Saint-Germain Football Club sous la forme d'une Association loi de 1901. L’Association Paris Saint-Germain Football Club gère la section professionnelle et la section amateur. |
| 12 juin 1991 - 21 avril 1997   | Association PSG (51 %) - Canal+ (39,8 %) - Charles Talar (4,5 %) - Bernard Brochand (2,9 %) - Alain Cayzac (1,8 %) Création de la Société anonyme à objet sportif (SAOS) Paris Saint-Germain Football. L’Association Paris Saint Germain Football Club cède la section professionnelle à la SAOS et lui concède son numéro d’affiliation FFF. |
| 21 avril 1997 - juillet 2001   | Canal+ (56,8 %) - Association PSG (34 %) - Charles Talar (4,5 %) - Bernard Brochand (2,9 %) - Alain Cayzac (1,8%) |
| juillet 2001 - 29 juillet 2004 | Canal+ (90,8 %) - Charles Talar (4,5 %) - Bernard Brochand (2,9 %) - Alain Cayzac (1,8 %) La Société anonyme à objet sportif (SAOS) Paris Saint Germain Football devient une Société anonyme sportive professionnelle (SASP). |
| 29 juillet 2004 - 30 août 2005 | Canal+ (98,2 %) - Alain Cayzac (1,8 %) |
| 30 août 2005 - 20 juin 2006    | Canal+ (100 %) |
| 20 juin 2006 - avril 2008      | Butler Capital Partners (33,33 %) - Colony Capital (33,33 %) - Morgan Stanley (33,33 %) |
| avril 2008 - 30 juin 2009      | Colony Capital (62,5 %) - Morgan Stanley (33,33 %) - Butler Capital Partners (4,17 %) |
| 30 juin 2009 - décembre 2009   | Colony Capital (95,83 %) - Butler Capital Partners (4,17 %) |
| décembre 2009 - 30 juin 2011   | Colony Capital (98,42 %) - Butler Capital Partners (1,58 %) |
| 30 juin 2011 - 6 mars 2012     | Qatar Sports Investments (70 %) - Colony Capital (29 %) - Butler Capital Partners (1 %) |
| 6 mars 2012 - 7 décembre 2023  | Qatar Sports Investments (100 %) |
| 7 décembre 2023 - 20 juin 2025 | Qatar Sports Investments (87,5 %) - Arctos Sports Partners (12,5 %) |
| depuis le 20 juin 2025         | Qatar Sports Investments (85,9 %) - Arctos Sports Partners (12,5 %) - Boardroom (1,6 %) |

### Dirigeants
| Fonction                                                | Pays | Nom                |
| ------------------------------------------------------- | ---- | ------------------ |
| Président                                               |      | Nasser Al-Khelaïfi |
| Directeur général                                       |      | Victoriano Melero  |
| Conseiller sportif                                      |      | Luís Campos        |
| Directeur adjoint du football professionnel             |      | Olivier Gagne      |
| Président de l'association                              |      | Benoît Rousseau    |
| Directeur des systèmes d'information                    |      | Boris Serapian     |
| Directeur de la sécurité                                |      | Michel Besnard     |
| Directeur du merchandising                              |      | Fabien Allègre     |
| Directeur sportif du centre de formation & préformation |      | Yohan Cabaye       |

| Rang | Pays | Nom                  | Période                        |    | Rang | Pays                      | Nom                                | Période                   |
| ---- | ---- | -------------------- | ------------------------------ | -- | ---- | ------------------------- | ---------------------------------- | ------------------------- |
| 1    |      | Pierre-Étienne Guyot | 26 juin 1970 - 4 juin 1971     |    | 10   |                           | Pierre Blayau                      | 2 mai 2005 - 20 juin 2006 |
| 2    |      | Guy Crescent         | 4 juin 1971 - 17 décembre 1971 | 11 |      | Alain Cayzac              | 20 juin 2006 - 21 avril 2008       |                           |
| 3    |      | Henri Patrelle       | 17 décembre 1971 - 9 juin 1974 | 12 |      | Simon Tahar (Intérim)     | 23 avril 2008 - 27 mai 2008        |                           |
| 4    |      | Daniel Hechter       | 9 juin 1974 - 6 janvier 1978   | 13 |      | Charles Villeneuve        | 27 mai 2008 - 3 février 2009       |                           |
| 5    |      | Francis Borelli      | 9 janvier 1978 - 31 mai 1991   | 14 |      | Sébastien Bazin (Intérim) | 3 février 2009 - 9 septembre 2009  |                           |
| 6    |      | Michel Denisot       | 31 mai 1991 - 11 mai 1998      | 15 |      | Robin Leproux             | 9 septembre 2009 - 13 juillet 2011 |                           |
| 7    |      | Charles Biétry       | 11 mai 1998 - 21 décembre 1998 | 16 |      | Benoît Rousseau (Intérim) | 13 juillet 2011 - 4 novembre 2011  |                           |
| 8    |      | Laurent Perpère      | 22 décembre 1998 - 5 juin 2003 | 17 |      | Nasser Al-Khelaïfi        | depuis le 4 novembre 2011          |                           |
| 9    |      | Francis Graille      | 5 juin 2003 - 2 mai 2005       |    |      |                           |                                    |                           |

Le premier président du Stade Saint-Germain fut Félix Boyer (1904). Entre cette première présidence et l'arrivée au poste présidentiel d'Henri Patrelle (1958), aucun nom ne peut être clairement cité, à part celui de Georges Aubry (président en 1921), faute de sources. Pris par ses fonctions à la Fédération française de football dont il était l'un des vice-présidents, Henri Patrelle abandonna provisoirement sa présidence à M. Dour (1962-1963) puis à Roger Legigand (1963-1964) avant de reprendre son poste de 1964 à 1970. C'est Patrelle qui négocie l'union avec le Paris FC aboutissant à la création du Paris Saint-Germain Football Club.
Le 26 juin 1970, l'assemblée générale extraordinaire du club porte un trio à la tête du PSG : Pierre-Étienne Guyot (président virtuel), Guy Crescent (vice-président, administratif) et Henri Patrelle (vice-président, sportif). Le 4 juin 1971, Guy Crescent devient président tandis que Henri Patrelle est désigné vice-président. Nouvelle modification à la tête du club avant le divorce de mai 1972 avec le retour d'Henri Patrelle au poste de président à partir du 17 décembre 1971.
Le PSG reçoit l'appui du couturier Daniel Hechter en mai 1973. Ce dernier s'entoure de plusieurs amis issus du monde de l'Industrie du spectacle, parmi lesquels se trouve Charles Talar, qui sera nommé vice-président du PSG en 1974 et qui le restera pendant plus de 30 ans. Hechter devient le président du comité de gestion le 15 juin 1973, mais Henri Patrelle conserve la présidence. Les rapports entre les deux hommes sont houleux. Patrelle quitte le club au lendemain du retour en Division 1, le 9 juin 1974, laissant à Daniel Hechter le poste de président. Il le reste jusqu'au 6 janvier 1978, jour de sa démission à la suite du scandale de la double billetterie du Parc des Princes. Il est remplacé trois jours plus tard par l'un des vice-présidents de son équipe, Francis Borelli. Le souriant président Borelli, arrivé au club en 1973 comme dirigeant puis vice-président, reste en poste durant treize saisons et demi avant de transmettre le relais au groupe Canal+ le 31 mai 1991.

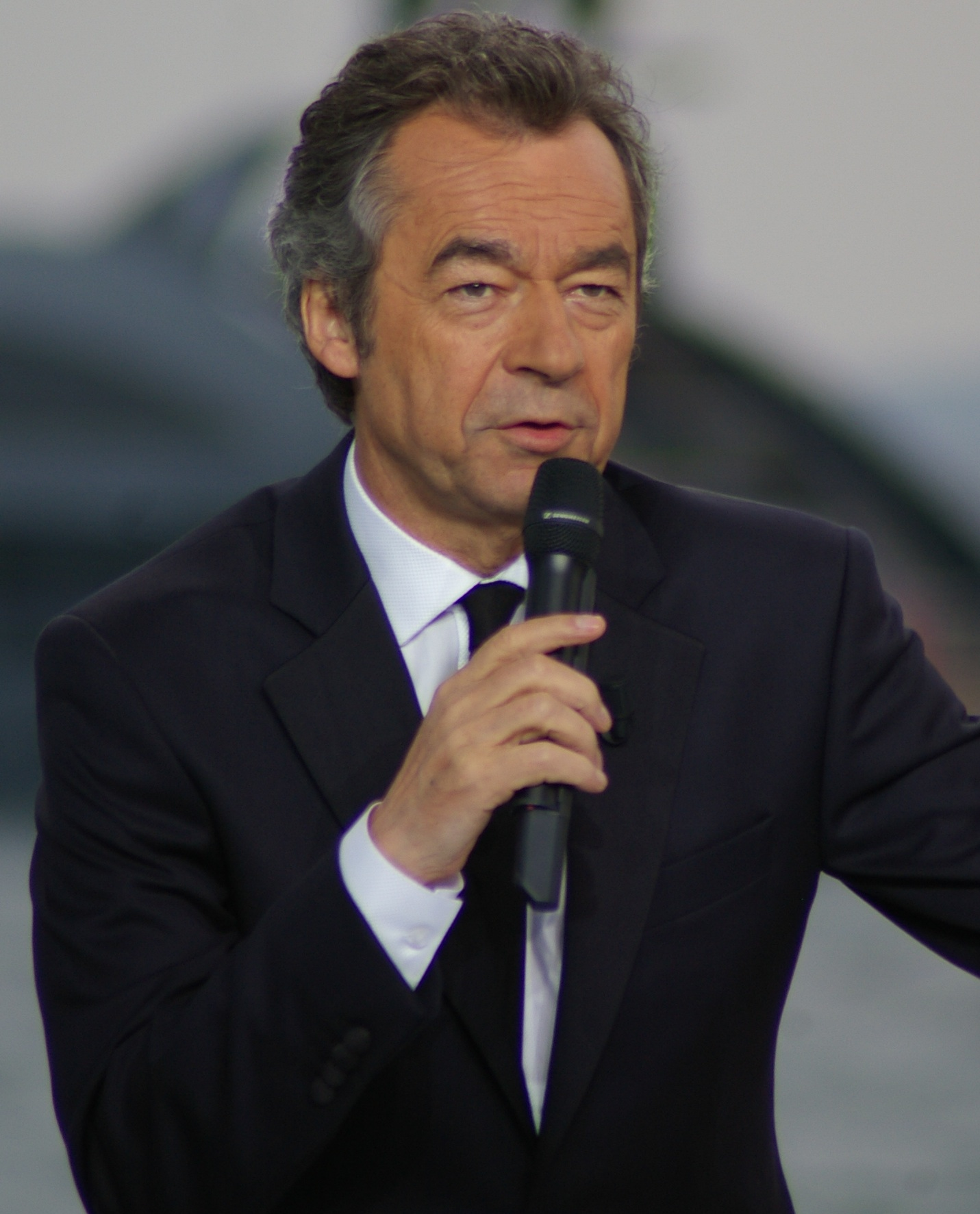
Michel Denisot, président du PSG de 1991 à 1998, sous l'ère Canal+.

La chaîne cryptée assure la direction du PSG jusqu'au 20 juin 2006. Pierre Lescure était le président de la SAOS, devenue SASP en 2001, de 1991 à 2002, année de son licenciement du Groupe Canal+. Xavier Couture puis Bertrand Meheut, nouveaux patrons de Canal, lui succèdent à la présidence du conseil d'administration du PSG. Bernard Brochand, membre du comité de gestion du club dès 1971 puis vice-président à partir de janvier 1978, fut quant à lui le président de l'Association PSG de 1991 à 2001. Mais pendant l'ère Canal+, le club a réellement été dirigé d'abord par l'intermédiaire de présidents-délégués : Michel Denisot (31 mai 1991 - 11 mai 1998), Charles Biétry (11 mai 1998 - 21 décembre 1998), Laurent Perpère (22 décembre 1998 - 5 juin 2003), puis par un président-directeur général : Francis Graille (5 juin 2003 - 2 mai 2005) et enfin par un président bénévole du conseil de surveillance : Pierre Blayau (2 mai 2005 - 20 juin 2006), en duo avec Jean-François Meaudre, président du directoire. Parmi les dirigeants emblématiques de cette époque, on peut notamment citer Jean-François Domergue, directeur administratif puis directeur général sur la période allant de juin 1992 à août 2000. Le PSG s'est également beaucoup appuyé sur Jean-Michel Moutier, directeur sportif du club de 1991 à 1997 puis directeur délégué de 1997 à 1998, sous la présidence de Michel Denisot, dont il a été le bras droit. Francis Graille fera revenir Moutier en 2003 en tant que recruteur puis Pierre Blayau le nommera responsable du secteur professionnel (dans un rôle de « super-directeur sportif ») le temps de la saison 2005-2006. Claude Le Roy fut également nommé directeur sportif du club en 1997, mais Charles Biétry, avec qui il est en conflit personnel, l'écartera un an plus tard. Alain Roche commença sa reconversion comme dirigeant sous l'ère Canal+, d'abord nommé responsable du recrutement en octobre 2003, promu par la suite directeur sportif en février 2005, il est rétrogradé 3 mois plus tard en tant que responsable formation et pré-formation.
Canal+ se désengage du PSG en juin 2006 ; Alain Cayzac, administrateur du club depuis 1986, vice-président du PSG à partir des années 1990 et président de l'Association PSG depuis 2001, est nommé président du conseil de surveillance le 20 juin 2006. Celui-ci devient président-directeur général quelques semaines plus tard à la suite de la modification des statuts décidée le 30 août 2006 afin de remettre en place un conseil d'administration. Cayzac promut Alain Roche au poste de directeur délégué aux questions sportives (jusqu'en 2007), avant de le nommer directeur du recrutement (il le restera jusqu'au 21 août 2012) dans un rôle proche de celui de directeur sportif. Les deux saisons suivantes sont compliquées pour le PSG, avec notamment l'affaire PSG - Hapoël Tel Aviv et des résultats décevants en championnat. Alain Cayzac démissionne le 21 avril 2008, à quatre journées de la fin, alors que le PSG est en position de relégable. Il est provisoirement remplacé par le président de l'Association PSG, Simon Tahar (alors en poste depuis 2006), le 23 avril 2008, auquel succède Charles Villeneuve, ancien directeur du service des sports chez TF1, nommé président-directeur général le 27 mai 2008, quelques jours après le maintien en Ligue 1 acquis lors à la dernière journée. Charles Villeneuve est remplacé par Sébastien Bazin le 3 février 2009 à la suite d'une crise liée à la gouvernance du club. Bazin accepte le poste en précisant d'emblée qu'il n'est pas « dirigeant » du club, faute de temps, et qu'il n'est donc que président non exécutif par intérim. Philippe Boindrieux, jusque-là directeur général adjoint depuis octobre 2006, est nommé directeur général délégué temporaire pour diriger le club dans l'attente de la nomination du titulaire du poste. Le 9 septembre 2009, Robin Leproux devient le nouveau président du PSG. Dans les faits, la SASP Paris Saint-Germain Football a changé de gouvernance à cette date-là, optant pour une administration par directoire et conseil de surveillance, dont les présidents sont respectivement Robin Leproux et Sébastien Bazin.

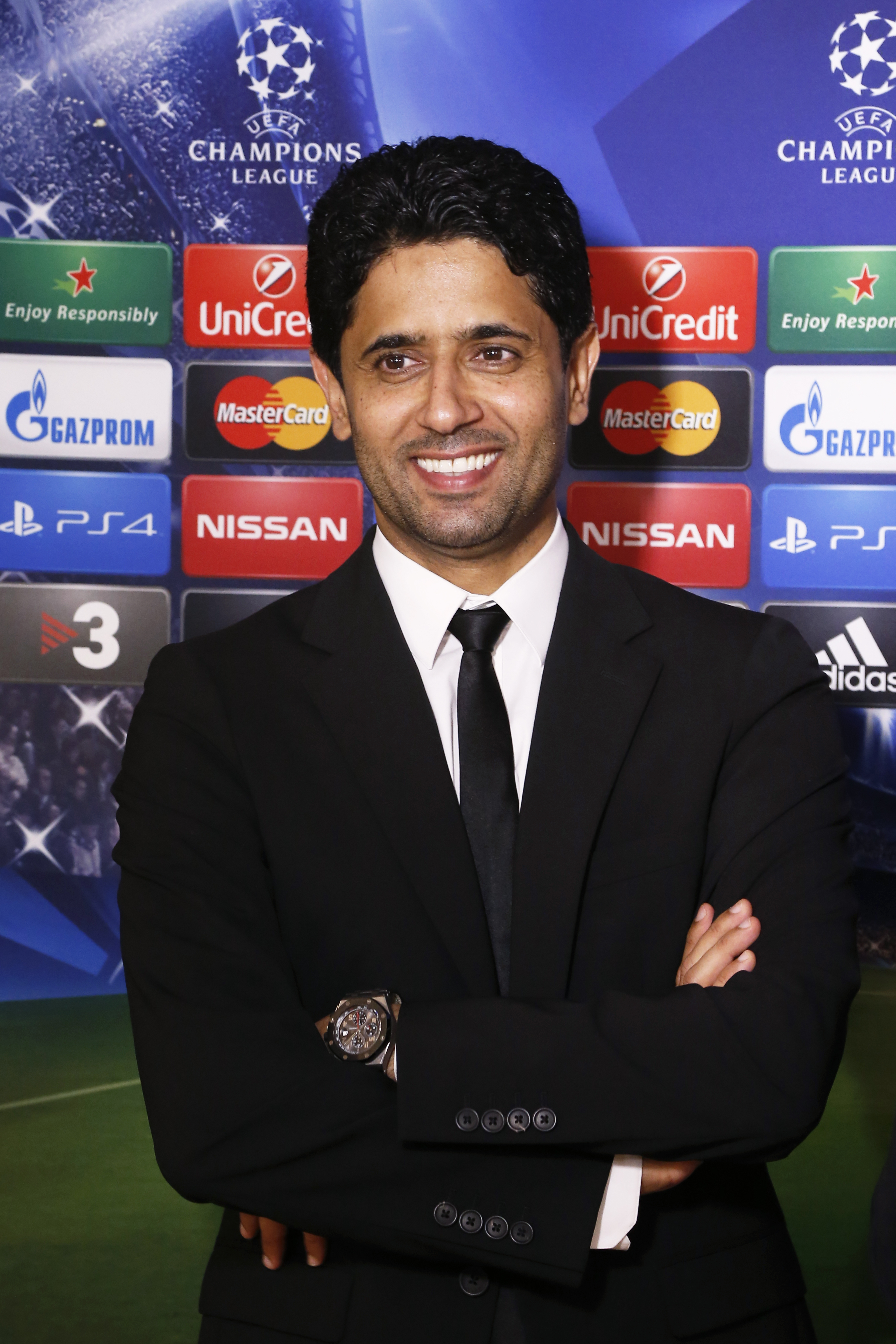
Nasser Al-Khelaïfi, président actuel du PSG.

Le 13 juillet 2011, à la suite du changement d'actionnaire et de l'arrivée successive de Leonardo en tant que directeur sportif dans un rôle de « manager général à l'anglaise », avec les pleins pouvoirs sportifs, Robin Leproux est révoqué par le nouveau conseil de surveillance du club. Benoît Rousseau, ancien directeur financier du club de 1996 à 1998, est nommé président par intérim jusqu'au 4 novembre 2011. À cette date-là, à la suite d'un changement de statut actant le retour au conseil d'administration, Jean-Claude Blanc est nommé directeur général délégué, tandis que Nasser Al-Khelaïfi, jusque-là président du conseil de surveillance (où il avait succédé à Sébastien Bazin au moment du rachat du club), devient président-directeur général. Benoît Rousseau a, quant à lui, repris les rênes de l'Association PSG le 13 décembre 2012, succédant à Simon Tahar. Leonardo démissionne le 10 juillet 2013 à la suite de sa suspension de 13 mois pour un coup d'épaule contre un arbitre. Il n'est pas remplacé et c'est Olivier Létang, son adjoint depuis le 17 septembre 2012, qui prend en charge le secteur sportif tout en conservant cependant sa qualité de « directeur sportif adjoint ». Il ne sera qu'officiellement promu directeur sportif le 7 octobre 2016. Mais ses reponsabilités diminuent avec l'arrivée de Patrick Kluivert au poste de « directeur du football » en juillet 2016. Cela pousse Létang à démissionner en avril 2017, démission qui prend effet en juin de la même année. Il est remplacé par le Portugais Antero Henrique le 2 juin 2017, qui voit dans le même temps la suppression du poste de Patrick Kluivert 7 jours plus tard. Assisté par le néo-retraité Maxwell, devenu coordinateur sportif du PSG, il contribue à faire venir Neymar puis Kylian Mbappé lors de son premier mercato. Le duo est remplacé par Leonardo, qui signe là son grand retour dans la capitale française, le 14 juin 2019. Leonardo est limogé le soir du dernier match de la saison 2021-2022. Son poste de directeur sportif est supprimé et ses fonctions sont désormais assumées par Luís Campos qui a été nommé conseiller football le 10 juin 2022. Jean-Claude Blanc quitte son poste de Directeur Général Délégué le 22 décembre 2022 après 11 années passées au club. Victoriano Melero, jusque-là Secrétaire Général du club depuis 2017, le remplace temporairement avant d'être nommé définitivement Directeur Général le 8 octobre 2024.

### Entraîneurs
| Rang | Pays | Nom              | Matchs | %. victoires | V - N - D | V - N - D | V - N - D | Période au club             | Période au club             | Titres | Titres |
| ---- | ---- | ---------------- | ------ | ------------ | --------- | --------- | --------- | --------------------------- | --------------------------- | ------ | ------ |
| 1    |      | Luis Fernandez   | 244    | 51,23 %      | 125       | 61        | 58        | juil. 1994 – juin 1996      | 3 déc. 2000 – 1er juin 2003 | 4      |        |
| 2    |      | Georges Peyroche | 211    | 47,39 %      | 100       | 46        | 65        | 30 oct. 1979 – 30 juin 1983 | 6 avril 1984 – 4 avril 1985 | 2      |        |
| 3    |      | Laurent Blanc    | 173    | 72,83 %      | 126       | 31        | 16        | 25 juin 2013 – 27 juin 2016 | 25 juin 2013 – 27 juin 2016 | 11     |        |
| 4    |      | Artur Jorge      | 167    | 50,30 %      | 84        | 53        | 30        | 10 juin 1991 – 30 juin 1994 | 12 oct. 1998 – 13 mars 1999 | 2      |        |
| 5    |      | Just Fontaine    | 137    | 43,80 %      | 60        | 37        | 40        | juil. 1973 – juin 1976      | juil. 1973 – juin 1976      | 0      |        |

Le premier entraîneur de l'histoire du club était Pierre Phelipon, déjà à la tête du Stade saint-germanois au moment de la fusion avec le Paris Football Club en 1970. À la suite de la scission du club en 1972, Robert Vicot, entraîneur de l'équipe réserve la saison précédente, se retrouve aux commandes de ce qui est désormais l'équipe première de l'entité "Paris Saint-Germain". En juin 1973, Just Fontaine est officiellement nommé directeur technique par le président du comité de gestion Daniel Hechter. Officiant en réalité comme entraîneur, il fait monter le PSG en 1re division dès sa première saison au club. C'est sous la présidence d'Hechter que Paris choisit pour la première fois un entraîneur étranger : Velibor Vasović en 1976. Mais il ne finit pas sa première saison et dès lors le PSG tatonne : Ilija Pantelić, Jean-Michel Larqué et Pierre Alonzo se cassent tour à tour les dents entre mai 1977 et novembre 1978. Velibor Vasović revient en novembre 1978 mais démissionne un an plus tard à la suite de la pression qu’il subit depuis plusieurs mois de la part de l’UNECATEF. Après un court intérim du duo Camille Choquier/Pierre Alonzo, Georges Peyroche succède à Vasović en novembre 1979 et devient entraîneur du Paris Saint-Germain. À son palmarès d'entraîneur, il compte les premiers titres majeurs de l'histoire du club, une première coupe de France en 1982 et une deuxième en 1983. Peyroche quittera le club à l'issue de ce dernier succès mais reviendra quelques mois plus tard à la suite de l'échec de Lucien Leduc. Cependant, son retour est un fiasco et il est provisoirement remplacé par Christian Coste au printemps 1985.
En juillet 1985, le président Francis Borelli nomme Gérard Houllier à la tête du club parisien. Dès sa première année à Paris, il devient champion de France 1986, ce qui est le premier titre de champion de France de la jeune histoire du PSG. La suite est plus délicate et il est écarté à l'issue de la saison 1987-1988 malgré une prise de recul au cours de celle-ci au profit d'Erick Mombaerts. Tomislav Ivić succède au tandem Mombaerts/Houllier en juillet 1988. Il y obtient de bons résultats dès son arrivée, le club parisien terminant à la deuxième place du championnat, à trois points du champion marseillais. Mais après une deuxième saison plus décevante, Henri Michel le remplace en 1990.
L'entraîneur portugais Artur Jorge, vainqueur de la coupe d'Europe des Clubs Champions 1987 avec le FC Porto, rejoint le Paris Saint-Germain à la suite du rachat du club par Canal+ en 1991. Il y remporte le championnat de France 1994. Avant cela, il gagne une coupe de France en 1993. Sur un plan européen, il décroche deux demi-finales, une en Coupe UEFA 1993 et l'autre en Coupe des coupes 1994. Sa carrière d'entraîneur au sein du club ne fut pas des plus tranquilles, écarté une première fois en 1994 à cause de son style de jeu jugé trop défensif, l'actionnaire Canal+ l'a à nouveau embauché en octobre 1998 puis remercié en mars 1999.
Luis Fernandez, joueur emblématique du PSG entre 1978 et 1986, permet au club de la capitale de gagner le premier trophée européen de son histoire, la Coupe des coupes 1996. En 1994, il est nommé entraîneur du club et dès sa première saison, il gagne les deux coupes nationales (Coupe de France et Coupe de la Ligue) et devient demi-finaliste de la Ligue des champions. À la suite d'une valse des entraîneurs en l'espace de deux ans et demi (Alain Giresse, Artur Jorge et Philippe Bergeroo entre 1998 et 2000), Fernandez reviendra sur le banc parisien en décembre 2000, mais sans grand succès.
En 1996-1997, Ricardo, également joueur emblématique du PSG entre 1991 et 1995 et Joël Bats, gardien emblématique du PSG entre 1985 et 1992, mènent, pour leur première saison en tant qu'entraîneurs, le Paris Saint Germain en finale de la Coupe d'Europe des vainqueurs de coupes et finissent deuxième du championnat à la dernière minute de la dernière journée. Cette deuxième place offre à Paris un tour préliminaire de Ligue des champions. La deuxième saison de Ricardo et Bats à la tête du club parisien est encore plus poussive. Leur équipe est éliminée dès les phases de poule en Ligue des champions, mais gagne les deux coupes nationales (Coupe de la Ligue et Coupe de France). Le duo n'est ensuite pas reconduit par le nouveau président Charles Biétry.

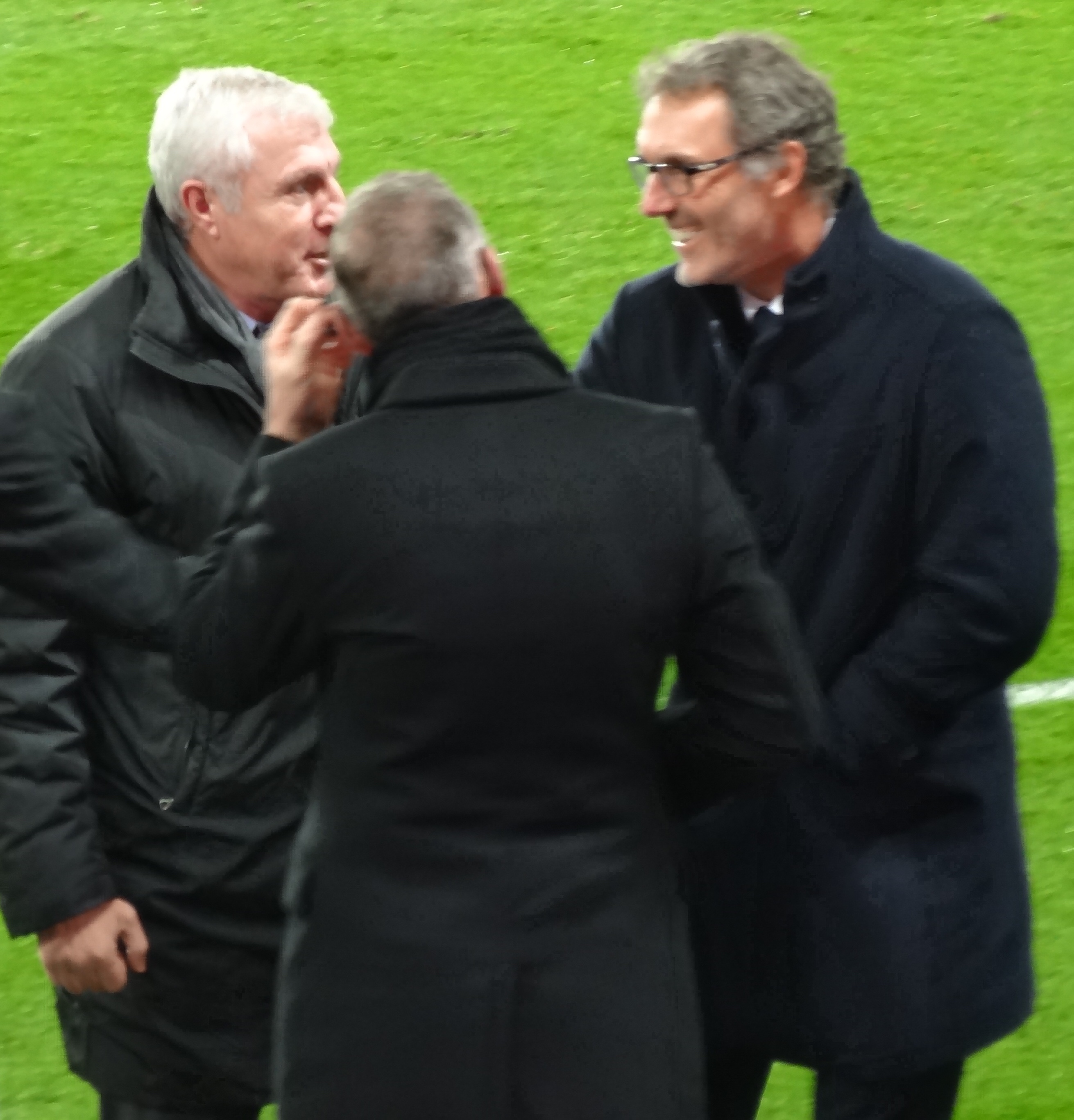
À eux deux, Luis Fernandez et Laurent Blanc comptent 16 trophées à leur palmarès avec le PSG.

Vahid Halilhodžić, qui a joué au club en 1986-1987, rejoint le Paris Saint-Germain en tant qu'entraîneur à l'été 2003. Le club de la capitale réalise alors une excellente saison (victoire en Coupe de France, deuxième du championnat). Lors de la saison suivante, les résultats du club seront moins bons, dont notamment une élimination prématurée en phase de poules de Ligue des champions et « Coach Vahid » sera limogé en février 2005. Il est remplacé par un autre ancien joueur du club : Laurent Fournier. Le jeu proposé par celui-ci est intéressant et les résultats du début de saison 2005/06 sont bons. Mais le président Blayau est insatisfait et renvoie Fournier pendant la trêve hivernale au profit de Guy Lacombe. Dès lors les résultats plongent, le nombre de victoires en Ligue 1 est faible malgré la victoire en Coupe de France face à l'OM.
Paul Le Guen arrive dans un contexte critique en janvier 2007. Fort de son passage réussis à la tête de l'Olympique lyonnais, où il décroche 3 titres de Champions de France, l'ancien joueur parisien (de 1991 à 1998) fait son retour dans la capitale française en tant qu'entraîneur. Venu pour redresser un PSG en situation plus que délicate en Ligue 1, les espoirs sont immenses. Mais ses deux premières saisons sont très décevantes et le club passe tout son temps en bas du classement. Paris frise même la relégation en 2008 mais se maintient finalement lors de la dernière journée. Le Guen est malgré tout conforté à son poste par le nouveau président Charles Villeneuve. En désaccord avec une partie du staff et sa direction, il finit par quitter le PSG à la fin de la saison 2008-2009. Pour le remplacer, c'est un autre ancien joueur parisien des années 1990 qui est choisi : Antoine Kombouaré. Ce dernier arrive de Valenciennes à l'été 2009. Sa première saison est moyenne en championnat (13e), mais le club remporte une nouvelle Coupe de France contre Monaco. La saison 2010-2011 est plus réussie avec une 4e place en championnat (meilleur classement du PSG depuis sept ans) et une nouvelle finale de Coupe de France cette fois-ci perdue contre Lille. Alors que Kombouaré entamait remarquablement sa troisième saison avec un titre de champion d'automne, il est limogé en décembre 2011 par les nouveaux dirigeants qataris du PSG.
Le 30 décembre 2011, Carlo Ancelotti succède à Antoine Kombouaré. La saison 2011-2012 est une grande réussite, même si le PSG ne remporte finalement pas le championnat au détriment de Montpellier. Le club parisien termine en dauphin et se qualifie pour la prochaine Ligue des champions. La saison suivante, le Paris SG termine quart de finaliste de la plus prestigieuse des compétitions européennes, éliminé par le FC Barcelone sans perdre (2-2, 1-1) et remporte pour la troisième fois de son histoire le championnat de France après sa victoire à Lyon 1-0.
Malgré ce titre de champion, Carlo Ancelotti décide de quitter le club à la fin de la saison pour rejoindre le Real Madrid. Laurent Blanc, l'ex-international tricolore, prend sa succession à partir de la saison 2013-2014. Il gagne dès sa première saison le doublé championnat / coupe de la Ligue et emmène le PSG, comme son prédécesseur, en quarts de finale de Ligue des champions. La saison suivante est historique puisque l'entraîneur tricolore réalise le quadruplé inédit en France en remportant le championnat, les deux coupes et le Trophée des champions en début de saison. Pendant la saison 2015/2016, son équipe améliore la performance nationale de l'année précédente : nouveau quadruplé et records de points en Ligue 1 (96) et de différence de buts (+83). Mais il échoue à nouveau en Europe en quarts de finale. Statistiquement, Laurent Blanc est l'entraineur qui obtient les meilleurs résultats dans l'histoire du club avec un pourcentage de victoires de soixante-treize pour cent et un ratio de défaites de neuf pour cent en ayant dirigé plus de cent quarante-deux matchs, soit le troisième entraîneur avec la plus grande longévité. Il est l'entraîneur le plus titré de l'histoire du PSG.
En juin 2016, Laurent Blanc est remercié par la direction qui lui offre une indemnité polémique de 22 millions d'euros. Il est remplacé par l'Espagnol Unai Emery à la suite de mauvais résultats en Ligue des champions. Sa première saison au club est jugée décevante, de par la perte du titre de champion de France, mais également par une élimination en huitièmes de finale en Coupe d'Europe face au FC Barcelone en ayant pourtant remporté le match aller 4-0. Il est cependant maintenu à son poste la saison suivante. Mais malgré la reconquête du titre et un nouveau quadruplé national, le PSG se fera à nouveau éliminer dès les huitièmes de finale de la Ligue des champions.
Face à ce bilan, le contrat de Unai Emery n'est pas prolongé et l'Espagnol est remplacé par l'Allemand Thomas Tuchel. Ses débuts en Ligue 1 sont exceptionnels, avec un record de 14 victoires consécutives pour ses 14 premiers matchs. Mais cela est plus compliqué en Ligue des Champions où son équipe se fait honteusement éliminer en huitième de finale retour par Manchester United qui réalise un Comeback au Parc des Princes. Tuchel est malgré tout conservé et la première partie de saison suivante est très bonne sur le plan comptable, mais le fond de jeu de l'entraîneur allemand est décrié par la presse et les supporters. Il offre au club un 4e quadruplé national et mène ses hommes jusqu'à la finale de Ligue des champions face au Bayern Munich (défaite 1-0) lors du Final 8 à Lisbonne. Thomas Tuchel devient le premier entraîneur de l'histoire du PSG à atteindre ce stade de la compétition. Lors de la saison 2020/21, face à des résultats en Ligue 1 jugés insuffisants, associés aux difficultés connues en phase de groupes de Ligue des Champions, décision est prise de licencier Thomas Tuchel le 29 décembre 2020. Tuchel quitte la Ligue 1 avec le pourcentage de victoires le plus élevé de l'histoire du championnat ainsi que le record de points par match (co-détenu avec son prédécesseur Unai Emery).
Il est remplacé 4 jours plus tard par le technicien argentin Mauricio Pochettino qui retrouve le club de la capitale plus de 17 ans après l'avoir quitté comme joueur. C'est la deuxième fois sous l'ère QSI qu'un changement d'entraîneur a lieu en cours de saison. Son équipe réalise une démonstration de force historique au Camp Nou (victoire 1-4 face à Barcelone) et atteint les demi-finales de la Ligue des Champions mais s'incline deux fois face à Manchester City FC. Sous sa houlette, le club parisien remporta la Coupe de France mais terminera seulement 2e de Ligue 1. La campagne européenne de la saison suivante est décevante, les Parisiens sont éliminés dès les huitièmes de finale de la Ligue des champions après un scénario catastrophe au match retour. Les résultats sur la scène nationale sont également poussifs malgré la débauche de moyens au mercato 2021 et le recrutement de nombreuses stars et légendes du football. Le PSG est tout de même sacré Champion de France pour la dixième fois de son histoire (co-record avec l'ASSE).
C'est donc après une saison en deçà des espérances que le Paris Saint-Germain annonce le 5 juillet 2022 la rupture du contrat de Mauricio Pochettino. Un peu plus tard dans la même journée, le club présente à la presse Christophe Galtier en provenance de l'OGC Nice. Mais l'après Coupe du monde est très difficile et la deuxième partie de saison provoquera le départ de Galtier un an jour pour jour après son arrivée et une Ligue 1 gagnée dans la douleur. Il est immédiatement remplacé par Luis Enrique, ancien sélectionneur de La Roja et vainqueur de la Ligue des Champions avec le FC Barcelone en 2015. Ce choix est en partie dû au fait que Lucho est un adepte inconditionnel d'un jeu collectif très offensif. La direction souhaite tourner la page après des dernières saisons peu reluisantes dans le jeu proposé malgré un effectif construit autour des meilleurs attaquants de la planète. La première saison de Luis Enrique est jugée très postive et encourageante avec un triplé nationale (Trophée des champions / Ligue 1 / Coupe de France) et une demie-finale de Ligue des champions malgré la jeunesse de l'effectif. En 2025, l'équipe d'Enrique réédite la performance nationale de la saison précédente et remporte la première ligue des champions de l'histoire du club.
| Rang | Pays | Nom                                        | Période                      |    | Rang | Pays                      | Nom                          | Période   |
| ---- | ---- | ------------------------------------------ | ---------------------------- | -- | ---- | ------------------------- | ---------------------------- | --------- |
| 1    |      | Pierre Phelipon                            | 1970-1972                    |    | 20   |                           | Artur Jorge                  | 1991-1994 |
| 2    |      | Robert Vicot                               | 1972-1973                    | 21 |      | Luis Fernandez            | 1994-1996                    |           |
| 3    |      | Just Fontaine & Robert Vicot               | 1973 - 9 sept. 1975          | 22 |      | Ricardo Gomes & Joël Bats | 1996-1998                    |           |
| 4    |      | Just Fontaine                              | 9 sept. 1975 - 1976          | 23 |      | Alain Giresse             | juillet 1998 - 8 oct. 1998   |           |
| 5    |      | Velibor Vasović                            | 1976 - 22 mai 1977           | 24 |      | Artur Jorge               | 12 oct. 1998 - 13 mars 1999  |           |
| 6    |      | Ilija Pantelić & Pierre Alonzo (Intérim)   | 22 mai 1977 - juin 1977      | 25 |      | Philippe Bergeroo         | 13 mars 1999 - 3 déc. 2000   |           |
| 7    |      | Jean-Michel Larqué                         | 1977 - 23 août 1978          | 26 |      | Luis Fernandez            | 3 déc. 2000 - 2003           |           |
| 8    |      | Pierre Alonzo                              | 23 août 1978 - 1er nov. 1978 | 27 |      | Vahid Halilhodžić         | 2003 - 8 fév. 2005           |           |
| 9    |      | Velibor Vasović                            | 4 nov. 1978 - 6 oct. 1979    | 28 |      | Laurent Fournier          | 9 fév. 2005 - 27 déc. 2005   |           |
| 10   |      | Camille Choquier & Pierre Alonzo (Intérim) | 7 oct. 1979 - 30 oct. 1979   | 29 |      | Guy Lacombe               | 27 déc. 2005 - 15 janv. 2007 |           |
| 11   |      | Georges Peyroche                           | 30 oct. 1979 - 1983          | 30 |      | Paul Le Guen              | 15 janv. 2007 - 2009         |           |
| 12   |      | Lucien Leduc                               | 1983 - 6 avril 1984          | 31 |      | Antoine Kombouaré         | 2009 - 30 déc. 2011          |           |
| 13   |      | Georges Peyroche                           | 6 avril 1984 - 4 avril 1985  | 32 |      | Carlo Ancelotti           | 30 déc. 2011 - 2013          |           |
| 14   |      | Christian Coste (Intérim)                  | 4 avril 1985 - juin 1985     | 33 |      | Laurent Blanc             | 2013-2016                    |           |
| 15   |      | Gérard Houllier                            | 1985 - 25 oct. 1987          | 34 |      | Unai Emery                | 2016-2018                    |           |
| 16   |      | Erick Mombaerts                            | 25 oct. 1987 - janv. 1988    | 35 |      | Thomas Tuchel             | 2018 - 29 déc. 2020          |           |
| 17   |      | Erick Mombaerts & Gérard Houllier          | janv. 1988 - juin 1988       | 36 |      | Mauricio Pochettino       | 2 janv. 2021 - 2022          |           |
| 18   |      | Tomislav Ivić                              | 1988-1990                    | 37 |      | Christophe Galtier        | 2022-2023                    |           |
| 19   |      | Henri Michel                               | 1990-1991                    | 38 |      | Luis Enrique              | depuis le 5 juillet 2023     |           |

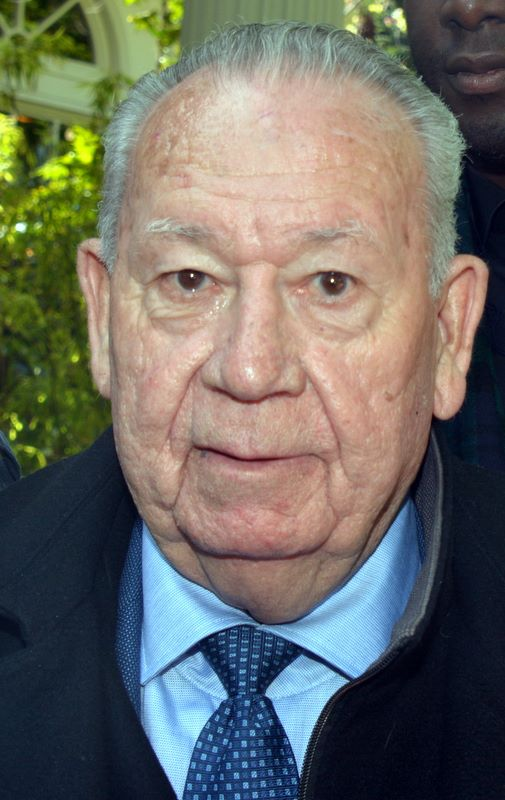
Fontaine, l'entraîneur qui ramena le Paris SG en Division 1 en 1974.
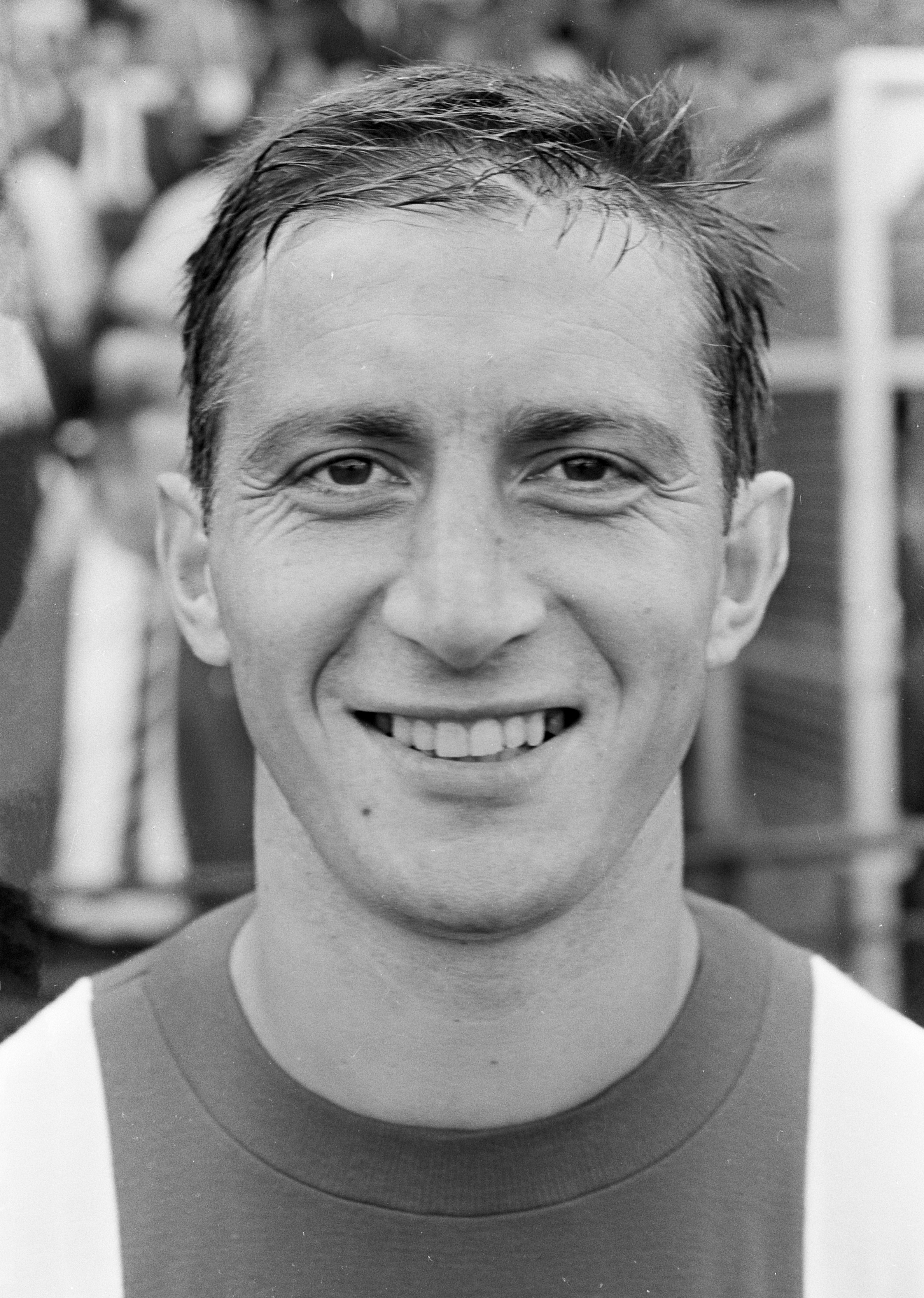
Vasović, 1er entraîneur étranger à coacher le Paris Saint-Germain.
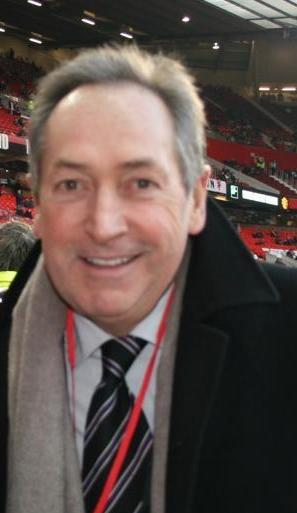
Houllier, 1er entraîneur Champion de France.
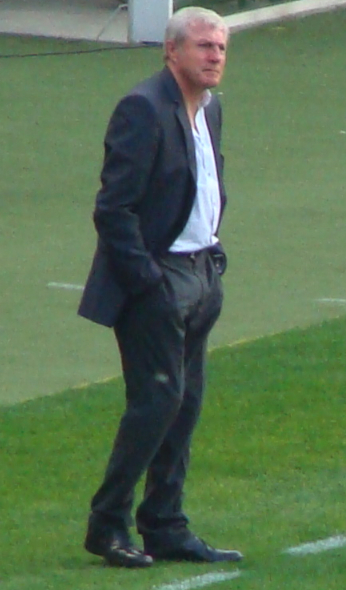
Fernandez, vainqueur de la Coupe des vainqueurs de coupe en 1996.
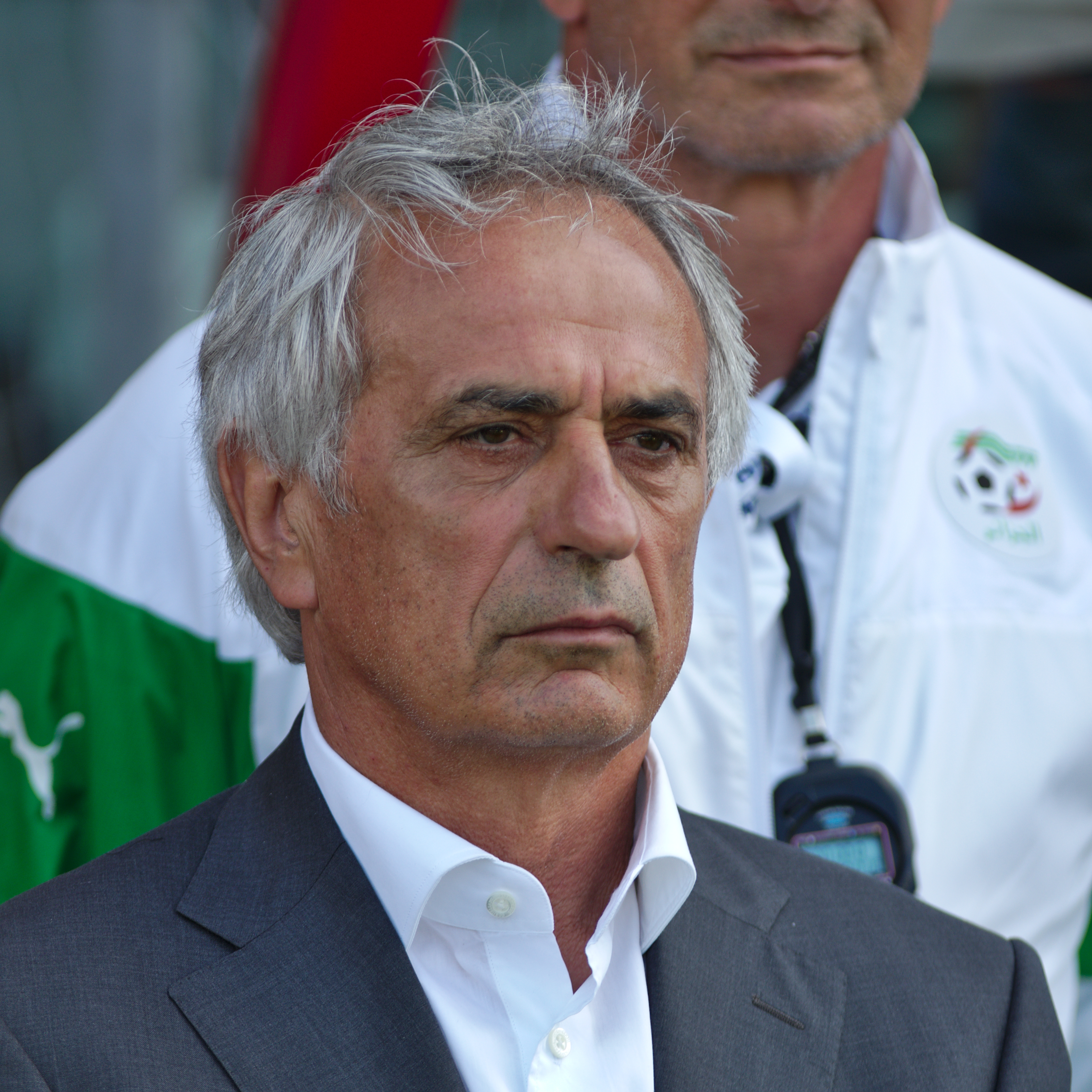
Halilhodžić, dit « Coach Vahid », joueur puis entraîneur du PSG.
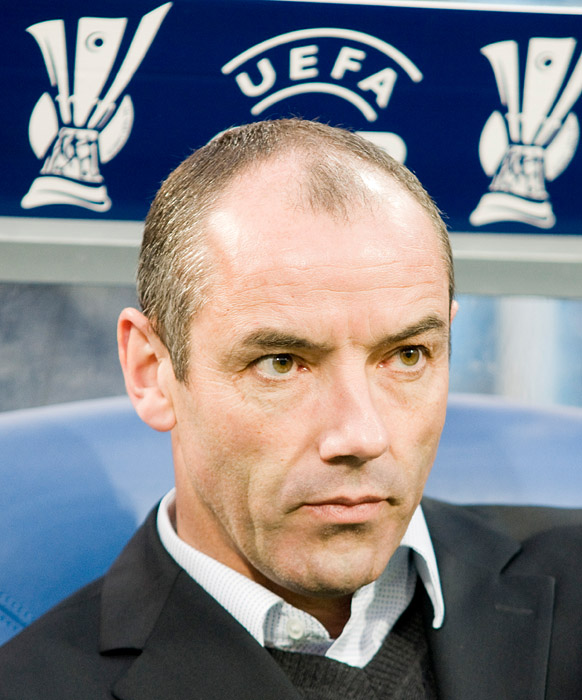
Le Guen, capitaine puis entraîneur du PSG.
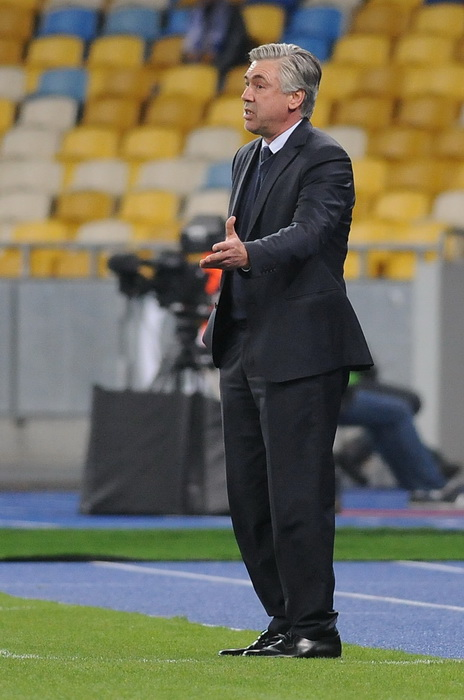
Ancelotti, 1er entraîneur choisi par Qatar Sports Investments.
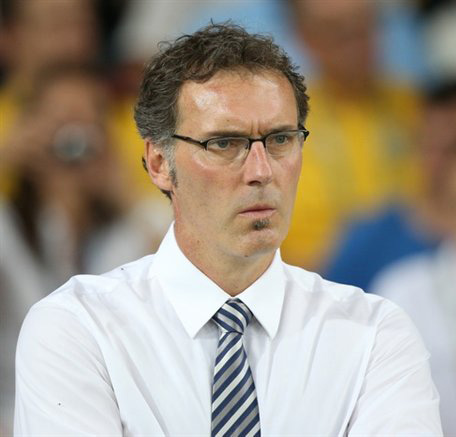
Blanc, entraîneur le plus titré de l'histoire du club.
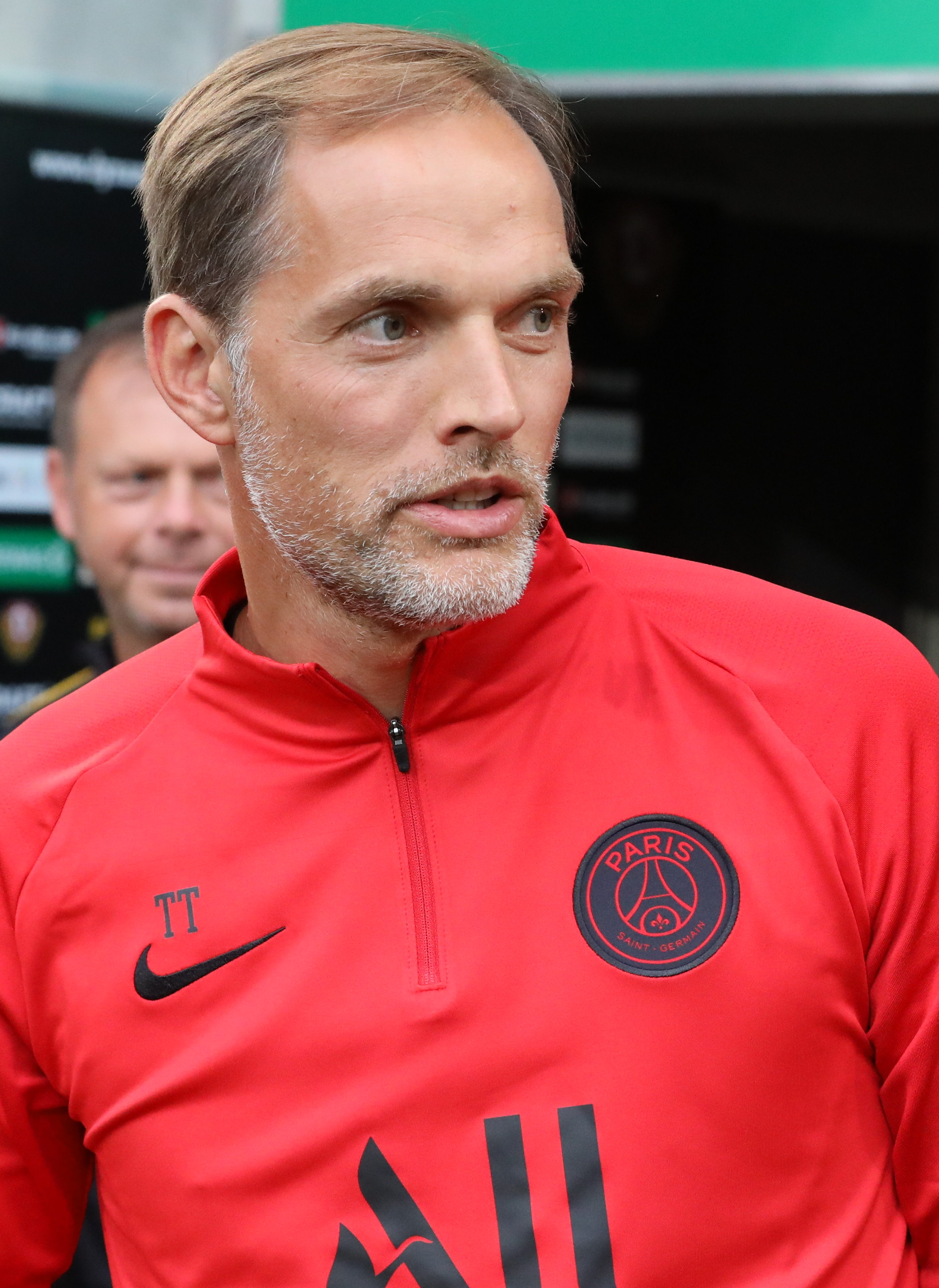
Tuchel, 1er entraîneur à atteindre la finale de Ligue des champions.
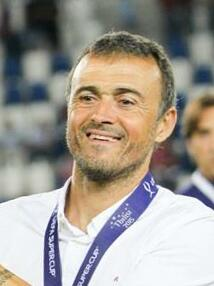
Enrique, entraîneur actuel du PSG et vainqueur de la Ligue des champions en 2025.

### Joueurs emblématiques
| Rang | Pays | Nom                | Matchs | Période     | Période     |
| ---- | ---- | ------------------ | ------ | ----------- | ----------- |
| 1    |      | Marquinhos         | 492    | depuis 2013 | depuis 2013 |
| 2    |      | Jean-Marc Pilorget | 435    | 1975 - 1987 | 1988 – 1989 |
| 3    |      | Marco Verratti     | 416    | 2012-2023   | 2012-2023   |
| 4    |      | Sylvain Armand     | 380    | 2004-2013   | 2004-2013   |
| 5    |      | Safet Sušić        | 344    | 1982-1991   | 1982-1991   |
| -    |      | Paul Le Guen       | 344    | 1991-1998   | 1991-1998   |
| 7    |      | Bernard Lama       | 318    | 1992-1997   | 1998-2000   |
| 8    |      | Thiago Silva       | 315    | 2012-2020   | 2012-2020   |
| 9    |      | Mustapha Dahleb    | 310    | 1974-1984   | 1974-1984   |
| 10   |      | Kylian Mbappé      | 308    | 2017-2024   | 2017-2024   |

| Rang | Pays | Nom                 | Buts | Période   |
| ---- | ---- | ------------------- | ---- | --------- |
| 1    |      | Kylian Mbappé       | 256  | 2017-2024 |
| 2    |      | Edinson Cavani      | 200  | 2013-2020 |
| 3    |      | Zlatan Ibrahimović  | 156  | 2012-2016 |
| 4    |      | Neymar              | 118  | 2017-2023 |
| 5    |      | Pauleta             | 109  | 2003-2008 |
| 6    |      | Dominique Rocheteau | 100  | 1980-1987 |
| 7    |      | Mustapha Dahleb     | 98   | 1974-1984 |
| 8    |      | François M'Pelé     | 95   | 1973-1979 |
| 9    |      | Ángel Di María      | 92   | 2015-2022 |
| 10   |      | Safet Sušić         | 85   | 1982-1991 |

Capitaine de l'équipe de France, le défenseur Jean Djorkaeff rejoint le PSG dès juin 1970. Il est capitaine pendant deux saisons avant d'assister au divorce du club en mai 1972. Outre les 16 sélections en équipe de France de Tchouki entre 1970 et 1972, le défenseur Jean-Paul Rostagni connaît 6 sélections lors de son passage au PSG.
Sous la présidence de Daniel Hechter (1974-1978), l'attaquant international algérien Mustapha Dahleb est recruté à Sedan en 1974 pour 1,35 million de francs, montant record pour un transfert en France à l'époque. Avec 85 buts inscrits en Ligue 1 de 1974 à 1984, troisième meilleur buteur de l'histoire du club en championnat (sixième meilleur buteur toutes compétitions confondues avec 98 buts), « Moumous » anima l'attaque parisienne aux côtés du milieu de terrain international français Jean-Pierre Dogliani et de l'attaquant international congolais François M'Pelé. Dogliani, qui désirait absolument évoluer sous la direction de Just Fontaine finança en partie son transfert. M'Pelé marqua 95 buts toutes compétitions confondues, entre 1973 et 1978. Le Goleador argentin Carlos Bianchi rejoint le club en 1977 et y passe deux saisons au cours desquelles il inscrit 71 buts avec deux trophées du meilleur buteur de D1 à la clé. Lors de la saison 1977-1978, il marque 37 buts en 38 matchs de championnat.
| Rang | Pays | Nom                | Passes | Période   | Période   |
| ---- | ---- | ------------------ | ------ | --------- | --------- |
| 1    |      | Ángel Di María     | 112    | 2015-2022 | 2015-2022 |
| 2    |      | Safet Sušić        | 103    | 1982-1991 | 1982-1991 |
| 3    |      | Kylian Mbappé      | 95     | 2017-2024 | 2017-2024 |
| 4    |      | Mustapha Dahleb    | 80     | 1974-1984 | 1974-1984 |
| 5    |      | Neymar             | 70     | 2017-2023 | 2017-2023 |
| 6    |      | Marco Verratti     | 56     | 2012-2023 | 2012-2023 |
| -    |      | Javier Pastore     | 56     | 2011-2018 | 2011-2018 |
| 8    |      | Zlatan Ibrahimović | 53     | 2012-2016 | 2012-2016 |
| 9    |      | Jérôme Rothen      | 52     | 2004-2009 | 2010      |
| 10   |      | Lucas Moura        | 45     | 2013-2018 | 2013-2018 |

Sous la présidence de Francis Borelli, Dominique Baratelli, Luis Fernandez, Dominique Bathenay, Nabatingue Toko, Dominique Rocheteau, Ivica Surjak, puis Safet Sušić, Joël Bats et Gabriel Calderón sont les principaux joueurs du club. Ils sont tous des cadres de leur sélection nationale. Les gardiens Baratelli et Bats furent ainsi les portiers de l'équipe de France, tandis que Bathenay, Fernandez et surtout Rocheteau en furent des joueurs emblématiques. Luis Fernandez, qui achève sa formation au club, quitte le PSG après le titre de champion de France de 1986, recruté à grands frais par le rival du Matra Racing. Luis reviendra plus tard au PSG en tant qu'entraîneur. L'ex-stéphanois Bathenay rejoint le club en 1978 et devient le chef de la défense parisienne et le capitaine de l'équipe jusqu'en 1985. Mais c'est en 1980 que le club réussit son transfert le plus tonitruant en recrutant l'autre idole du football français (après Michel Platini), l'« Ange Vert » Dominique Rocheteau, meilleur attaquant français de l'époque. Il marquera 100 buts sous le maillot du PSG, s'inscrivant de façon indélébile dans l'histoire du club. Outre ces cadres de l'équipe de France, citons également le milieu défensif Jean-Claude Lemoult (1976-1986) et le défenseur Jean-Marc Pilorget (435 matchs disputés avec le PSG ; record du genre). Lemoult a connu deux sélections en équipe de France tandis que la carrière internationale de Pilorget fut brisée par un accident de la route qui faillit lui coûter la vie le 18 décembre 1983. Parmi les autres internationaux français de l'ère Borelli, citons Christian Perez (17 sélections lors de son passage au PSG), Fabrice Poullain (10), Daniel Xuereb (4), Amara Simba (3), Michel Bibard (3), William Ayache (3), Yvon Le Roux (3), Jocelyn Angloma (2), Philippe Jeannol (1) et Alain Couriol (1).

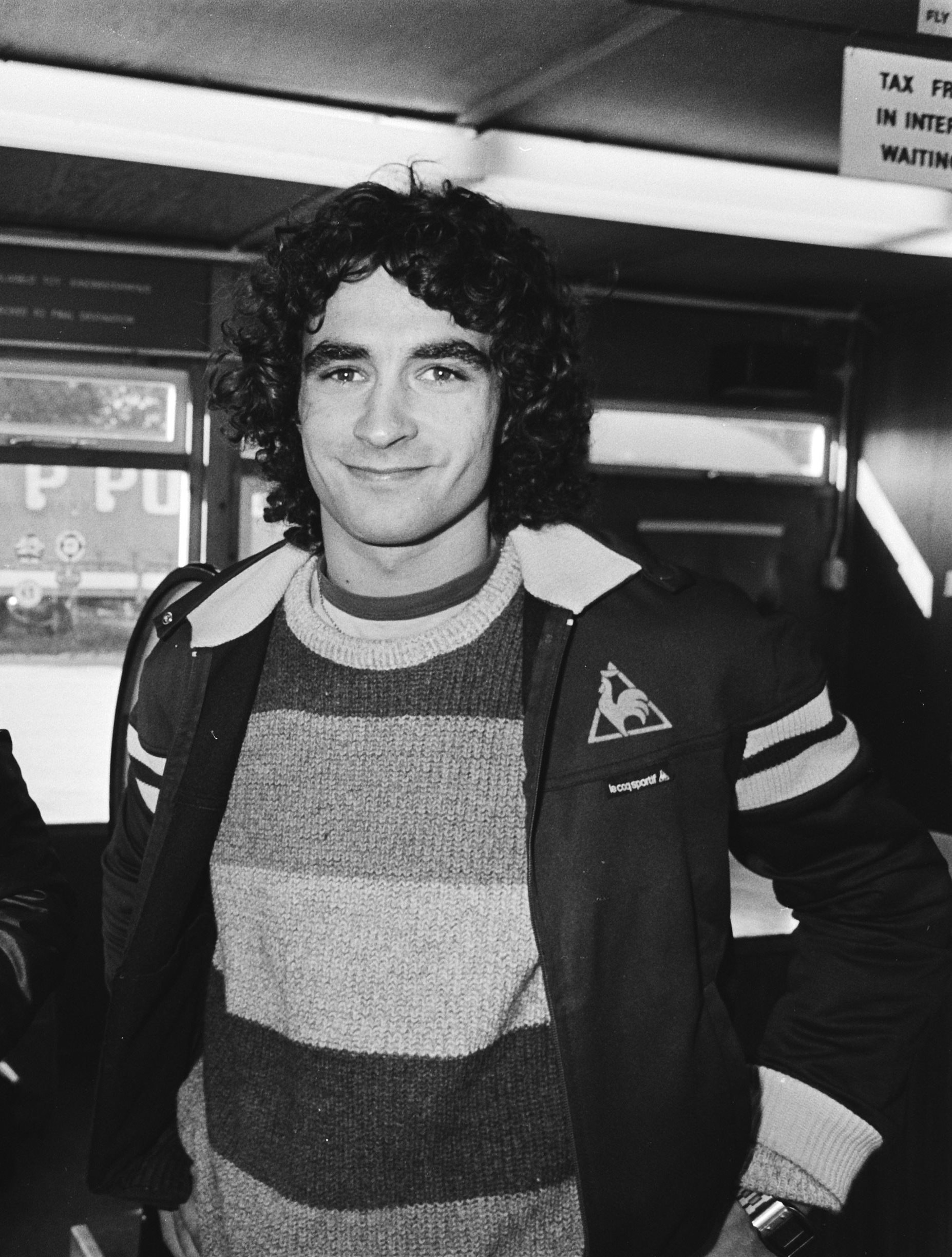
Dominique Rocheteau est le premier joueur à avoir inscrit 100 buts sous le maillot parisien.

Concernant les meilleurs joueurs étrangers de la présidence Borelli, Safet Sušić s'impose comme le plus emblématique. Jamais blessé, jamais suspendu, ce milieu de terrain offensif international yougoslave marque 85 buts et délivre 103 passes décisives (record du genre au PSG) entre 1982 et 1991. Il est écarté de l'effectif à la suite de la reprise du club par Canal+. Derrière Safet, l'international tchadien Nabatingue Toko, l'international yougoslave Ivica Surjak, qui délivre notamment les deux passes décisives lors de la finale de la Coupe de France 1982, et l'international argentin Gabriel Calderón, méritent une mention spéciale. Outre ces quatre joueurs, citons d'autres joueurs étrangers ayant été sélectionnés lors de matches internationaux lorsqu'ils jouaient au PSG : les Algériens Salah Assad et Liazid Sandjak, le Yougoslave Zlatko Vujović et les Sénégalais Jules Bocandé, Saar Boubacar et Oumar Sène.
Avec l'arrivée de Canal+ à la tête du club en 1991, de nombreux joueurs de premier plan signent au club : les internationaux français Laurent Fournier, David Ginola et Paul Le Guen et les internationaux brésiliens Ricardo et Valdo sont ainsi recrutés dès 1991 et rejoignent notamment l'international français Daniel Bravo (joueur du club depuis 1989) et Antoine Kombouaré (joueur du club depuis 1990), principaux joueurs à connaître la fin de l'ère Borelli et le début de l'ère Canal. Joël Bats effectue également une saison pendant que Canal + possède le club, mais il se retire en 1992 et est remplacé par Bernard Lama, qui devient dans la foulée le gardien de buts de l'équipe de France. Lama fait partie d'une deuxième vague d'arrivées comprenant également les internationaux français Vincent Guérin et Alain Roche et l'international libérien George Weah. Raí, capitaine de l'équipe du Brésil, arrive en 1993. La quasi-totalité de ces joueurs forment l'ossature de l'équipe jusqu'en 1998. D'autres joueurs viennent compléter l'effectif comme les internationaux français Youri Djorkaeff (1995-1996), Bruno N'Gotty (1995-1998) et Patrice Loko (1995-1998), l'international brésilien Leonardo (1996-1997) et l'international italien Marco Simone (1997-1999) notamment.

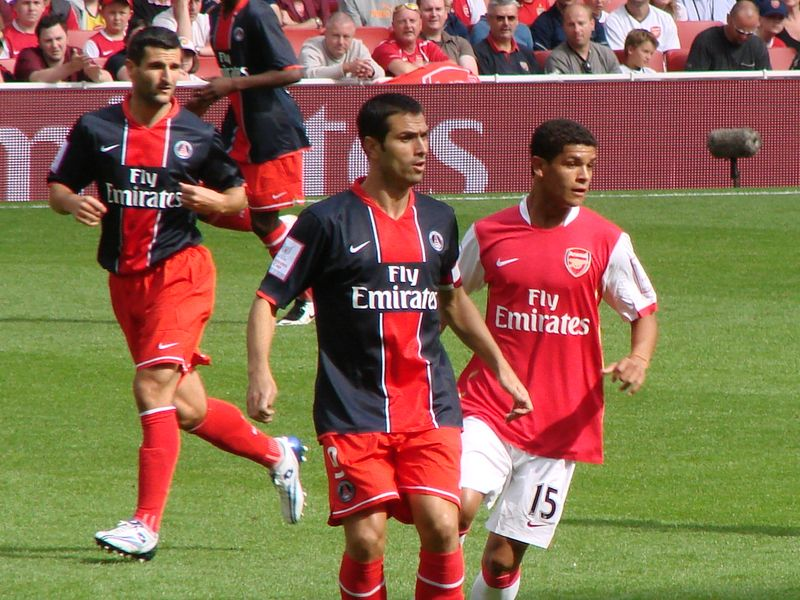
Pauleta, icône du club dans les années 2000.

Après la présidence de Michel Denisot, le recrutement du club devient plus décousu mais comprend quelques joueurs notables du championnat de France tels le meilleur joueur du championnat en 1999 Ali Benarbia (1999-2001), le buteur portugais, meilleur joueur du championnat en 2002 et 2003 Pauleta (2003-2008), qui devient en 2007 le meilleur buteur de l'histoire du PSG, le défenseur international colombien Mario Yepes (2004-2008) et les néo-internationaux français Laurent Robert (1999-2001), Frédéric Déhu (2000-2004), Jérôme Rothen (2004-2010), Sylvain Armand (2004-2013) qui deviendra le deuxième joueur ayant porté le plus de fois le maillot du PSG, Lionel Letizi (2000-2006) mais c'est le gardien remplaçant Jérôme Alonzo (2001-2008) qui restera dans le cœur des supporters. Puis d'autres joueurs comme Jérôme Leroy (2002-2003) formé au PSG qui est de retour au club de la capitale, l'international nigérian Jay-Jay Okocha (1998-2002), les internationaux argentins Mauricio Pochettino (2001-2003), Gabriel Heinze (2001-2004) et Juan Pablo Sorin (2003-2004), l'espoir espagnol Mikel Arteta (2001-2002) ou l'international brésilien Ronaldinho (2001-2003). Le cas de l'international français Nicolas Anelka est légèrement différent. Formé au club, il quitte le PSG en 1997 pour rejoindre Arsenal FC. À la recherche d'une politique recentrée sur l'Île-de-France en 2000, le club rachète l'attaquant originaire de Trappes alors en contrat au Real Madrid pour la somme record alors de 33,2 millions d'euros, mais ce retour est un échec, le joueur n'arrivant jamais à s'imposer, il le quitte à nouveau au bout d'un an et demi.
En 2006, Canal+ vend le club à Colony Capital. Le PSG vit deux premières saisons catastrophiques avec Colony Capital à sa tête (15e et 16e). En 2008, Charles Villeneuve président du club fait un recrutement ambitieux en recrutant deux ex-internationaux français Claude Makélélé (2008-2011) et Ludovic Giuly (2008-2011) ou encore le meilleur buteur et meilleur joueur de Ligue 2 2008 Guillaume Hoarau (2008-2012) qui entrera dans le Top 10 des buteurs du club. Robin Leproux devient président du PSG en 2009 et sa politique est de faire venir des joueurs issus du championnat de France comme Christophe Jallet (2009-2014), Mathieu Bodmer (2010-2013) et surtout le brésilien Nenê (2010-2013), qui entrera également dans le Top 10 des buteurs du PSG en à peine deux ans. Avec des moyens limités sous l'ère Colony, le PSG fait de plus en plus confiance à des joueurs formés au PSG tels Clément Chantôme et Mamadou Sakho, qui sera capitaine à la suite de la retraite de Makélélé.

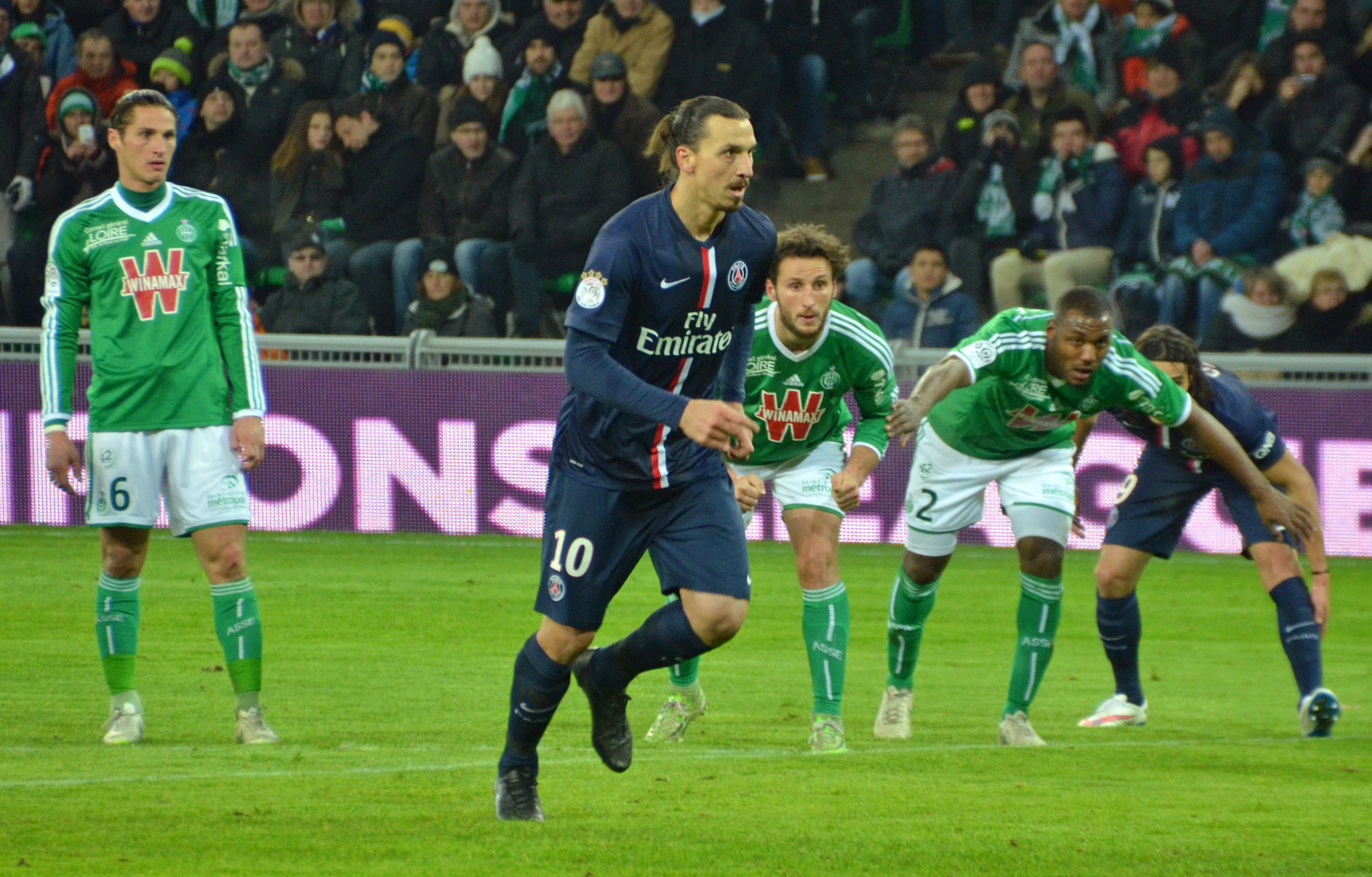
Zlatan Ibrahimović marque 156 buts durant ses années au club.

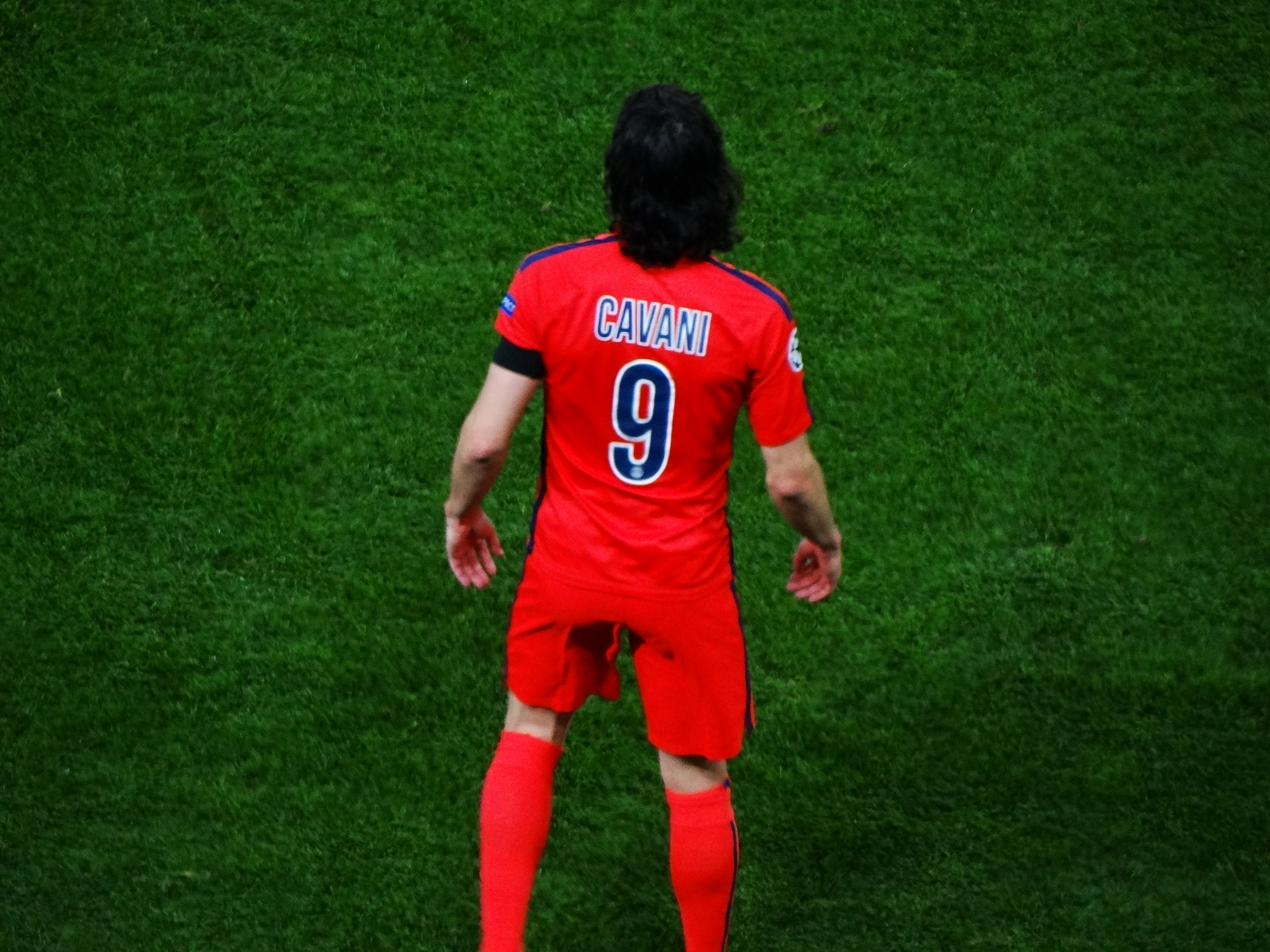
Arrivé en provenance du Napoli en 2013, Edinson Cavani devient le meilleur buteur du club en janvier 2018.

En 2011, le fonds d'investissement souverain du Qatar rachète le club et mène une politique de recrutement visant à signer des stars du football afin de gagner, sur un délai de cinq ans, la Ligue des champions. C'est alors que les dirigeants qatariens signent dès la première année la pépite argentine Javier Pastore pour 42 millions d'euros, record du club. L'année suivante le buteur suédois Zlatan Ibrahimović, qui deviendra meilleur buteur du club et le restera jusqu'au 27 janvier 2018, date à laquelle il sera dépassé par Edinson Cavani, s'engage à Paris pour un salaire exorbitant de 15 millions d'euros par an. Il devient l'emblème du « PSG version qatarienne » ce qui permettra d'accroître la popularité du club à l'étranger. Le Brésilien et futur capitaine du PSG Thiago Silva, considéré comme l'un des meilleurs défenseurs du monde, signe également au club. Le Paris Saint-Germain continue sa politique de recrutement de « stars » en signant en 2013 le meilleur buteur de Série A Edinson Cavani pour 63 millions d'euros, somme record en France, puis en 2014 avec le défenseur brésilien David Luiz et enfin en 2015 avec l'attaquant argentin Ángel Di María, vainqueur de la Ligue des champions 2014. D'autres joueurs recrutés à un prix moindre deviennent des éléments-clés du nouveau PSG, comme le Français Blaise Matuidi, les jeunes prodiges italien Marco Verratti et brésilien Marquinhos ou les expérimentés Maxwell et Thiago Motta.
| Rang | Pays | Nom            | L1 | CF | CL | TC | Total | Période     |
| ---- | ---- | -------------- | -- | -- | -- | -- | ----- | ----------- |
| 1    |      | Marco Verratti | 9  | 3  | 6  | 9  | 27    | 2012-2023   |
| 2    |      | Thiago Silva   | 7  | 5  | 6  | 5  | 23    | 2012-2020   |
| 3    |      | Marquinhos     | 8  | 5  | 3  | 6  | 22    | depuis 2013 |
| 4    |      | Edinson Cavani | 6  | 4  | 5  | 4  | 19    | 2013-2020   |
| 5    |      | Ángel Di María | 5  | 5  | 4  | 4  | 18    | 2015-2022   |
| 6    |      | Kylian Mbappé  | 6  | 4  | 2  | 3  | 15    | 2017-2024   |
| -    |      | Adrien Rabiot  | 6  | 2  | 4  | 3  | 15    | 2012-2019   |
| -    |      | Blaise Matuidi | 5  | 3  | 4  | 3  | 15    | 2011-2017   |
| -    |      | Javier Pastore | 5  | 2  | 5  | 3  | 15    | 2011-2018   |
| -    |      | Lucas Moura    | 5  | 2  | 4  | 4  | 15    | 2013 - 2018 |

En 2016, aucune « star » n'est recrutée pour pallier le départ du meilleur buteur du club Zlatan Ibrahimović. La plupart des recrues n'arrivent pas à s'imposer et sont alors considérées comme des échecs. À l'été 2017, le club parisien signe tout d'abord Daniel Alves, l'un des meilleurs latéral droit de l'histoire, avant de réaliser le « transfert du siècle » en signant le brésilien Neymar, joueur considéré par beaucoup comme faisant partie du « top 3 mondial », juste derrière Lionel Messi et Cristiano Ronaldo. Pour le débaucher au FC Barcelone, les Parisiens ont dû débourser l'intégralité de sa clause libératoire, soit 222 millions d'euros, transfert record faisant de Neymar le joueur le plus cher au monde. Le club réalise dans la foulée le deuxième plus gros transfert de l'histoire en signant le plus grand espoir de ces dernières années et futur talent de l'Équipe de France : Kylian Mbappé pour 145 millions d'euros (et 35 millions d'euros de bonus) via un prêt avec option d'achat. Lors du mercato d'été 2018, le club parvient à signer Gianluigi Buffon alors libre de tout contrat, le gardien italien est considéré comme l'un des plus grands gardiens de l'histoire, mais son passage à Paris est décevant. L'été suivant, le PSG fait venir en prêt Mauro Icardi, attaquant argentin qui s'est imposé comme l'un des tout meilleurs joueurs de Serie A les saisons passées, ainsi que l'un des meilleurs avant-centres de sa génération. Keylor Navas, gardien titulaire du Real Madrid lors de leurs trois titres consécutifs en Ligue des champions, signe lui aussi au club lors de l'été 2019.
Le tableau suivant présente la liste des principaux capitaines du Paris Saint-Germain depuis 1970.
| Rang | Pays | Nom                  | Période     |    | Rang | Pays                | Nom         | Période   |  | Rang                    | Pays        | Nom           | Période     |
| ---- | ---- | -------------------- | ----------- | -- | ---- | ------------------- | ----------- | --------- |  | ----------------------- | ----------- | ------------- | ----------- |
| 1    |      | Jean Djorkaeff       | 1970-1972   |    | 11   |                     | Safet Sušić | 1990-1991 |  | 21                      |             | Frédéric Déhu | 2000 - 2002 |
| 2    |      | Camille Choquier     | 1972-1973   | 12 |      | Bruno Germain       | 1991-1992   | 22        |  | Mauricio Pochettino     | 2002-2003   |               |             |
| 3    |      | Jean-Pierre Dogliani | 1973 - 1975 | 13 |      | Paul Le Guen        | 1992-1994   | 23        |  | Frédéric Déhu           | 2003-2004   |               |             |
| 4    |      | Humberto Coelho      | 1975 - 1976 | 14 |      | David Ginola        | 1994 - 1994 | 24        |  | José-Karl Pierre-Fanfan | 2004-2005   |               |             |
| 5    |      | Mustapha Dahleb      | 1976 - 1978 | 15 |      | Alain Roche         | 1994 - 1995 | 25        |  | Pauleta                 | 2005-2008   |               |             |
| 6    |      | Dominique Bathenay   | 1978 - 1985 | 16 |      | Bernard Lama        | 1995 - 1997 | 26        |  | Claude Makélélé         | 2008-2011   |               |             |
| 7    |      | Luis Fernandez       | 1985-1986   | 17 |      | Raí                 | 1997 - 1998 | 27        |  | Mamadou Sakho           | 2011 - 2012 |               |             |
| 8    |      | Jean-Marc Pilorget   | 1986-1987   | 18 |      | Marco Simone        | 1998-1999   | 28        |  | Christophe Jallet       | 2012 - 2012 |               |             |
| 9    |      | Fabrice Poullain     | 1987-1988   | 19 |      | Ali Benarbia        | 1999-2000   | 29        |  | Thiago Silva            | 2012 - 2020 |               |             |
| 10   |      | Oumar Sène           | 1988-1990   | 20 |      | Éric Rabésandratana | 2000 - 2000 | 30        |  | Marquinhos              | depuis 2020 |               |             |

#### Hall of Fame
Le 4 juillet 2017, le club dévoile sur son site internet son Temple de la renommée (Hall of Fame en anglais) qui regroupe tout d'abord les vingt joueurs considérés par les instances parisiennes comme les meilleurs de son histoire. Si la plupart des noms tombent comme des évidences, la présence de David Beckham, qui n'a joué qu'une demi-saison au PSG (14 matchs) en 2013, fait débat chez les supporters. Présenté comme un « ambassadeur de charme » par la direction parisienne, la présence du joueur anglais montre surtout que le critère sportif n'a pas été le seul retenu pour établir la liste. Certains fans regrettent également les absences d'Amara Diané, de Vincent Guérin, d'Antoine Kombouaré, de Thiago Silva, de Paul Le Guen ou encore d'Alain Roche.
| Nom | Nom                  | Poste             | Période   | Période   |
| --- | -------------------- | ----------------- | --------- | --------- |
|     | Dominique Bathenay   | Milieu de terrain | 1978-1985 | 1978-1985 |
|     | David Beckham        | Milieu de terrain | 2013      | 2013      |
|     | Carlos Bianchi       | Attaquant         | 1977-1979 | 1977-1979 |
|     | Mustapha Dahleb      | Attaquant         | 1974-1984 | 1974-1984 |
|     | Jean Djorkaeff       | Défenseur         | 1970-1972 | 1970-1972 |
|     | Jean-Pierre Dogliani | Attaquant         | 1973-1976 | 1973-1976 |
|     | Luis Fernandez       | Milieu de terrain | 1978-1986 | 1978-1986 |
|     | David Ginola         | Attaquant         | 1992-1995 | 1992-1995 |
|     | Zlatan Ibrahimović   | Attaquant         | 2012-2016 | 2012-2016 |
|     | Bernard Lama         | Gardien           | 1992-1997 | 1998-2000 |
|     | Jay-Jay Okocha       | Milieu de terrain | 1998-2002 | 1998-2002 |
|     | Pedro Miguel Pauleta | Attaquant         | 2003-2008 | 2003-2008 |
|     | Jean-Marc Pilorget   | Défenseur         | 1975-1987 | 1988-1989 |
|     | Raí                  | Milieu de terrain | 1993-1998 | 1993-1998 |
|     | Ricardo              | Défenseur         | 1991-1995 | 1991-1995 |
|     | Dominique Rocheteau  | Attaquant         | 1980-1987 | 1980-1987 |
|     | Ronaldinho           | Milieu de terrain | 2001-2003 | 2001-2003 |
|     | Safet Sušić          | Milieu de terrain | 1982-1991 | 1982-1991 |
|     | Valdo                | Milieu de terrain | 1991-1995 | 1991-1995 |
|     | George Weah          | Attaquant         | 1992-1995 | 1992-1995 |

#### Grand vote des50 ans: Joueurs, entraîneurs et moments symboliques
Le 29 septembre 2020, pour célébrer son 50e anniversaire, le Paris Saint-Germain publie une édition collector de son Magazine Officiel. Un numéro dans lequel le club dévoile les résultats de son grand vote des 50 ans, après une vaste consultation rassemblée de supporters, anciens du club et médias, invités à élire : le plus grand Joueur - Joueur formé au club - Entraîneur - Match - le plus beau but ainsi qu'un Onze de légende.
| Lama Thiago Silva Ricardo Marquinhos Fernandez Verratti Raí (c.) Ibrahimović Ronaldinho Sušić Pauleta |
| Onze de légende des 50 ans du PSG.                                                                    |

| Le plus grand joueur             | Le plus grand joueur                                                                            |
| -------------------------------- | ----------------------------------------------------------------------------------------------- |
| 1                                | Raí (Milieu offensif - 215 matchs de 1993 à 1998)                                               |
| 2                                | Safet Sušić (Milieu offensif - 345 matchs de 1982 à 1991)                                       |
| 3                                | Ronaldinho (Milieu offensif & Ailier - 77 matchs de 2001 à 2003)                                |
| Le meilleur joueur formé au club |                                                                                                 |
| 1                                | Luis Fernandez (Milieu de terrain - 273 matchs de 1978 à 1986)                                  |
| 2                                | Nicolas Anelka (Attaquant - 69 matchs de 1996 à 1997 puis de 2000 à 2002)                       |
| 3                                | Presnel Kimpembe (Défenseur central - depuis 2014)                                              |
| Le plus grand entraîneur         |                                                                                                 |
| 1                                | Carlo Ancelotti (63,64% de victoires - 77 matchs de 2011 à 2013)                                |
| 2                                | Laurent Blanc (72,83% de victoires - 173 matchs de 2013 à 2016)                                 |
| 3                                | Luis Fernandez (51,23% de victoires - 244 matchs de 1994 à 1996 puis de 2000 à 2003)            |
| Le plus grand match              |                                                                                                 |
| 1                                | Real Madrid (4-1) en C3 - 1/4 de finale retour en 1993 au Parc des Princes                      |
| 2                                | FC Barcelone (4-0) en C1 - 1/8 de finale aller en 2017 au Parc des Princes                      |
| 3                                | Chelsea FC (2-2) en C1 - 1/8 de finale retour en 2015 à Stamford Bridge                         |
| Le plus beau but                 |                                                                                                 |
| 1                                | Pauleta face à l'Olympique de Marseille (2-1) en Ligue 1 - 33eJ en 2004 au Parc des Princes     |
| 2                                | George Weah face au Bayern Munich (1-0) en C1 - Poules en 1993 au Stade Olympique               |
| 3                                | David Ginola face au Real Madrid (4-1) en C3 - 1/4 de finale retour en 1993 au Parc des Princes |

## Effectif professionnel actuel
Le premier tableau liste l'effectif de l'équipe première du PSG pour la saison 2025-2026 et le second les joueurs du groupe élite qui viennent renforcer ponctuellement cet effectif. Le troisième tableau récapitule les prêts effectués par le club lors de cette même saison. Enfin, le quatrième et dernier tableau recense les autres joueurs actuellement sous contrat professionnel avec le Paris Saint-Germain.
En grisé, les sélections de joueurs internationaux chez les jeunes mais n'ayant jamais été appelés aux échelons supérieurs une fois l'âge-limite dépassé ou les joueurs ayant pris leur retraite internationale.

## Structures du club

### Stades

#### Parc des Princes

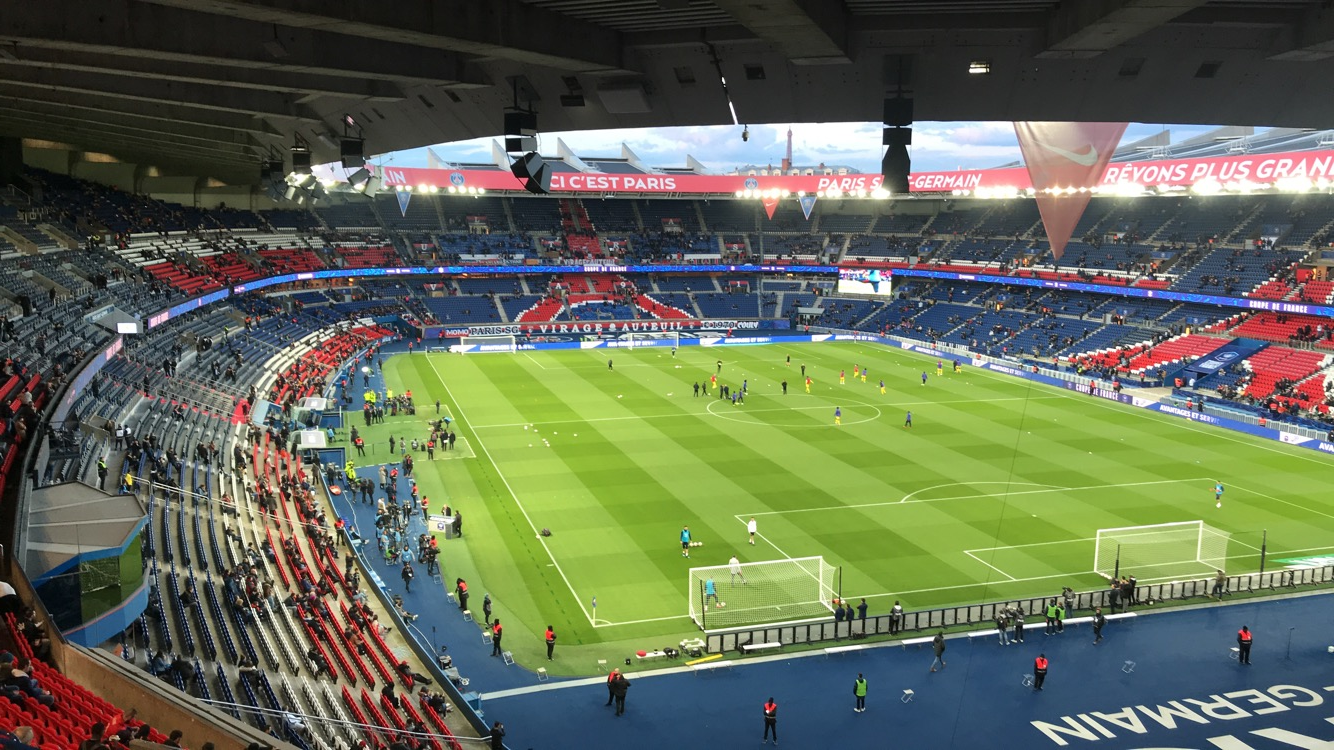
Intérieur du Parc des Princes.

Le Parc des Princes est depuis juillet 1974 le stade principal du club. L'enceinte, inaugurée le 25 mai 1972, fut utilisée par le PSG pour la première fois dès le 10 novembre 1973 à l'occasion d'un match de deuxième division face au Red Star, joué en lever de rideau d'une rencontre de Division 1, Paris FC-FC Sochaux,. Entre 1978 et 1979, le club partage son stade avec le Paris FC, puis avec le Matra Racing entre 1984 et 1990.
Les équipes nationales de football et de rugby à XV utilisaient également le stade jusqu'à l'inauguration du Stade de France en février 1998. Le transfert du PSG au Stade de France est un temps évoqué, mais finalement abandonné. Le club, toujours locataire du Parc, s'approprie toutefois un peu plus le stade en installant notamment son siège dans un nouveau bâtiment inauguré le 18 février 2002. Les couleurs des sièges, bleus, rouges ou jaunes de 1972 à 1998, sont rouges ou bleus de 1998 à 2016. En novembre 2013, le Paris Saint-Germain annonce la rénovation du Parc des Princes en accord avec la ville de Paris, pour un montant de 75 millions d'euros. Dès lors, le club finance le remplacement des sièges, l'implantation d'une pelouse nouvelle génération et surtout la construction de loges VIP pour maximiser les revenus. Les nouveaux sièges installés forment un motif ressemblant à la Tour Eiffel, emblème du club, en tribune Paris et en virages entourée par des bandes rouges et blanches.
D'une capacité actuelle de 48 583 places assises, le stade est classé catégorie 4 au classement UEFA.

#### Stade Georges-Lefèvre

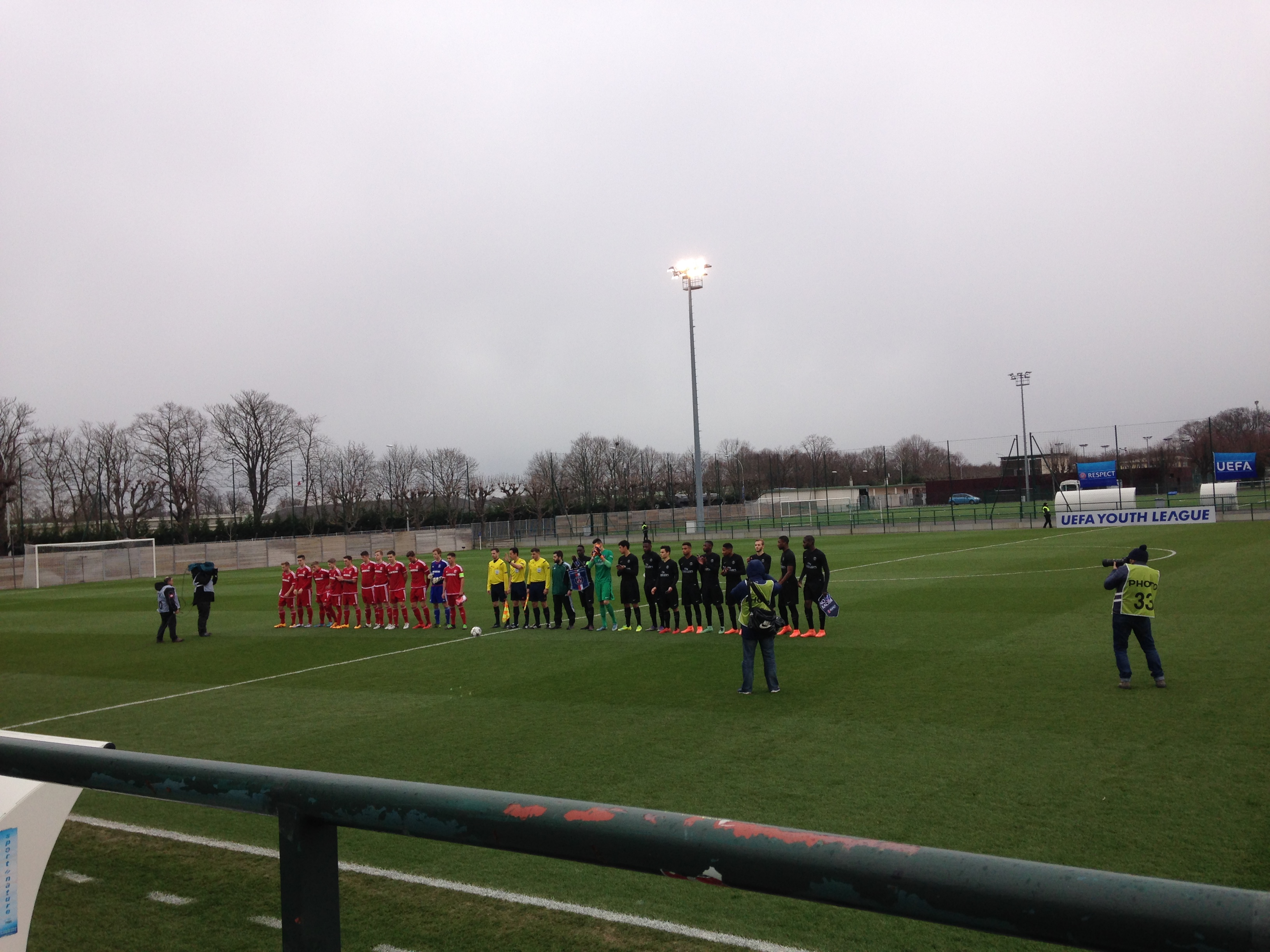
Match du PSG U19 au Stade Georges-Lefèvre Contre Middlesbrough.

Le Stade Georges-Lefèvre du Camp des Loges à Saint-Germain-en-Laye fut, lors de la saison 1970-1971 et de 1972 à 1974, le stade principal du club. Il est désormais utilisé par les équipes réserves du PSG. Le Stade saint-germanois utilisa ce stade durant toute son existence (de 1904 à 1970). Ce stade fut rebaptisé « Stade Georges-Lefèvre » en 1945, du nom d'un joueur du Stade Saint-Germain mort au front en 1940.

#### Autres stades utilisés
Durant la saison 1970-1971, l'équipe fanion joua quelques matches au Stade Jean-Bouin, mais les affluences enregistrées étaient inférieures à celles du Stade Georges-Lefèvre, aussi, le club préféra jouer le plus souvent à Saint-Germain. Lors de la saison en Division 1 en 1971-1972, le PSG joua ses matches à domicile au Stade de Paris, à Saint-Ouen. Après l'installation au Parc des Princes en 1974, le PSG dut jouer encore quelques matches au Stade olympique Yves-du-Manoir à Colombes (une fois en 1974-1975) et au Stade de Paris (une fois en 1977-1978 et deux fois en 1978-1979) car le Parc était indisponible pour cause de travaux concernant la pelouse.

#### Stades utilisés par la section féminine
Le stade Sébastien-Charléty est un complexe omnisports situé à Paris, 1 avenue Pierre de Coubertin (75013), comprenant un stade d'athlétisme, de football et de rugby d'une capacité de 20 000 places depuis sa rénovation en 1994. Durant son histoire, il a accueilli le club de rugby parisien le Stade français pendant la rénovation du stade Jean-Bouin entre 2010 et 2013 et des matchs de l'équipe de France de football féminin. Depuis 2007, le Paris FC y est domicilié pour ses matchs en seconde division.
Le stade est occupé par la section féminine du PSG à partir de la saison 2012-2013 et la reprise du club par les Qatariens. Les matchs de Ligue des champions féminine y sont également joués et ce jusqu'en 2017 date à laquelle l'équipe décide de se rabattre vers le Stade Georges-Lefèvre à Saint-Germain-en-Laye puis le stade Jean-Bouin.
À compter de la saison 2022-2023, il est prévu que les féminines du club disposent d'un stade de 5 000 places destiné aux rencontres officielles des féminines du club pour le championnat et la Ligue des champions dans le nouveau centre de la performance construit par le PSG sous le nom du « PSG Campus » sur les terrasses de Poncy à Poissy (Yvelines),.

### Structures d'entraînement

#### Camp des loges
Le Camp des Loges a été jusqu'en 2023 le centre d'entraînement de l'équipe de football du Paris Saint-Germain Football Club. Il est situé à Saint-Germain-en-Laye à proximité du camp militaire homonyme. Il accueillait également le centre de formation du PSG inauguré le 4 novembre 1975.
Coincé entre la forêt classée de Saint-Germain-en-Laye et les installations militaires, le centre d'entraînement du Paris Saint-Germain était sujet à débats depuis plus d'un quart de siècle. Au début des années 1970, ce centre d'entraînement apparaissait en effet « moderne » et l'équipe de France A y faisait nombre de stages de préparation. Mais le temps passant, les installations se sont démodées.
En mars 2006, le club renonce provisoirement à déménager son centre d'entraînement à Achères, projet à l'étude depuis six ans, et annonce le début de travaux au Camp des loges afin de le doter d'un confort minimum. Commencé en janvier 2008, les travaux s'achèvent le 24 octobre 2008, pour un coût de 5 millions d'euros. Le nouveau Camp des Loges, situé à 400 mètres de l'ancien, est inauguré le 4 novembre 2008. D'une surface de 28 888 m2, dont 1 761 pour le bâtiment de deux étages et 24 446 de pelouses, il comporte tous les équipements nécessaires à un club de haut niveau : espace de balnéothérapie, de massages, salle de soins, de musculation, espace détente, bureaux pour le staff et le président, zone presse, etc.
En septembre 2013, le Camp des Loges est rebaptisé « Centre d'entraînement Ooredoo » à la suite d'un partenariat avec Ooredoo, la société nationale de télécoms qatarienne. Depuis le rachat du PSG par le Qatar, le centre a fait l'objet de nombreuses retouches, rénovations et agrandissements. Ainsi que l'installation de pelouses haut de gamme par le jardinier du club pour satisfaire aux nouvelles ambitions de la direction.
À compter de la saison 2023-2024, il est progressivement remplacé par le Campus PSG à Poissy. Après le déménagement des sections masculines professionnelles et de formation, il est prévu que les féminines du club s'installent au Camp des Loges pour quelques mois.

#### Bougival (Section féminine)
Les féminines du PSG, dans l'optique de poursuivre la professionnalisation de leur section, se sont installées à Bougival dans un centre d'entraînement qui leur est spécialement destiné à compter de la saison 2012-2013. Bougival est une commune française située dans le département des Yvelines.

#### Verneuil-sur-Seine (Centre de préformation)
Le PSG possède également un centre de préformation (U14 et U15), situé à Verneuil-sur-Seine, commune française du département des Yvelines.

#### Campus PSG à Poissy
En 2012, les propriétaires qatariens du PSG commencent à rechercher un emplacement pour un nouveau centre d'entraînement digne des ambitions du club. En 2016, ils sélectionnent le site de Poncy à Poissy, commune des Yvelines limitrophe de Saint-Germain-en-Laye.
Le club a investi 350 millions d'euros entre l'acquisition du terrain et les coûts de construction. Le projet confié à l'architecte Jean-Michel Wilmotte et au paysagiste François Neveux est conçu comme un parc, où les bâtiments coexistent et se fondent avec 3000 arbres, une pépinière et une surface constituée à 95 % d'espaces verts. Sur 74 hectares, il comprend 17 terrains de football au total (10 pour les centres de formation et de préformation), dont 4 en synthétique, 32 chambres de standing et de zones de vie pour les pros, une clinique du sport, et un internat accueillant entre 120 et 150 jeunes en formation.
Son inauguration est prévue au printemps 2024, après l'installation au début de la saison 2023-2024 de l'équipe masculine de football puis celle des féminines et des pensionnaires des centres de formation et de préformation. Il accueillera, à l’horizon 2026, l’équipe de handball et les judokas.

## Aspects économiques

### Revenus et dépenses
| Saison    | CA total (en M€) | Réf.    |
| --------- | ---------------- | ------- |
| 1998-1999 | 47               | [ 248 ] |
| 1999-2000 | 58               | [ 248 ] |
| 2000-2001 | 90               | [ 248 ] |
| 2001-2002 | 77               | [ 249 ] |
| 2002-2003 | 76               | [ 249 ] |
| 2003-2004 | 57               | [ 249 ] |

La publication du bilan financier de la saison 1970-1971 laisse apparaître 205 200 francs de pertes pour 1 776 950 francs de recettes. Comme nombre d'autres clubs français, le PSG devra le plus souvent composer avec des finances déficitaires. Daniel Hechter puis Canal+ mettront ainsi la main à la poche pour permettre au club de conserver son standing. À la suite de l'affaire de la double billetterie du Parc des Princes qui coûte son poste de président à Daniel Hechter en janvier 1978, le PSG est mis sous contrôle serré des autorités financières. Ceci permet dans un premier temps de limiter les déficits, mais la concurrence du Matra Racing pousse le PSG à la faute entre 1986 et 1990. Le Racing abandonne son statut professionnel en juin 1990 et laisse le PSG avec un déficit de 50 millions de francs. Les mauvais résultats financiers et sportifs ont raison du président Borelli et le PSG voit l'arrivée de Canal+ le 31 mai 1991 à hauteur de 39,8 % du capital de la SAOS nouvellement créée.
La prise de contrôle du club par Canal+ s'effectue progressivement. Après l'intervention de 1991, on procède le 21 avril 1997 à une modification au capital de la SAOS « Paris Saint-Germain Football ». Le poids de l'association loi de 1901 du PSG passe de 51 % du capital de la SAOS à 34 %. Canal+ est désormais actionnaire majoritaire à hauteur de 56,8 % du capital. Nouvelle modification en juillet 2001 : l'association type 1901 du PSG cède l'ensemble de ses parts (34 %) de la SAOS devenue SASP à Canal+. À l'été 2004, Canal+ rachète à un prix très élevé les parts détenus par Charles Talar (qui détient 4,5 % du capital) et Bernard Brochand (qui en possède 2,9%). Fin août 2005, Canal+ rachète les 1,8 % détenus par Alain Cayzac ; le PSG est alors à 100 % sous le contrôle de la chaîne cryptée.
| Saison    | CA réel (en M€) | Réf.    | Revenus selon Deloitte (en M€) | Pos. |
| --------- | --------------- | ------- | ------------------------------ | ---- |
| 2004-2005 | 72,8            | [ 254 ] | —                              | —    |
| 2005-2006 | 80,4            | [ 255 ] | —                              | —    |
| 2006-2007 | 73,9            | [ 256 ] | —                              | —    |
| 2007-2008 | 73,5            | [ 257 ] | —                              | —    |
| 2008-2009 | 100,8           | [ 258 ] | —                              | —    |
| 2009-2010 | 82,7            | [ 259 ] | —                              | —    |
| 2010-2011 | 100,9           | [ 260 ] | —                              | —    |
| 2011-2012 | 222,4           | [ 261 ] | 220,5                          | 10   |
| 2012-2013 | 400,0           | [ 262 ] | 398,8                          | 5    |
| 2013-2014 | 474,2           | [ 263 ] | 474,2                          | 5    |
| 2014-2015 | 484,0           | [ 264 ] | 480,8                          | 4    |
| 2015-2016 | 542,4           | [ 265 ] | 520,9                          | 6    |
| 2016-2017 | 503,0           | [ 266 ] | 486,2                          | 7    |
| 2017-2018 | 557,3           | [ 267 ] | 541,7                          | 6    |
| 2018-2019 | 658,7           | [ 268 ] | 635,9                          | 5    |
| 2019-2020 | 559,8           | [ 269 ] | 540,6                          | 7    |
| 2020-2021 | 569,7           | [ 270 ] | 556,2                          | 6    |
| 2021-2022 | 669,6           | [ 271 ] | 654                            | 5    |

Entre 1991 et 1998, le PSG conserve des finances saines et les dépenses du club s'établissent aux alentours de 50 millions d'euros par saison en profitant de la montée en puissance des droits télé, du doublement du nombre de spectateurs au Parc des Princes ainsi que de profitables performances en coupes nationales ou européennes. Depuis le départ de Michel Denisot, le club accumule au fil des saisons des dettes importantes : 96 millions d'euros d'endettement cumulé en juin 2002. En recapitalisant le club, cet endettement net tombe à 8 millions d'euros en juin 2004. Les finances courantes restent pourtant dans le rouge. Ainsi, pour la saison 2004-2005, le club déclare à la DNCG des dépenses de 87,037 millions d'euros pour un déficit de 17,801 millions d'euros et un chiffre d'affaires réel de 69 millions d'euros.
En 2005-2006, le PSG reste le seul club français largement déficitaire avec une perte de 13,456 millions d'euros. Malgré l'absence du PSG en coupes d'Europe, le chiffre d'affaires réel du club était de 80,364 millions d'euros. De source AFP le montant de la vente du club en 2006 aux investisseurs Colony Capital, Butler Capital Partners et Morgan Stanley serait de 41 millions d'euros pour un montant initial demandé par Canal + de 80 millions d'euros ; la dette cumulée du club est assumée par la chaîne cryptée, remettant ainsi les compteurs financiers du club à zéro.
Le chiffre d'affaires réel du club passe à 77,720 millions d'euros en 2006-2007, à 73,497 millions d'euros en 2007-2008 et à 100,819 millions d'euros en 2008-2009. Les déficits enregistrés sont de 18,975 millions d'euros en 2006-2007, de 12,282 millions d'euros en 2007-2008 et de 5,418 millions d'euros en 2008-2009.
Depuis le rachat du club en 2011 par le fonds souverain Qatar Investment Authority, le budget et le chiffre d'affaires du PSG ont grandement augmenté, passant de 80 millions en 2010 à 490 millions d'euros en 2014, grâce aux apports de liquidités qatariennes, mais aussi grâce à une nouvelle politique économique favorisée par la venue de stars comme Ibrahimović ou Thiago Silva. Cette nouvelle politique permet notamment au club d'accroître sa popularité en dehors des frontières françaises à l'image des plus grands clubs européens. Les revenus publicitaires, le merchandising, les droits télévisuels et les revenus de billetterie du PSG se retrouvent alors décuplés. Ainsi en 2014, le Paris Saint-Germain est le cinquième club le plus riche du monde avec 470 millions d'euros et se classe ainsi devant des équipes comme Chelsea ou Arsenal. Avec 480 M€ de revenus, il grimpe d'une place en 2015 dans le classement Deloitte Football Money League du cabinet Deloitte en doublant le Bayern Munich, devancé par le Real Madrid (577 M€), le FC Barcelone (560,8 M€) et Manchester United (519,5 M€). En mai 2017, le cabinet d'audit KPMG estime la valeur du PSG à 1 milliard d'euros et le journal Les Échos estime que les revenus du club vont augmenter à la suite de l'arrivée de Neymar, en août 2017, grâce au merchandising et à une revalorisation certaine des droits TV du championnat. Grâce notamment à son actionnaire qatari, le PSG est le deuxième plus puissant club au monde sur le plan financier selon l'étude Football Finance 100 de Soccerex publiée en janvier 2019. Lors de la saison 2017/2018, le PSG a vendu prés de 800 000 maillots, enregistrant ainsi une augmentation des recettes liées au merchandising.

### Transferts les plus chers de l'histoire du club
| Arrivées |       |      |                       |         |                     |
| Rang     | Année | Pays | Joueur                | Montant | Provenance          |
| 1er      | 2017  |      | Neymar                | 222 M€  | FC Barcelone        |
| 2e       | 2018  |      | Kylian Mbappé         | 180 M€  | AS Monaco           |
| 3e       | 2023  |      | Randal Kolo Muani     | 95 M€   | Eintracht Francfort |
| 4e       | 2025  |      | Khvicha Kvaratskhelia | 70 M€   | SSC Napoli          |
| 5e       | 2021  |      | Achraf Hakimi         | 68 M€   | Inter Milan         |
| 6e       | 2024  |      | Gonçalo Ramos         | 65 M€   | Benfica Lisbonne    |
| 7e       | 2013  |      | Edinson Cavani        | 64,5 M€ | SSC Napoli          |
| 8e       | 2015  |      | Ángel Di María        | 63 M€   | Manchester United   |
| -        | 2025  |      | Illya Zabarnyi        | 63 M€   | AFC Bournemouth     |
| 10e      | 2023  |      | Manuel Ugarte         | 60 M€   | Sporting CP         |

| Départs |       |      |                |          |                     |
| Rang    | Année | Pays | Joueur         | Montant  | Destination         |
| 1er     | 2023  |      | Neymar         | 90 M€    | Al-Hilal SFC        |
| 2e      | 2025  |      | Xavi Simons    | 50 M€    | RB Leipzig          |
| -       | 2024  |      | Manuel Ugarte  | 50 M€    | Manchester United   |
| 4e      | 2023  |      | Marco Verratti | 45 M€    | Al-Arabi SC         |
| 5e      | 2018  |      | Gonçalo Guedes | 40 M€    | Valence CF          |
| 6e      | 2016  |      | David Luiz     | 35 M€    | Chelsea FC          |
| 7e      | 2003  |      | Ronaldinho     | 32,25 M€ | FC Barcelone        |
| 8e      | 2024  |      | Hugo Ekitiké   | 31,5 M€  | Eintracht Francfort |
| 9e      | 2018  |      | Lucas Moura    | 28,4 M€  | Tottenham Hotspur   |
| 10e     | 2017  |      | Blaise Matuidi | 25 M€    | Juventus            |
| -       | 2017  |      | Serge Aurier   | 25 M€    | Tottenham Hotspur   |

## Soutien et image

### Affluence
La plus forte affluence moyenne du club à domicile est obtenue lors de la saison 2019-2020 avec 47 542 spectateurs de moyenne par match.
Le record d'affluence au Parc des Princes est battu le 23 octobre 2016 à l'occasion de PSG-Marseille (0-0) avec 47 929 spectateurs, selon les chiffres de la LFP. Le record d'affluence en Ligue des champions est de 46 612 spectateurs avec PSG-Malmö FF (2-0).

### Supporters
Le Kop of Boulogne (KOB) est né le 2 août 1978 à la suite d'une modification de tarification au Parc des Princes. Depuis le 18 septembre 1976, les jeunes supporters du PSG étaient massés en tribune K et formaient le Kop K. Ce dernier rassembla jusqu'à 500 jeunes supporters. La localisation de ce Kop en tribune K puis en tribune Boulogne est liée à l'existence d'une carte de « jeune supporter » bon marché et donnant accès à cette tribune, mais aussi au fait que les joueurs s'échauffaient alors systématiquement devant la tribune Boulogne. Cette tradition est née le 10 novembre 1973 à l'occasion du premier match du PSG dans la nouvelle enceinte du Parc.

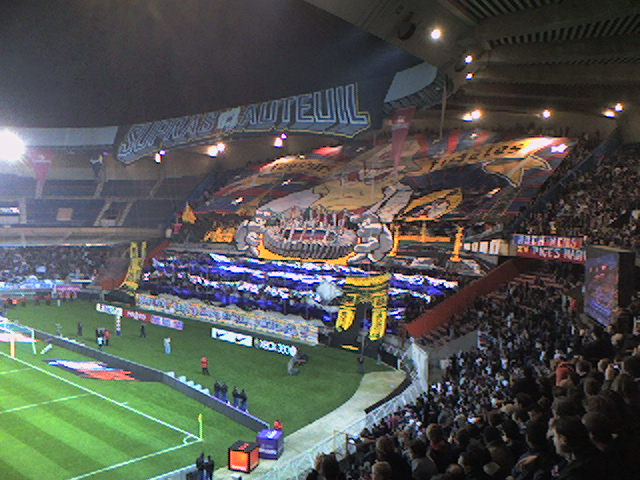
Tifo du virage Auteuil lors des 15 ans des Supras Auteuil (lors de PSG-Bordeaux (0-2) en 2006).

Les problèmes de violence de certains supporters de la tribune Boulogne marquent l'histoire du club depuis le début des années 1980. L'adoption du modèle hooligan anglais à la fin des années 1970 et de son avatar continental (après 1985), les casuals, rend la situation difficile dès la présidence de Francis Borelli. En parallèle, le mouvement ultra émerge dans la tribune Boulogne et se concrétise en 1985 avec la création du groupe Boulogne Boys. Mais ce mouvement d'origine italienne se heurte à l'esprit du modèle anglais majoritaire au sein du KOB et le développement des Boys est difficile dans ses premières années. Les Ultras du Kop of Boulogne se désunissent dès 1986 et de nouveaux groupes font leur apparition (Gavroches et Firebirds en 1986, Rangers en 1992). Avec l'arrivée de Canal+ aux commandes en 1991, le « problème Boulogne » est clairement en tête de liste. Afin de casser l'esprit rebelle du KOB, Canal propose aux Ultras un repli à Auteuil, y conditionnant l'octroi de subventions. Supras (1er groupe d'Auteuil, dès le 26 octobre 1991), Lutece Falco (après un crochet par la tribune K Bleu à l'automne 1991) et autres Dragons (absorbés plus tard par les Tigris Mystic) en profitent pour voir le jour.
Mis à part de sporadiques incidents notamment au cours du match PSG-SM Caen en 1993, au cours du match PSG-Galatasaray en mars 2001 et à l'occasion de la classique opposition PSG-OM, les problèmes de violence sont rares jusqu'en 2003. En mai 2003, éclate une rivalité entre les Tigris Mystic et le KOB. Pendant la saison 2004-2005, des mesures sont prises par la direction pour enrayer cette violence. Pour défendre alors des intérêts qu'ils considèrent menacés, les groupes de supporters de la capitale s'unissent, et laissent de côté leurs différends. Durant le match PSG - Metz de décembre 2004, les supporters expriment leur colère en interrompant la partie par un usage massif de fumigènes, ce qui condamnera le Paris SG à disputer un match à huis clos au Parc des Princes. Malgré cette union temporaire, les incidents reprennent. Les Tigris Mystic sont alors contraints de mettre leur association en sommeil en janvier 2006, ce qui ne permet pas d'éviter les incidents. La mise en sommeil se transforme finalement en dissolution officielle de l'association fin juillet 2006.

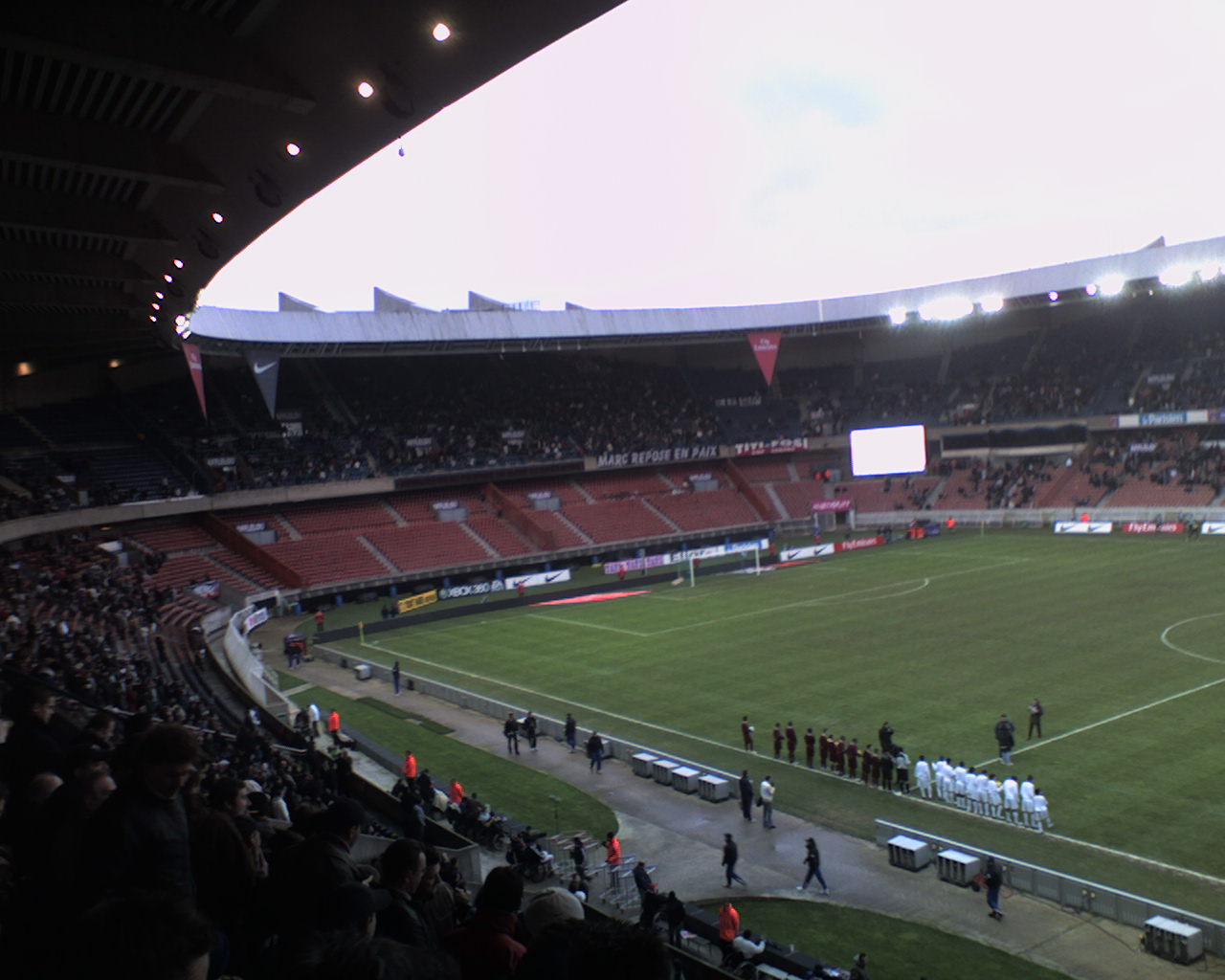
Les tribunes basses de Boulogne fermées au public à la suite des événements en marge du match PSG-Hapoël Tel-Aviv.

La violence de certains supporters est une nouvelle fois mise en évidence en novembre 2006 : dans la nuit du 23 au 24, un groupe de supporters, en colère après la défaite 4-2, tente d'agresser un sympathisant français du club israélien après la défaite du PSG face au Hapoël Tel-Aviv en Coupe UEFA. Un supporter des Boulogne Boys est tué et un autre blessé au poumon par un policier en civil qui s'était interposé pour protéger le supporter de Tel-Aviv. À la suite de ces événements, des mesures exceptionnelles sont prises par le club et la Préfecture de police de Paris pour mettre un terme au racisme et à la violence dans le stade, notamment avec la fermeture complète de la partie basse de la tribune Boulogne pour plusieurs matches. Ces problèmes de violence qui monopolisent l'attention des médias ne sont cependant pas permanents, comme en témoigne, par exemple, la fraternisation des supporters du PSG et de Derry City FC quelques jours avant les événements qui marquèrent le match PSG-Tel Aviv.
Le PSG est également soutenu par un grand nombre de personnalités, qui fréquentent la « corbeille », surnom donné au quartier VIP de la tribune présidentielle du Parc des Princes.
En finale de la coupe de la Ligue 2008 contre le RC Lens, des supporters de la tribune Boulogne déploient une banderole anti-ch'ti. Quelques jours plus tard, la Ministre de l'intérieur annonce officiellement la dissolution du groupe de supporters des Boulogne Boys après qu'une enquête a établi que la confection de la banderole a eu lieu dans le local du Parc des Princes de ces derniers .
Le 28 février 2010, quelques heures avant le match face à l'Olympique de Marseille, des bagarres ont lieu entre différentes associations parisiennes et un des membres du Kop de Boulogne est roué de coups par ceux d'Auteuil et succombe le 18 mars 2010. Robin Leproux suspend tous les déplacements du club à l'extérieur jusqu'à la fin de la saison et le PSG doit jouer à huis clos son quart de finale de coupe de France face à l'AJ Auxerre. David Douillet demande, quant à lui, l'exclusion du club parisien de la compétition. Brice Hortefeux annonce son désir de dissoudre toutes les associations « dangereuses » du PSG.

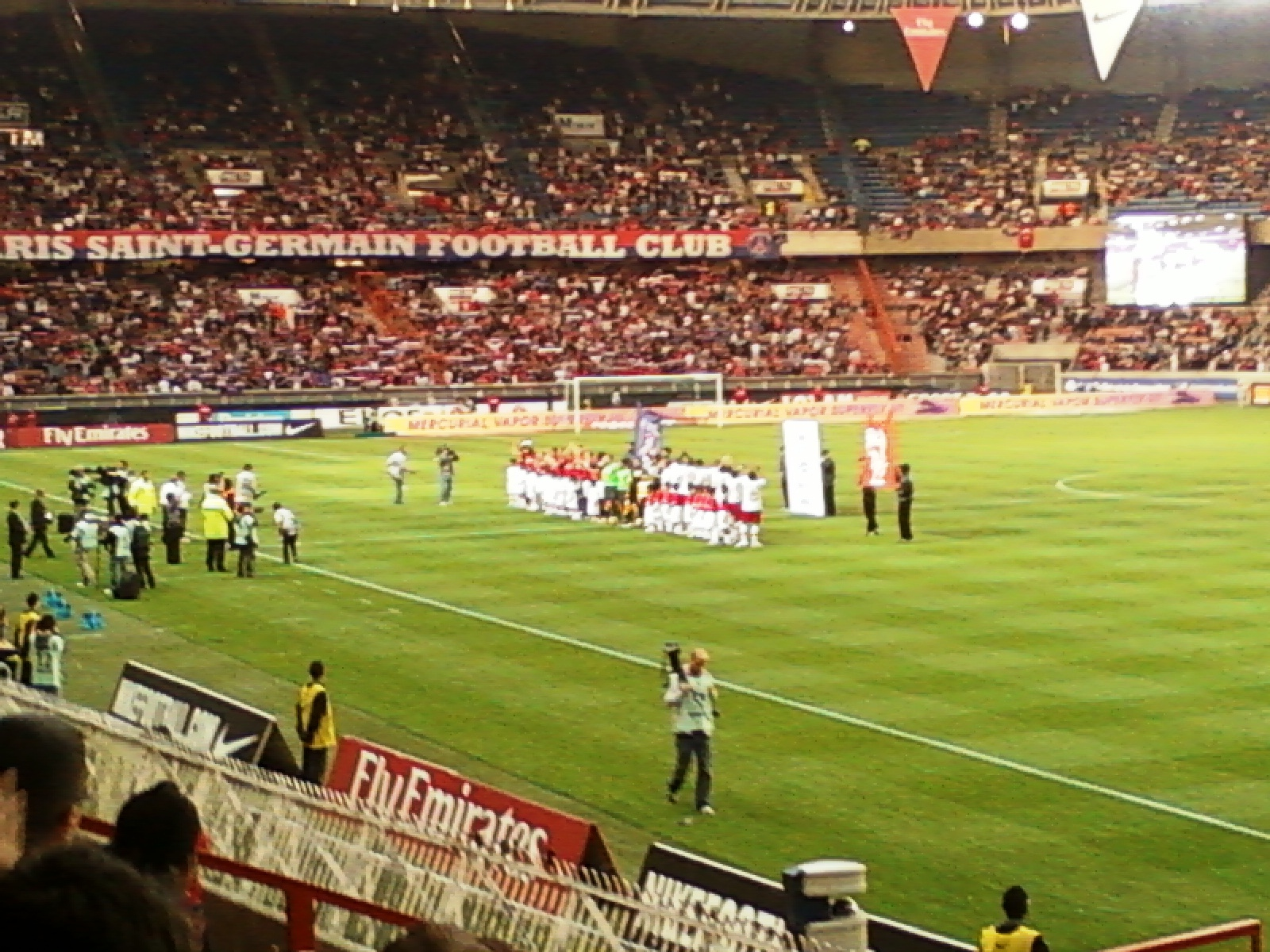
L'un des effets visibles de la politique dite Plan Leproux est la disparition des banderoles distinctives des groupes de supporters remplacées par des banderoles aux couleurs du club (ici la tribune Auteuil lors de PSG-AS Nancy du 10 mai 2011).

La saison 2010 – 2011 voit l'instauration d'une politique de sécurisation des tribunes du Parc des Princes avec notamment la dissolution des associations de supporteurs des kops Boulogne et Auteuil, Robin Leproux y instaurant un système de placement aléatoire. Les effets du plan sont très vite ressentis : les violences disparaissent presque totalement. Cependant, le plan est très impopulaire parmi les anciens abonnés. Ainsi, de 21 000 abonnés pour la saison 2009-2010, le PSG se retrouve avec 1 000 abonnés en tribune centrale, handicap important pour un club de football financier et aussi sportif.
Les principales mesures :
- La fin des abonnements en tribunes Boulogne, Auteuil, G et K et la distribution des places de manière aléatoire dans ces mêmes tribunes.
- Il n’y aura plus de possibilité d’avoir « sa » place pour toute la saison dans un des virages du Parc. Il faudra acheter son billet pour chaque match. Mais il sera possible d’acheter des places pour plusieurs matchs en même temps.
- Lors de l'achat de sa place, un supporteur ne pourra pas choisir sa tribune de destination (Auteuil ou Boulogne). Un logiciel s'assurera toujours de distribuer de façon aléatoire les places d'un bout à l'autre des virages afin d'éviter les regroupements.
- Le plan prévoit également une nouvelle politique tarifaire.
- Pour attirer un nouveau public, le président du PSG rend les places gratuites pour les femmes et demi-tarif (6 euros) pour les enfants de moins de 16 ans.
- Deux nouveaux espaces sont créés à la saison 2010-2011 : une tribune famille située tribune G et une autre « Invitation Fondation PSG » pour les enfants.
- Les déplacements pour les matchs à l'extérieur sont encadrés. Concrètement, il faut acheter un pack comprenant le voyage en bus et la place dans le stade.

La remise du trophée au Trocadéro de champion de France le 13 mai 2013 vire à l'affrontement entre des casseurs et les forces de l'ordre qui font 30 blessés et des dégâts importants. Les joueurs doivent quitter la scène au bout de cinq minutes. À la suite de ces affrontements le préfet de police de Paris déclare « qu'il n'y aura plus de manifestation festive sur la voie publique pour le PSG ». Cette décision est toujours en vigueur en 2025 mais une exception a été faite pour la parade des joueurs sur les Champs-Elysées afin de célébrer la victoire en Ligue des champions.
En septembre 2016, les dirigeants qataris du club rencontrent pour la première fois des représentants du groupe Collectif Ultras Paris depuis la mise en place du plan Leproux en 2010 : la volonté d'un retour des supporters ultras au Parc des Princes est réciproque. En effet, le président Al-Khelaïfi souhaite dynamiser les tribunes du stade tout comme plusieurs joueurs qui se sont plaints du manque d'ambiance en tribunes. La préfecture de police de Paris émet un avis positif quelques jours plus tard dans un communiqué mais « s'opposera en cas d'incidents ». Le retour des supporters ultras est alors acté dès le 1er octobre 2016 pour le match PSG - Bordeaux où une centaine de supporters déjà abonnés sont regroupés en virage Auteuil dans un même Kop, chose rendue impossible depuis six ans et le placement aléatoire en tribunes Auteuil et Boulogne. Depuis, le groupe Collectif Ultras Paris rassemble de plus en plus de supporters en virage Auteuil, y organise des tifos et participe aux déplacements de l'équipe profitant alors à améliorer l'ambiance du stade,.
Le 11 août 2017, le collectif et les dirigeants signent une convention permettant le retour des abonnements pour les Ultras dans la tribune Auteuil. Pour la saison 2017-2018, environ 2 800 membres du CUP sont recensés en tribune Auteuil. L'année 2025 voit le collectif dépasser la barre des 5 000 adhésions.

### Rivalités
La principale rivalité connue est celle qu'entretient le Paris Saint-Germain avec l'Olympique de Marseille, il s'agit du Classique (PSG-OM) entre les deux clubs les plus titrés de France. La rivalité sportive entre les deux clubs a été volontairement montée de toutes pièces par les dirigeants du PSG et de l’OM au tout début des années 1990. Une affiche OM/PSG, c’est le Sud, contre le Nord, la province contre la capitale, « Marseille la populaire contre Paris la hautaine ». À noter aussi que des tensions existent entre les supporters des deux clubs depuis les années 1970.
Le Paris Saint-Germain entretient également une rivalité régionale avec l'AS Poissy dans le cadre du derby yvelinois opposant les deux meilleurs clubs du département. La rivalité entre ces deux clubs de la région parisienne est inscrite par les nombreuses rencontres les opposant en National 2. À noter que l'AS Poissy est le cinquième plus grand club d'Île-de-France.[réf. nécessaire]

### Popularité et médiatisation
Selon des sondages Ipsos (2006) puis TNS Sofres (2007), le PSG est le troisième club français le plus populaire en France derrière l'OL et l'OM,. En 2009, le club remonte à la deuxième place en matière de popularité en France, derrière l'OM et à égalité avec l'OL. Selon cette étude IFOP d'août 2009, le PSG est le club préféré de 11 % des Français.
Le premier match du PSG diffusé en direct par la télévision fut la finale de Coupe de France 1982, le 15 mai 1982.
Les médias tiennent une place importante dans la vie du club en raison du grand nombre de rédactions dans la capitale. Des journaux comme Le Parisien et L'Équipe tiennent une chronique quotidienne sur le club. Le club dispose d'un site internet officiel, psg.fr, et d'un magazine mensuel, « 100 % PSG », ciblant plutôt les plus jeunes supporters.
Le club ne dispose pas de chaîne de télévision de club, contrairement à l'Olympique lyonnais avec OL TV et l'Olympique de Marseille avec OM TV (arrêtée en 2018) par exemple. Cependant, le 3 août 2007, le club annonce le lancement d'une web TV, PSG TV, proposant la diffusion de matches récents et anciens ainsi que des reportages sur la vie du club.

### Le Paris Saint-Germain dans la culture populaire
Les joueurs et dirigeants du PSG ont fait partie des cibles récurrentes des Guignols de l'info sur Canal+. Certains comiques de music hall utilisent également le PSG dans leurs spectacles, par exemple, le duo Élie et Dieudonné à la fin des années 1990, dans le sketch « les supporters ».
Supporter patenté du club, Fabien Onteniente a joué sur le registre parisianiste dans son film 3 zéros (2000).
Dans d'autres films ou romans, des personnages sont simplement supporters du PSG. C'est notamment le cas de Patrick Timsit, Dany Boon et François Levantal dans Paparazzi (2002), Mon meilleur ami (2006) et Les Francis (2014). Renaud, supporter parisien de l'OM, cite le PSG dans sa chanson Les Bobos en 2006.
Les Wriggles sont quant à eux très virulents contre les supporters extrémistes du club, dans leur chanson éponyme PSG (de l'album Justice avec des saucisses).

## Autres équipes

### Équipe réserve
| Palmarès de l'équipe réserve du Paris Saint-Germain |
| --- |
| - Groupe Nord de Division 3 (1) - Champion : 1987 - Championnat de France CFA (1) - Vainqueur : 2003 (Groupe A) - Coupe de Paris (3) - Vainqueur : 1972, 1973 et 1980 - Finaliste : 2010 |

En 2015-2016, l'équipe réserve du PSG évolue dans le championnat de France amateur avec le groupe A. Elle remporte ce championnat en 2003.
Elle a remporté le championnat du Groupe Nord de Division 3 en 1987 et fut vainqueur de la Coupe de Paris en 1972, 1973 et 1980, désormais jouée par l'équipe 3 du club.
Le 24 mai 2019, un communiqué du club annonce la fin de l'équipe réserve. « Dans le cadre de la restructuration de sa politique de formation, le Paris Saint-Germain a acté le choix de mettre un terme aux activités de son Groupe Élite, engagé jusqu'à cette saison dans le Championnat de France de National 2 […] après avoir longtemps analysé les performances de ses différentes équipes du centre de formation, le club a constaté que l'environnement de son équipe réserve n'offrait plus les conditions souhaitables pour le développement de ses jeunes talents ». Cette décision vise à renforcer l'équipe U19 qui « deviendra l'horizon majeur des jeunes joueurs en formation, avant leur passage espéré vers le groupe professionnel ».

### Sections jeunes

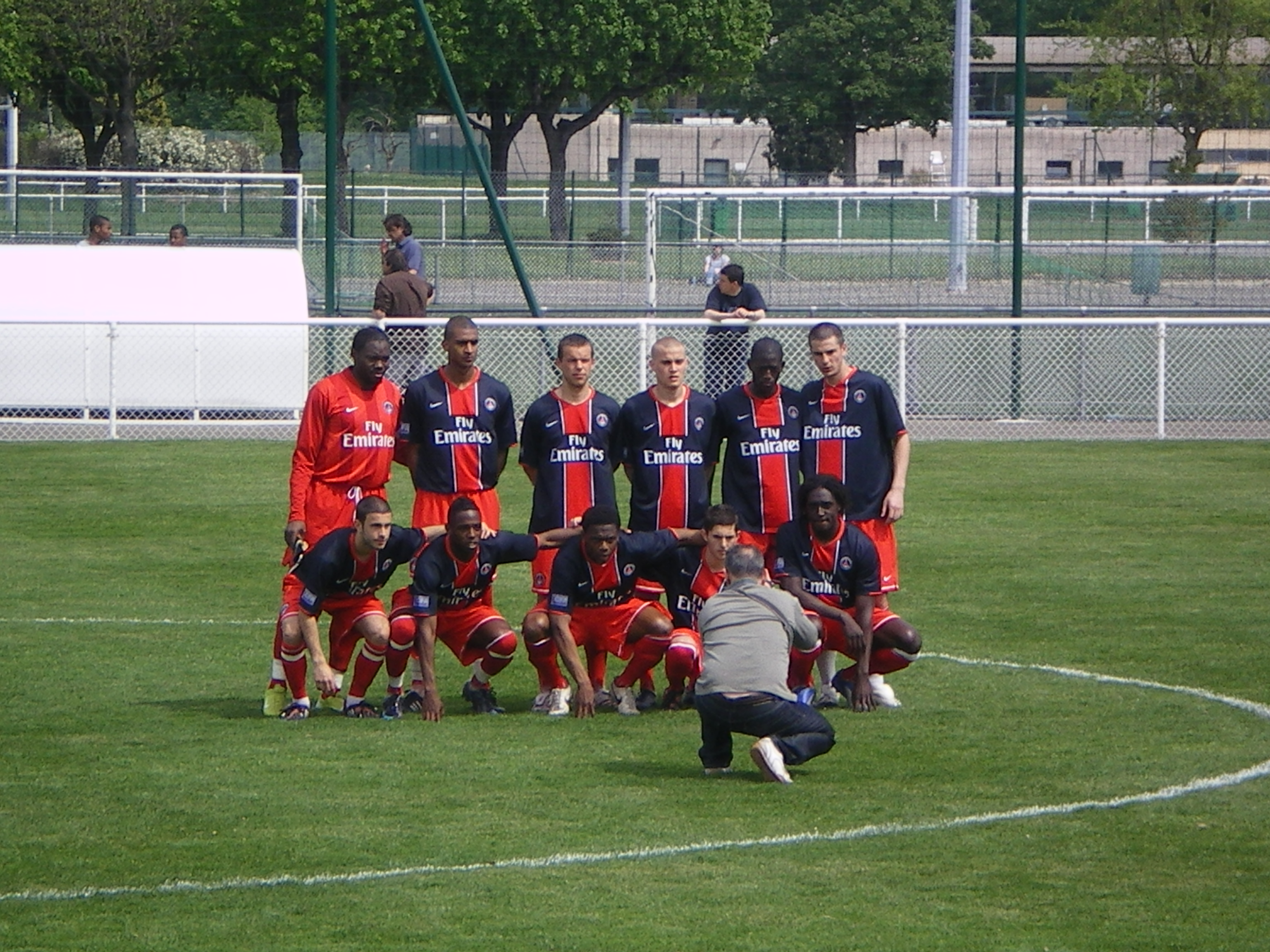
L'équipe réserve du PSG en mai 2008.

Le Paris Saint-Germain a été élu meilleur club de jeunes de la FFF à quatre reprises, en 1989, 2011, 2013 et 2014.
Le club comprend nombre de formations de jeunes, de l'école de football aux juniors. Ces derniers disputent depuis 1963 la Coupe Gambardella. Ils ont remporté l'épreuve en 1991, atteint la finale en 1978, 1989 et 1998 et disputé les demi-finales en 1972,, 1975, 1986, 1990 et 2001.
| Palmarès des équipes de jeunes du Paris Saint-Germain |
| --- |
| - Challenge meilleur club de jeunes (4) - Vainqueur : 1989, 2011, 2013 et 2014 - Coupe Gambardella (1) - Vainqueur : 1991 - Finaliste : 1978, 1989 et 1998 - Championnat de France U19 nationaux (4) - Champion : 2006, 2010, 2011 et 2016 - Finaliste : 2012 - Championnat de France U17 nationaux (2) - Champion : 2011 et 2016 - Finaliste : 2008, 2010, 2014 et 2015 - Championnat de France U15 (1) - Champion : 2012 - Championnat de France cadets (1) - Champion : 1988 - Vice-champion : 1980 - UEFA Youth League - Finaliste : 2016 - Alkass International Cup (2) - Vainqueur : 2012 et 2015 - Finaliste : 2013 - Tournoi de Montaigu (1) - Vainqueur : 1993 - Finaliste : 1977, 1983, 1986, 1989 et 1994 |

Les cadets du club ont remporté le titre de champion de France cadets en 1988. Le parcours des cadets du PSG est stoppé en finale en 1980 et en demi-finale en 1985 et 1989.
Entre 1990 et 2002, le championnat de France cadets est éclaté en deux championnats : moins de 17 ans et moins de 15 ans. Chez les moins de 15 ans, le PSG est demi-finaliste en 1992, 2001 et 2002 et quart de finaliste en 1994, 1997, 1998 et 1999. Chez les moins de 17 ans, le PSG est quart de finaliste en 1991, 1996, 2001 et 2002. Depuis 2002, trois catégories d'âge sont concernées par un championnat de France : « 18 ans », « 16 ans » et « 14 ans ». Poussif chez les 18 ans, le PSG est quart de finaliste en 2003 chez les 16 ans puis demi-finaliste en 2004. Pas de tournoi final chez les 14 ans, mais le PSG remporte son groupe en 2003 et termine deuxième à la différence de buts en 2004.
Sous la direction de David Bechkoura, les 18 ans nationaux du Paris Saint-Germain enlèvent, en 2006, le titre de champion de France en s'imposant 2-0 en finale, le 4 juin, face à l'AS Monaco.
À partir de la saison 2009-2010, les compétitions françaises de jeunes adoptent les conventions internationales « U19 » (moins de 19 ans), « U17 » (moins de 17 ans), etc. Chez les moins de 17 ans, le PSG atteint la finale du championnat national en 2009-2010 disputée le 5 juin 2010 face au FC Sochaux-Montbéliard (défaite 4-4, 2-4 aux t.a.b.). Les « U19 » remportent quant à eux le titre aux tirs au but face à l'AS Monaco (0-0, 2-4 aux t.a.b.).
La saison suivante, le PSG réalise le doublé en remportant les deux titres « U17 » et « U19 », respectivement face à Marseille (2-1) et au FC Grenoble (2-0).
Le doublé national est à nouveau réalisé en 2016 avec des victoires en finale contre Saint-Étienne en U17 (4-2) et l'Olympique Lyonnais en U19 (2-1). Cette année-là le Paris Saint-Germain atteint également la finale de la Youth League mais échoue face à Chelsea.
Le club a par ailleurs participé à quelques tournois internationaux amicaux d'envergure. Le tournoi minimes de Montaigu, référence chez les moins de 17 ans, créée en 1973, a vu le PSG perdre en finale à 5 reprises, en 1977, 1983, 1986, 1989 et 1994. Le club est cependant parvenu à l'emporter en 1993. Puis l'Al Kass International Cup organisée au centre Aspire de Doha au Qatar auquel le club participe depuis sa création en 2012. Compétition disputée par des équipes U17 venant du monde entier, la première édition est remportée par le club en 2012. Le PSG sera finaliste en 2013 avant de remporter à nouveau le trophée en 2015.

### Section féminine
| Compétitions nationales | Équipes de jeunes |
| --- | --- |
| - Championnat de France (1) - Champion : 2021 - Vice-champion en 2011, 2013, 2014, 2015, 2016, 2018, 2019, 2020, 2022, 2023, 2024 et 2025 - Coupe de France (4) - Vainqueur en 2010, 2018, 2022 et 2024 - Finaliste en 2008, 2014, 2017, 2020, 2023 et 2025 - Championnat de France de Division 2 (1) - Champion : 2001 - Vice-champion : 1983, 1985 - Trophée des championnes - Finaliste en 2019, 2022 et 2023 | - Challenge/Championnat national U19 (4) - Vainqueur en 2016, 2017, 2019 et 2025 - Finaliste/vice-champion en 2014, 2015, 2018, 2022 et 2023 |
| Compétitions internationales | Équipe réserve |
| - Ligue des champions - Finaliste : 2015, 2017. | - Division d'Honneur de Paris Ile-de-France (1) - Vainqueur : 2011.                                                                          |

Lors de la saison 1971-1972, le Paris Saint-Germain comprend déjà une section féminine : 33 joueuses sont alors licenciées au club et une équipe sénior féminine est inscrite en championnat de Paris.
Recréée en 1991, l'équipe féminine fanion dispute en 2007-2008 sa 17e saison en championnat de Division 1. Les filles du PSG furent championnes de France de Division 2 en 2001 et vice-championnes de France de Division 2 en 1983 et 1985. En 2010, elles remportent face au Montpellier HSC le premier trophée d'importance du club avec le Challenge de France, la Coupe de France du football féminin.
Vice-championne de France en 2011, l'équipe féminine a acquis le statut professionnel à l'aube de la saison 2012-2013 sur décision du nouveau propriétaire QSI. Vice-championne de France en 2013 et en 2014, l'équipe va disputer la Ligue des champions Féminines pour la troisième fois de son histoire, avec le but de ramener le trophée à court terme.
Elles passent près du but en arrivant en finale de l'édition 2014-2015 de la ligue des champions féminine.
Le PSG dispose par ailleurs d'une équipe réserve qui évolue en Division d'Honneur de Paris Ile-de-France, soit deux divisions en dessous de l'équipe première. En 2010-2011, l'équipe réserve remporte le championnat de Division d'Honneur.
Le club francilien possède également une équipe des moins de 19 ans qui participe au Challenge National Féminin U19, l'équivalent du championnat de France de la catégorie, disputé depuis 2010-2011. En 2013-2014, le PSG dispute sa première finale et perd 2-1 contre l'Olympique lyonnais. La même confrontation a lieu en 2014-2015 et l'Olympique lyonnais bat à nouveau le PSG. C'est en 2016 que l'équipe vaincra la malédiction en l'emportant 3 à 1 contre les lyonnaises.

Enfin, une équipe U18 évolue dans le championnat régional de sa catégorie, à 11 joueuses. De même qu'une équipe U15 dans son championnat régional.